# Biserica de lemn din Ciuleni

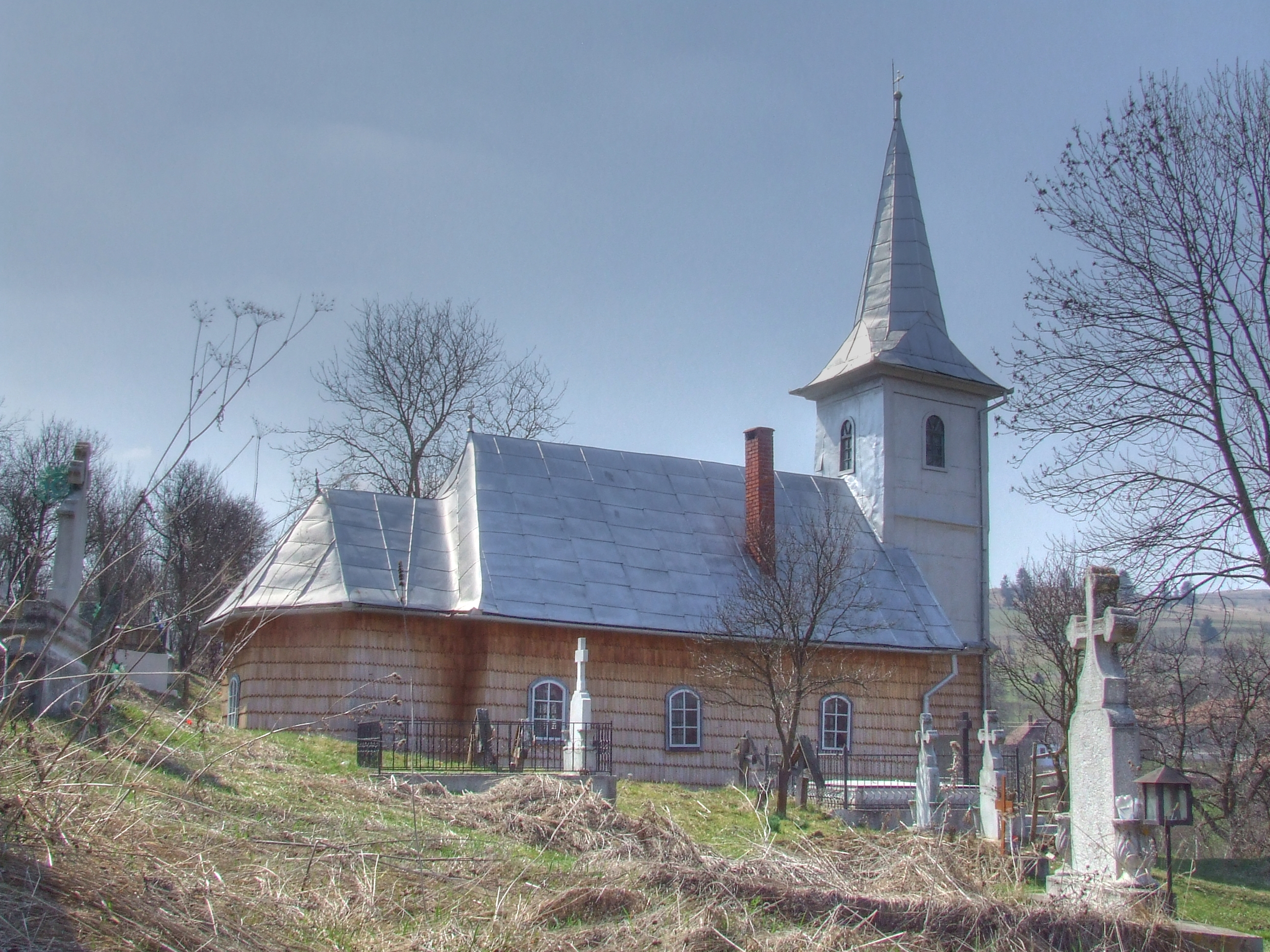
Biserica de lemn din Ciuleni, județul Cluj, 2009

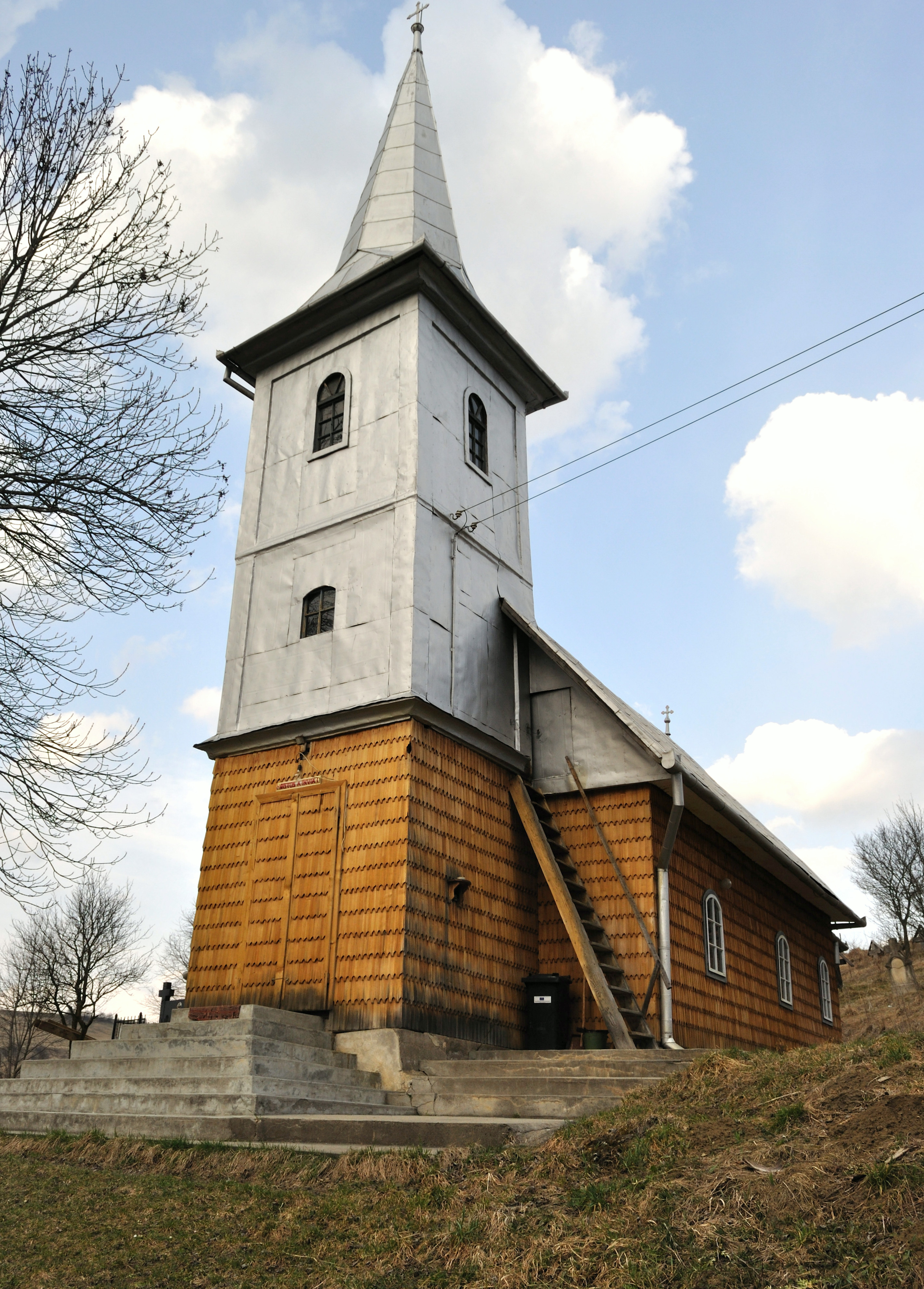
Biserica de lemn Sfinții Arhangheli Mihail și Gavriil din Ciuleni, județul Cluj, foto: martie, 2011.

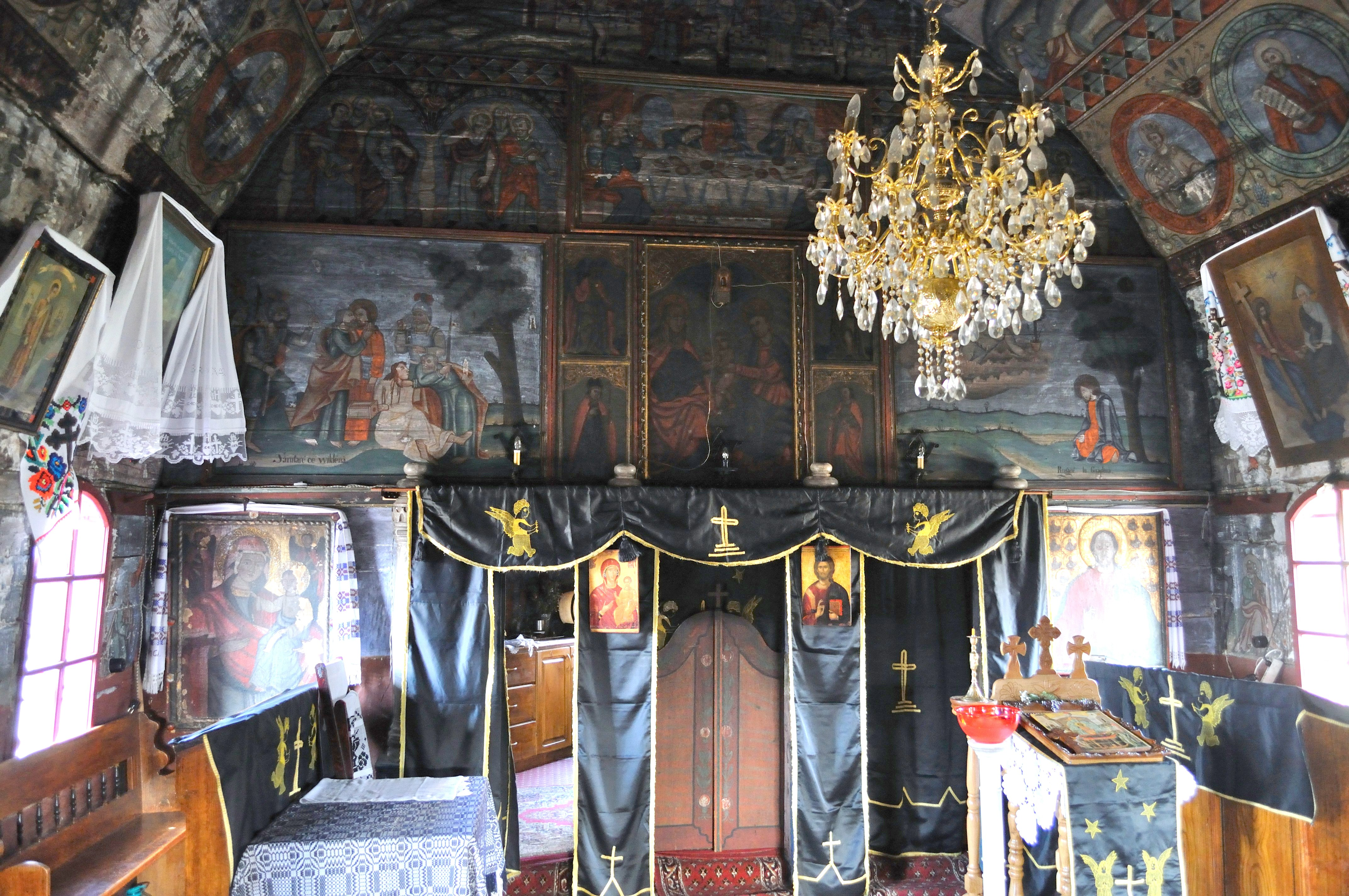
Interiorul navei spre iconostas

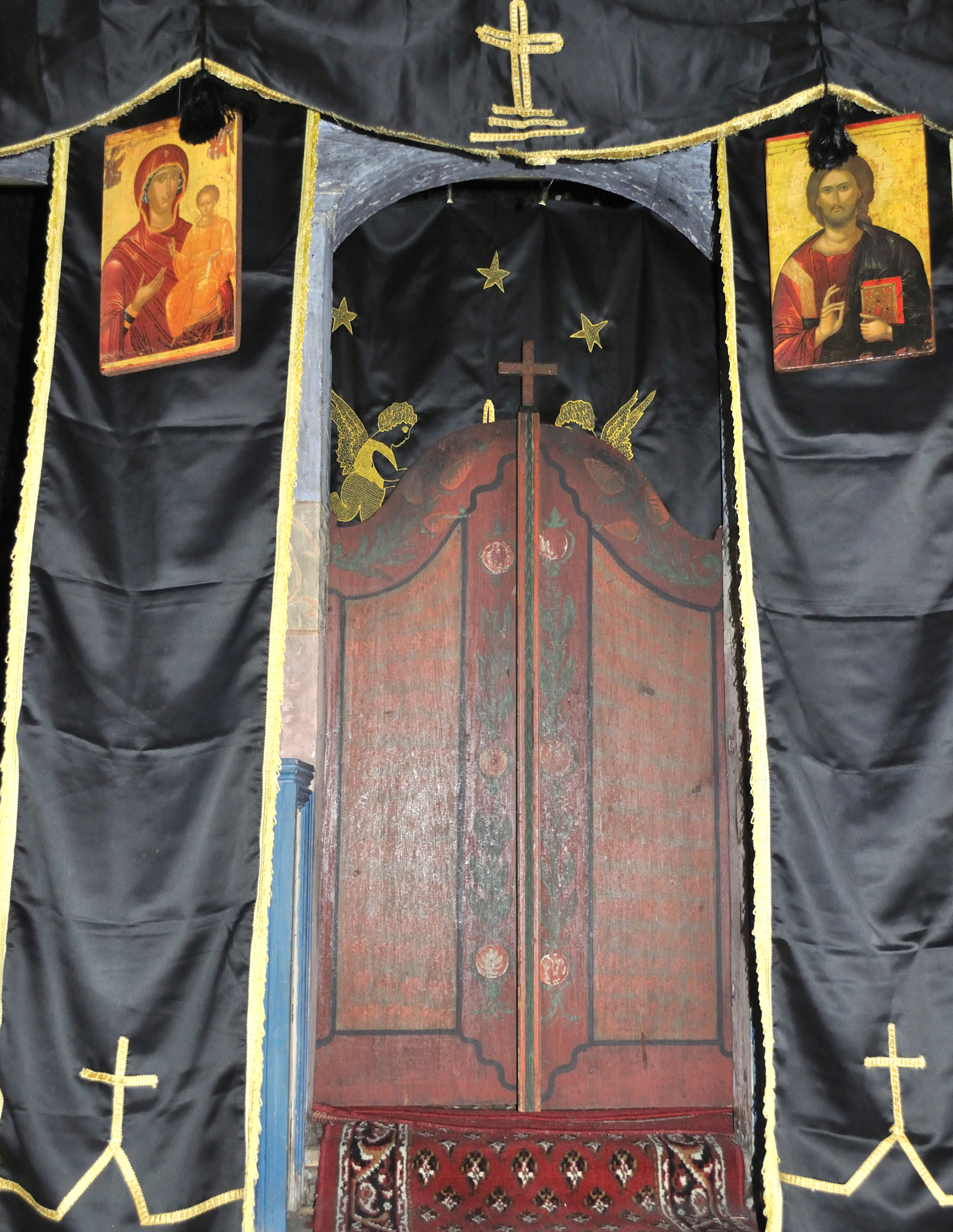
Ușile împărătești

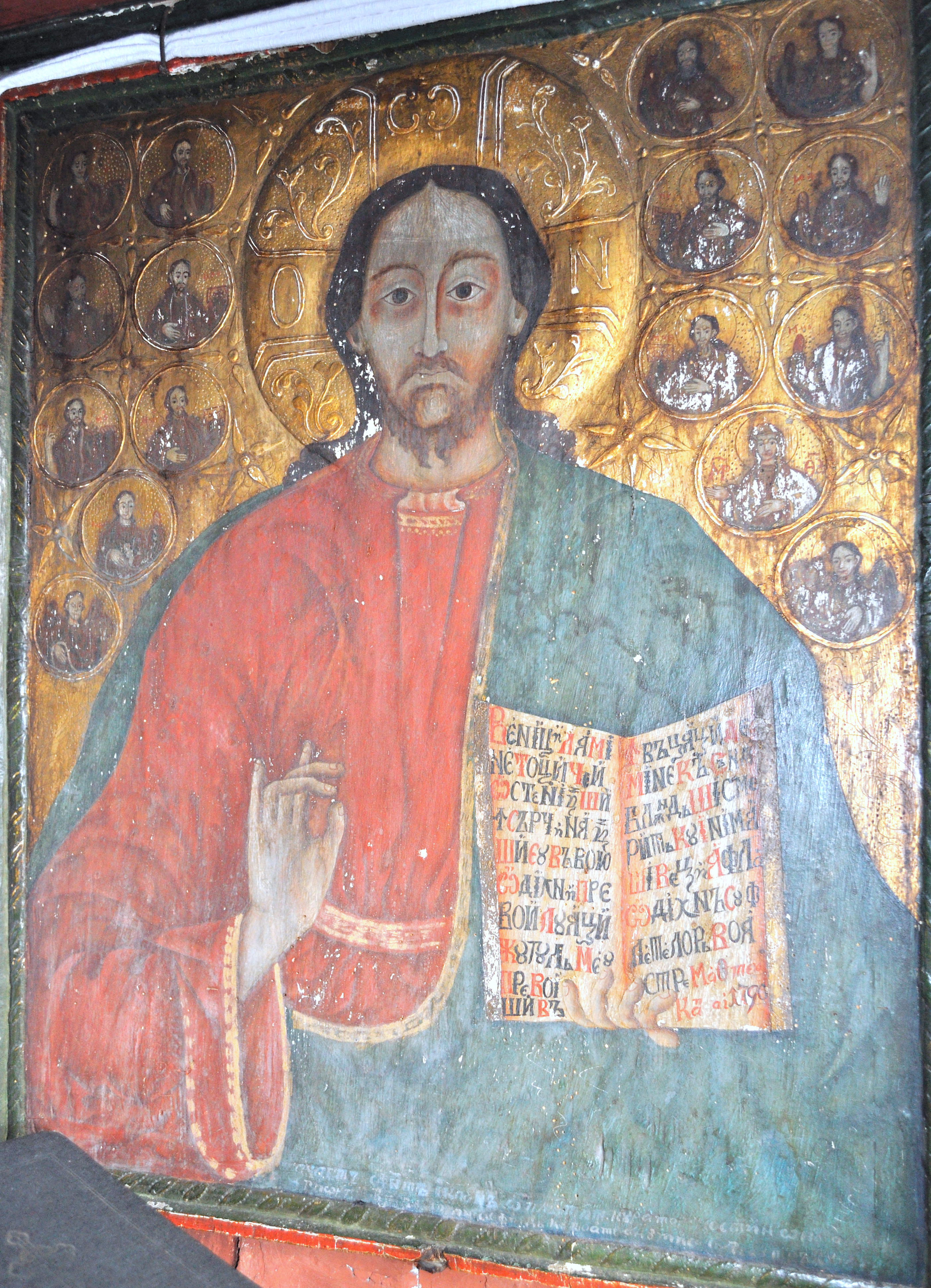
Icoană împărătească: Iisus binecuvântând

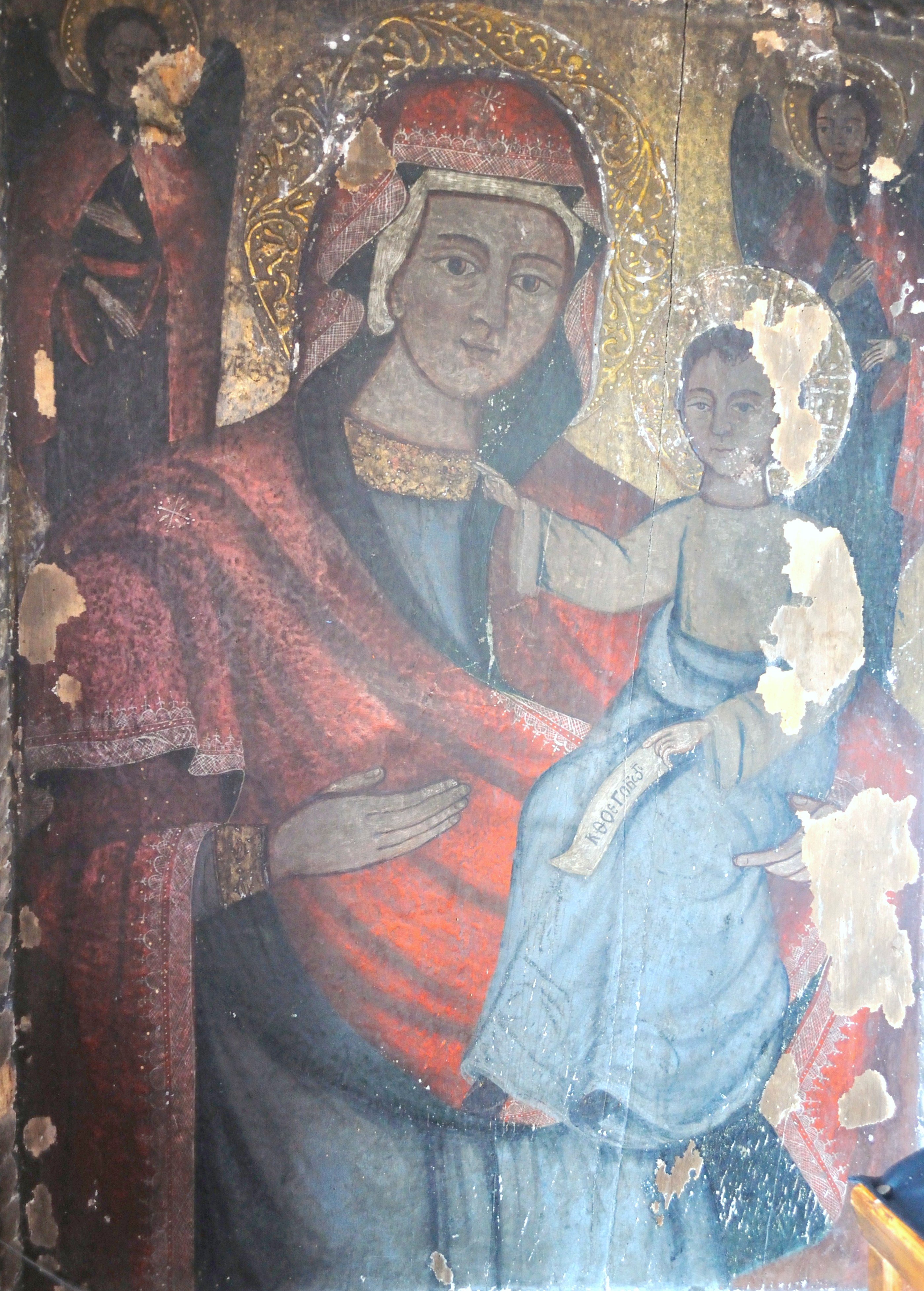
Icoană împărătească: Maica Domnului cu Pruncul

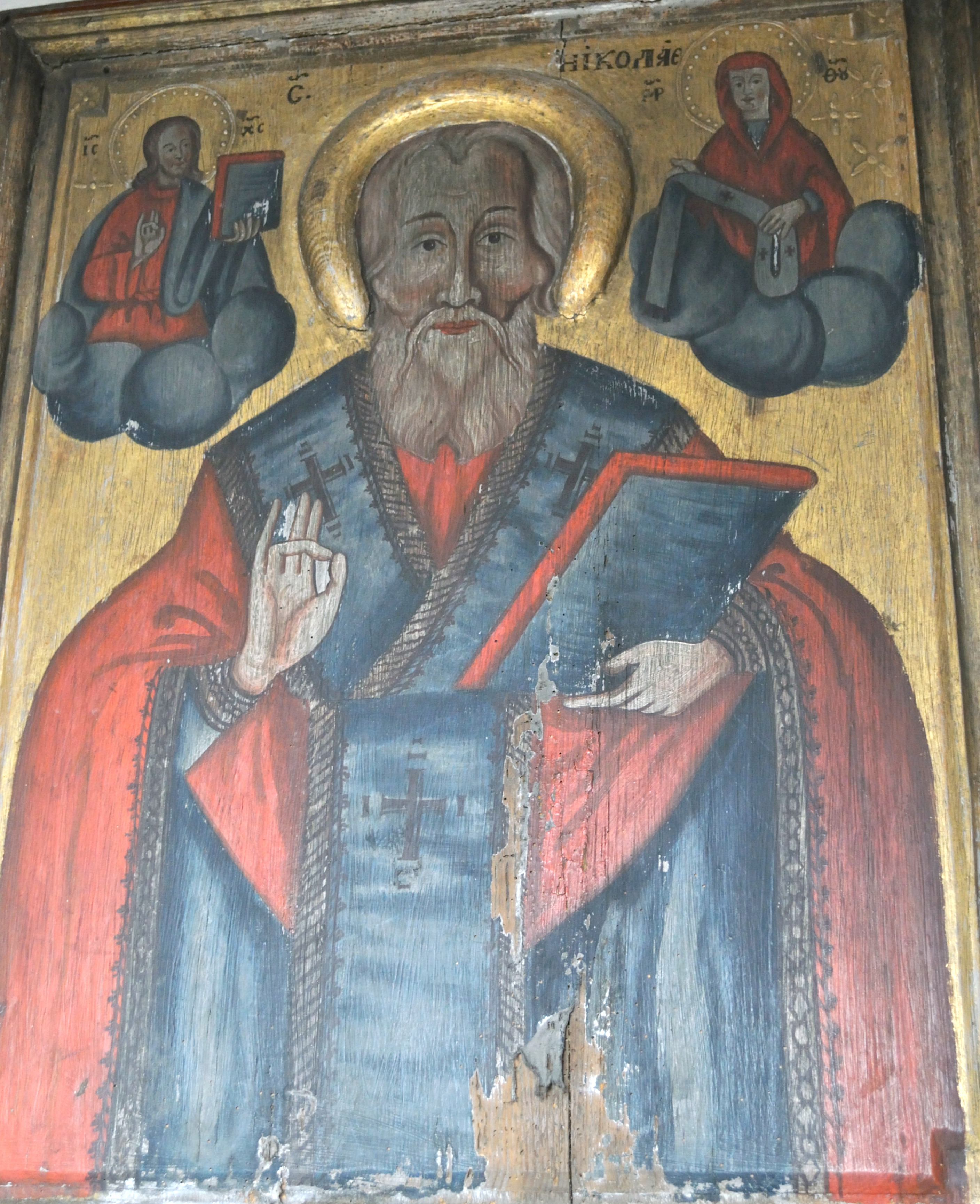
Icoană pe lemn: Sfântul Nicolae

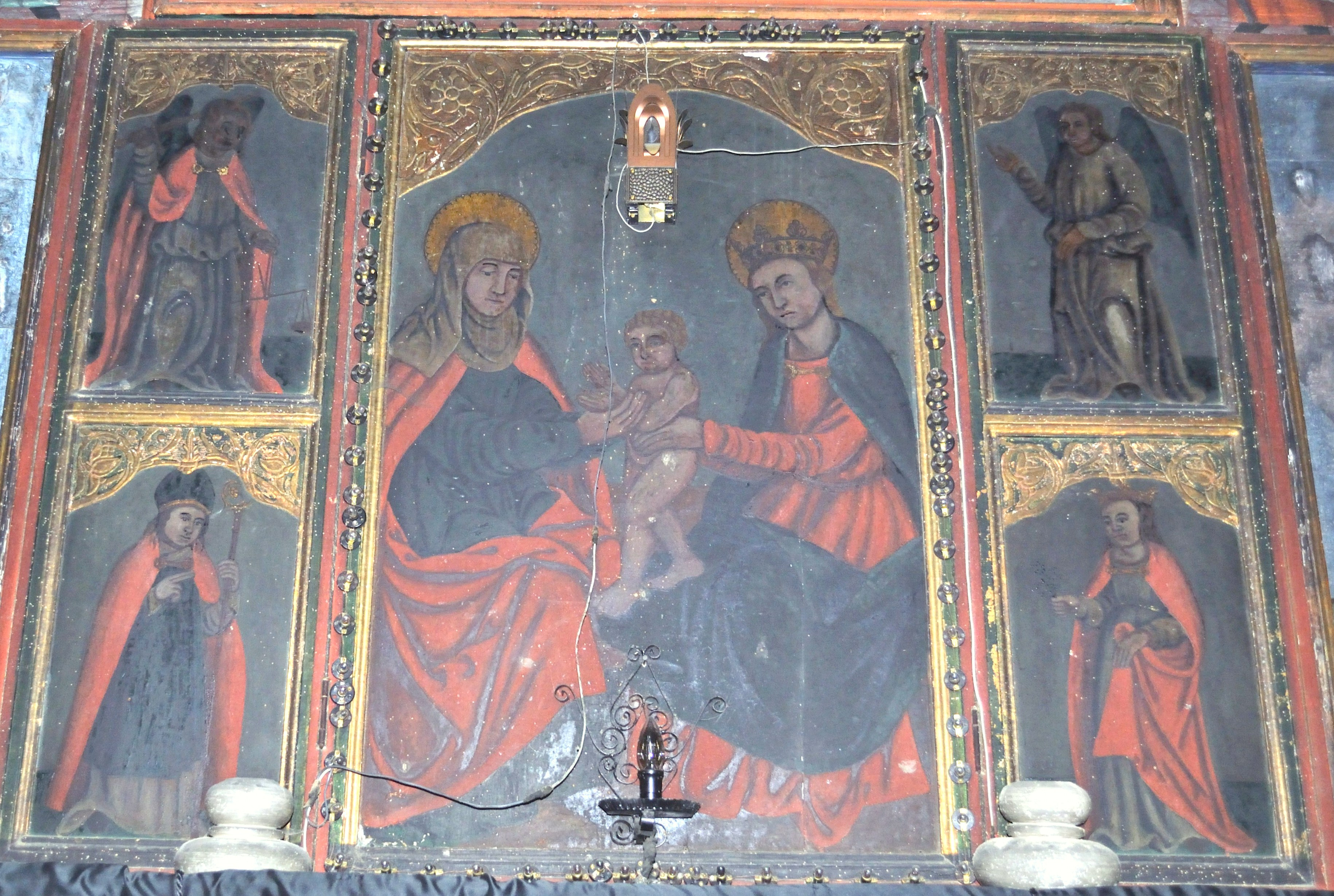
Minunatul triptic de pe catapeteasmă

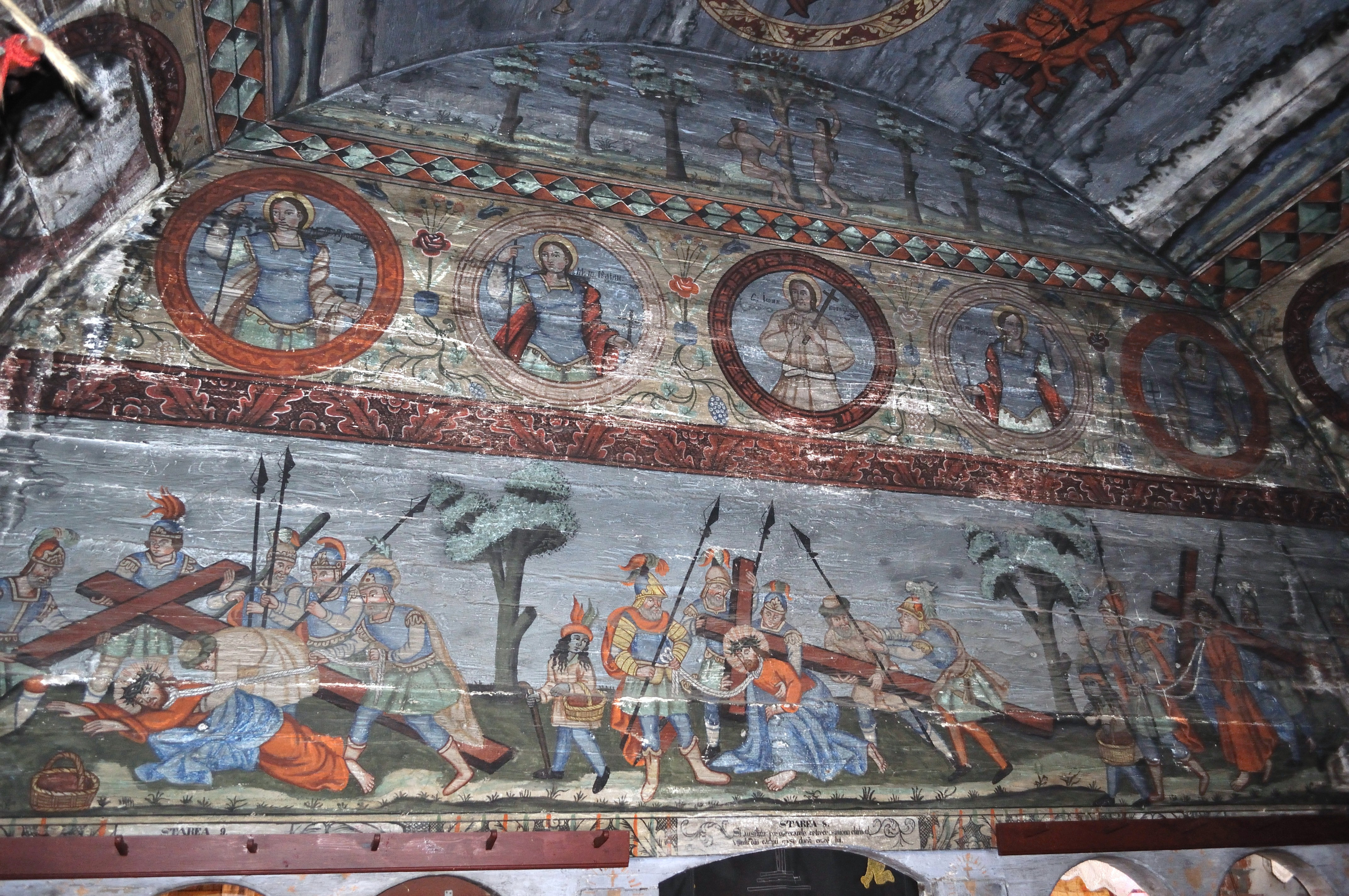
Timpanul de vest al naosului

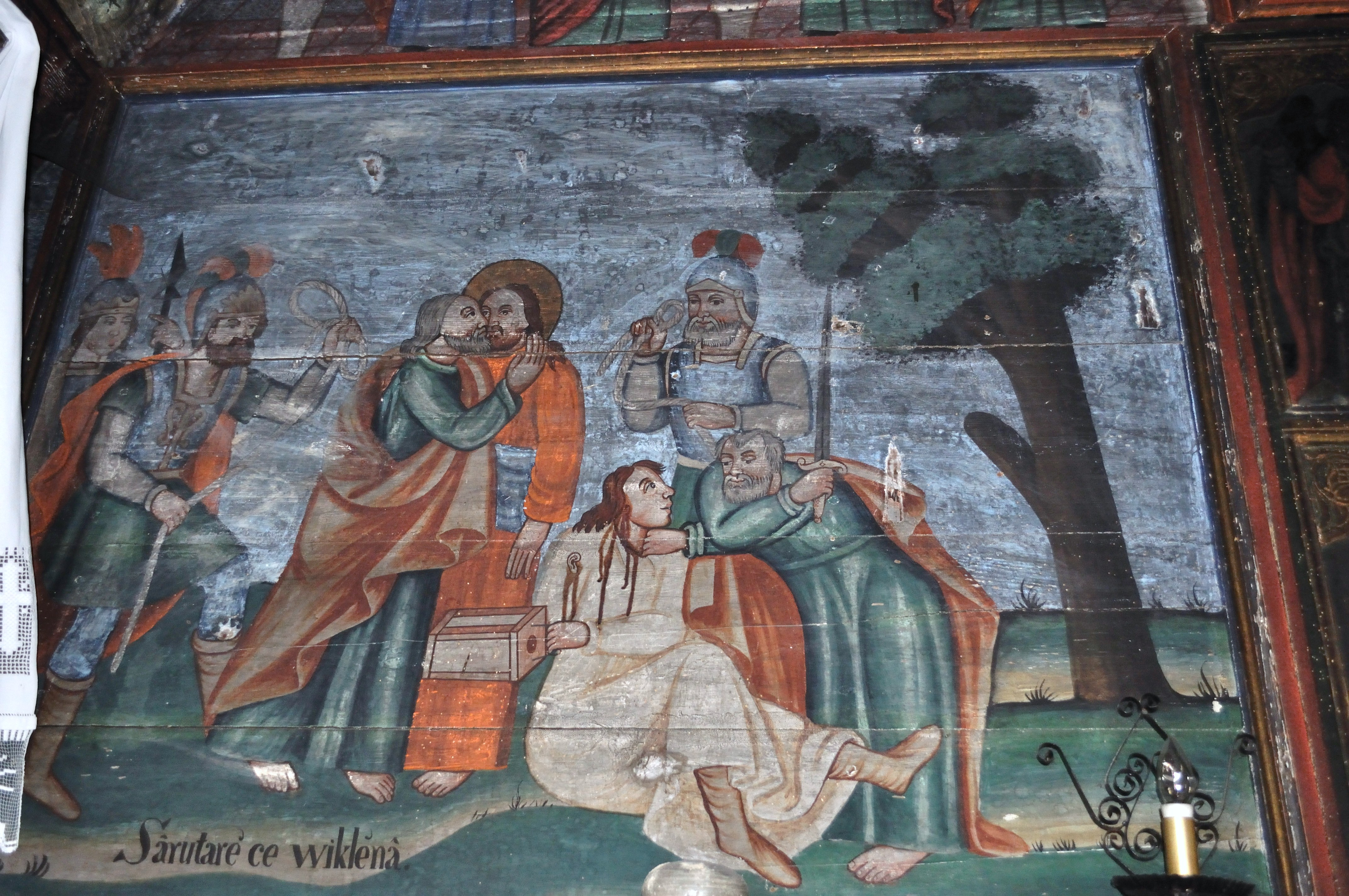
Sărutarea cea vicleană

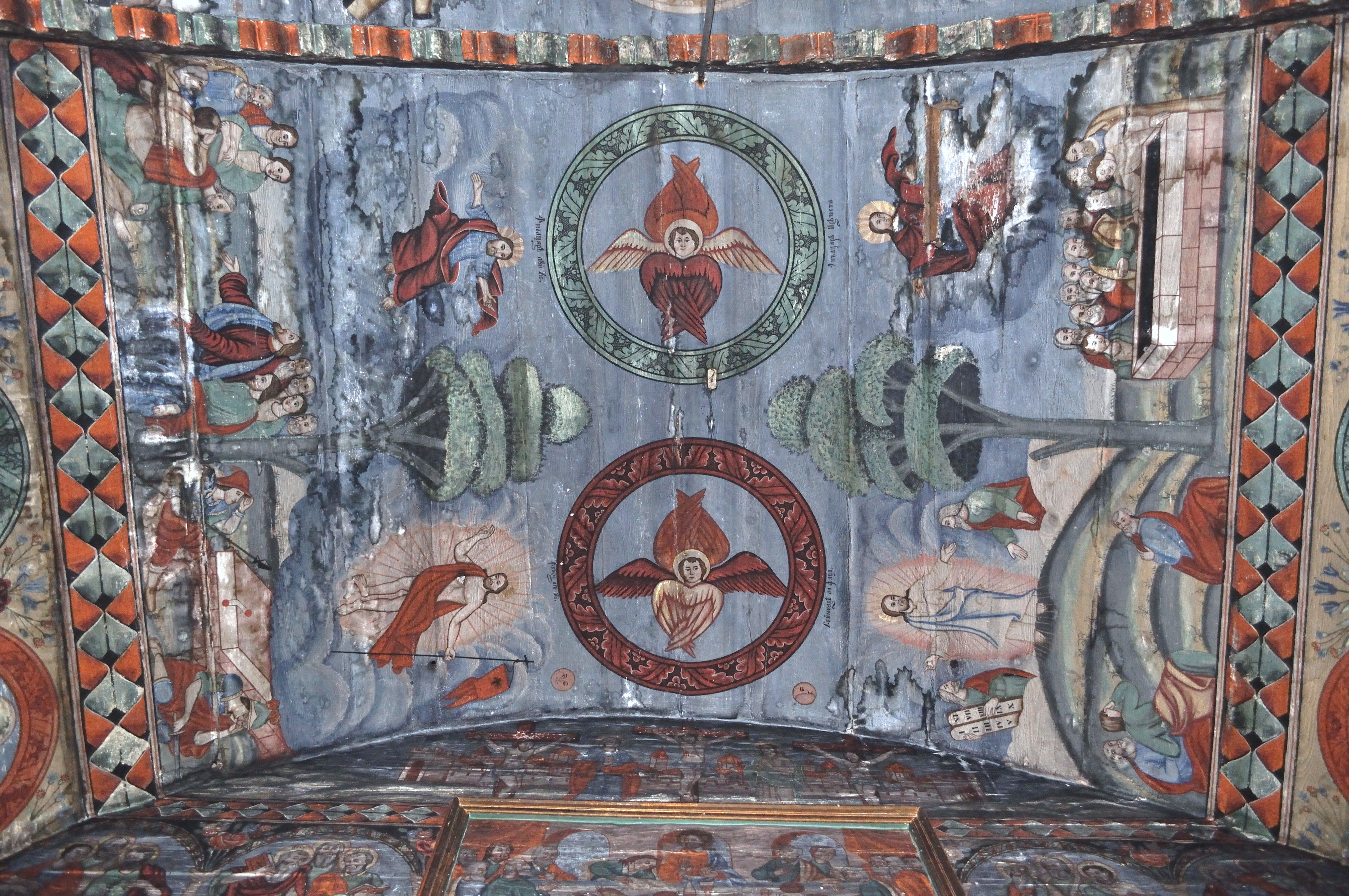
Bolta naosului

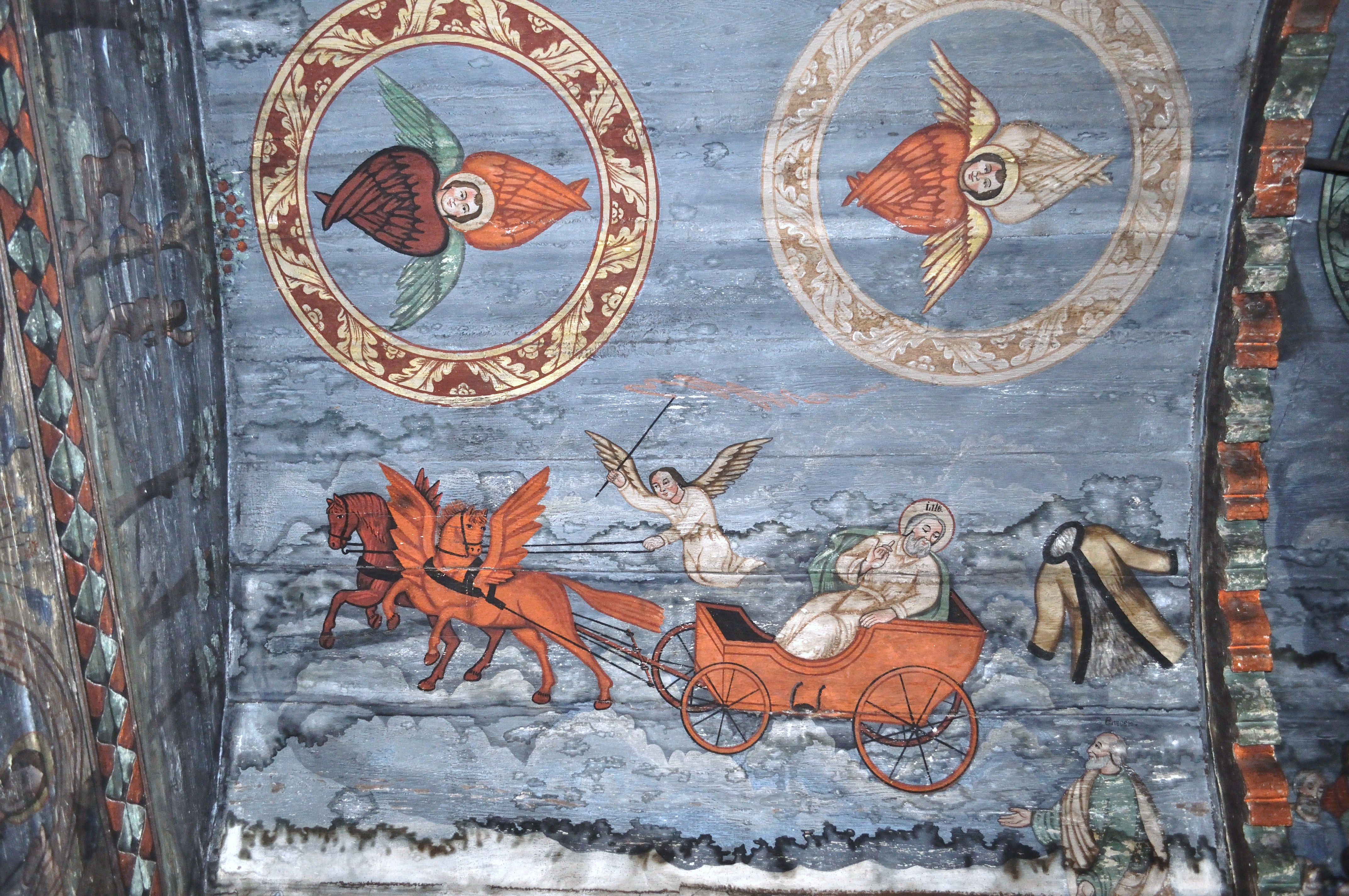
Sfântul Ilie și carul lui de foc

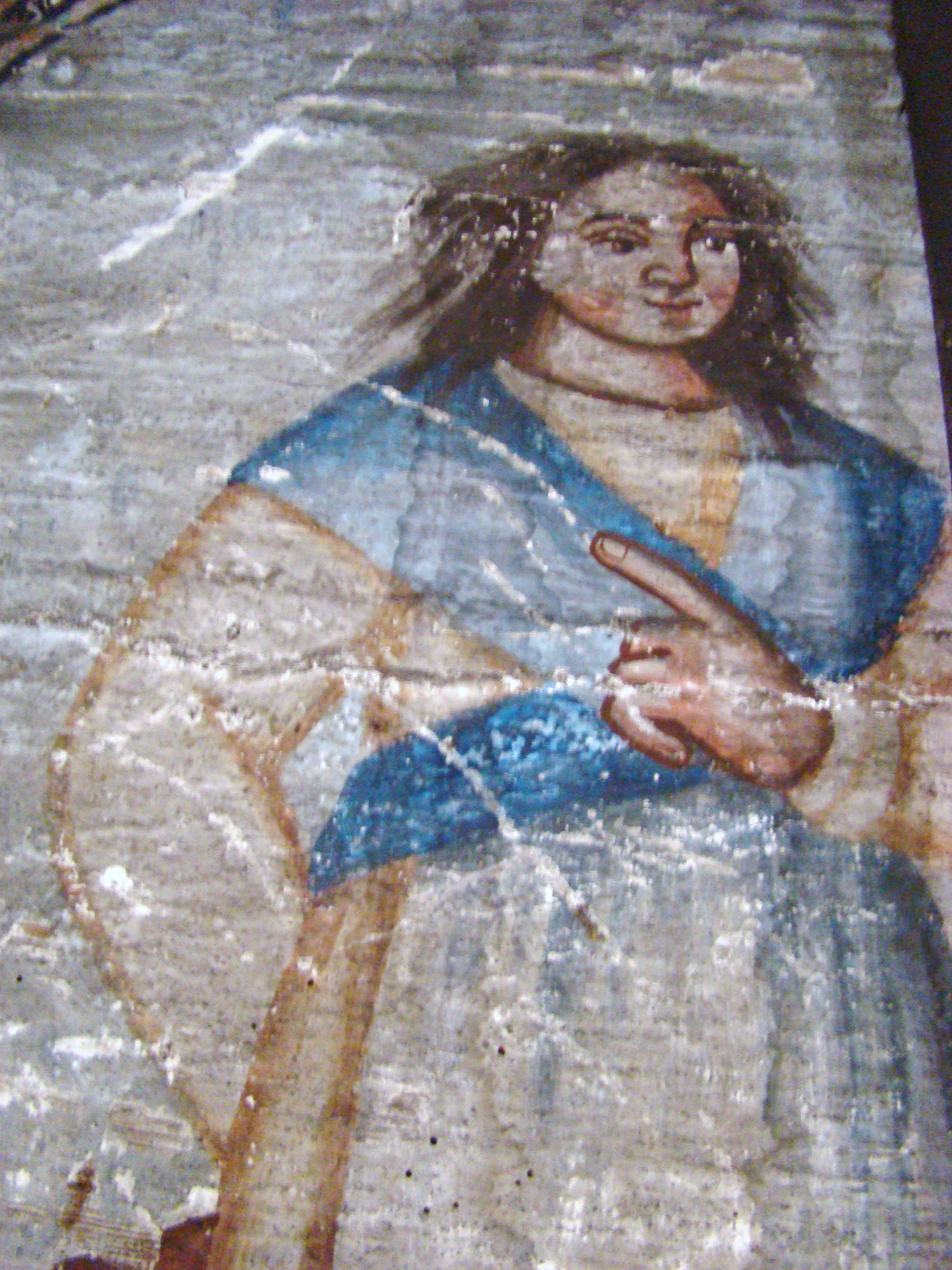
Fecioarele nebune

Biserica de lemn din Ciuleni, comuna Mărgău, județul Cluj, a fost edificată aproximativ în anul 1747.
Are hramul „Adormirea Maicii Domnului”. Biserica se află pe noua listă a monumentelor istorice sub codul LMI:  CJ-II-m-B-07569.

## Istoric și trăsături
Biserica de lemn Sfinții Arhangheli Mihail și Gavriil, din satul Ciuleni, comuna Mărgău, situată în cimitirul sătesc, este construită din bârne de brad îmbinate în cheotoare dreaptă și coadă de rândunică.
Din punct de vedere planimetric, construcția se compune din pronaos și naos, înscrise într-un dreptunghi unitar, cu o absidă de formă poligonală, cu doi pereți retrași, paraleli cu ai naosului, doi oblici aproape egali și unul mai scurt, paralel cu cel care desparte spațiul altarului de naos.
Naosul are o boltă semicilindrică, ale cărei „blăni" sunt fixate direct, cu multă măiestrie, pe pereții laterali, cu capetele pe cei interiori: peretele despărțitor de pronaos și peretele tâmplei. Și altarul are o boltă pe porțiunea pereților retrași, în rest fiind tăvănit simplu.
Pronaosul este tăvănit și pe grinzile sale laterale sunt bine fixați stâlpii de susținere ai clopotniței de înălțime mijlocie, cu coiful octogonal peste o galerie închisă.
Pe latura vestică a fost adăugat, probabil în anul 1899, un pridvor, a cărui cunună a înlocuit pe acea latură a construcției vechea cosoroabă de sprijin a căpriorilor. Tot atunci a fost refăcut complet și acoperișul.
Pictura, de o bună calitate artistică, este realizata în 1859, și se prezintă într-o stare destul de bună. Din patrimoniul mobil al bisericii fac parte valoroase icoane pe lemn și sticlă.

## Imagini din exterior

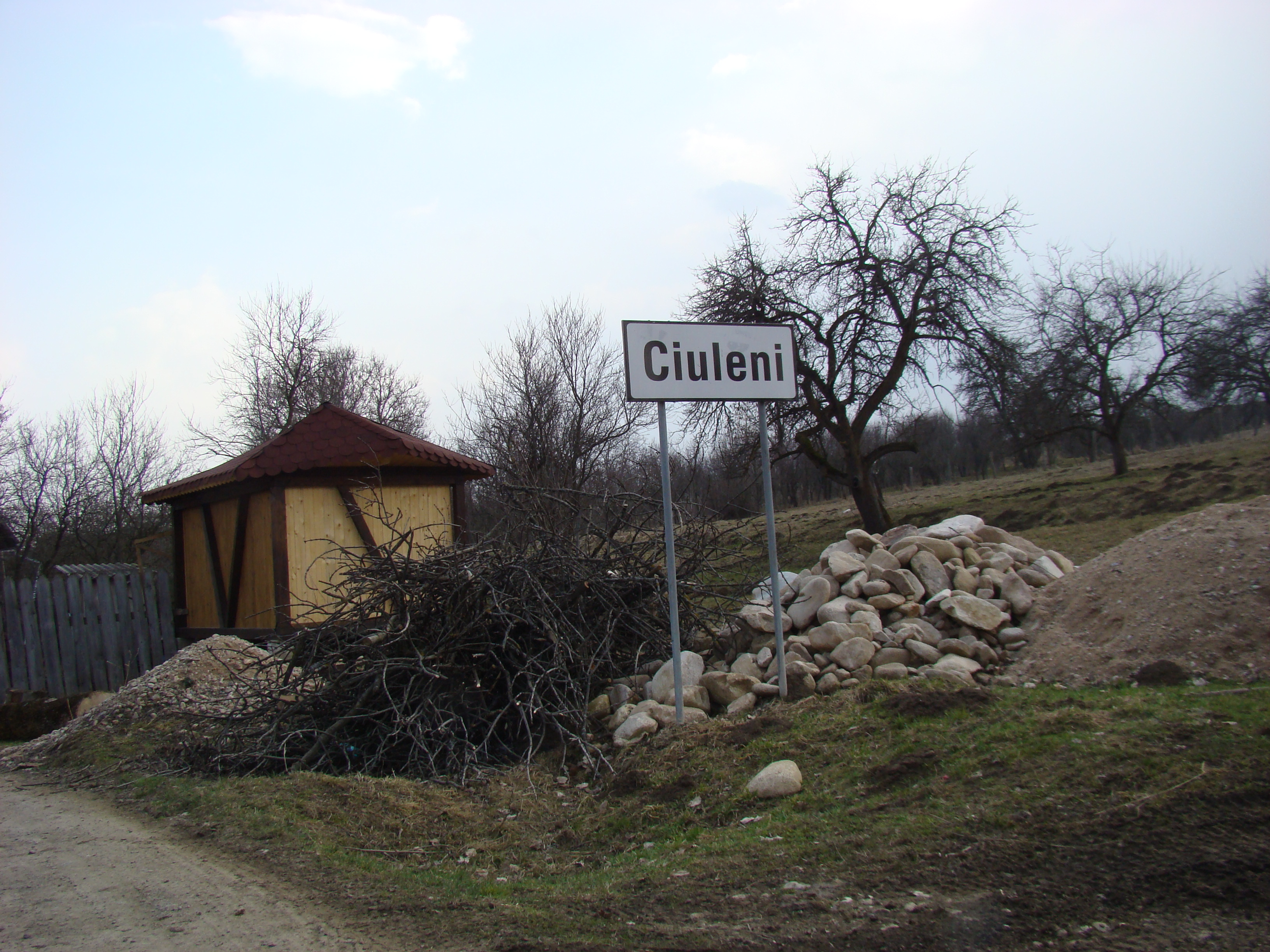
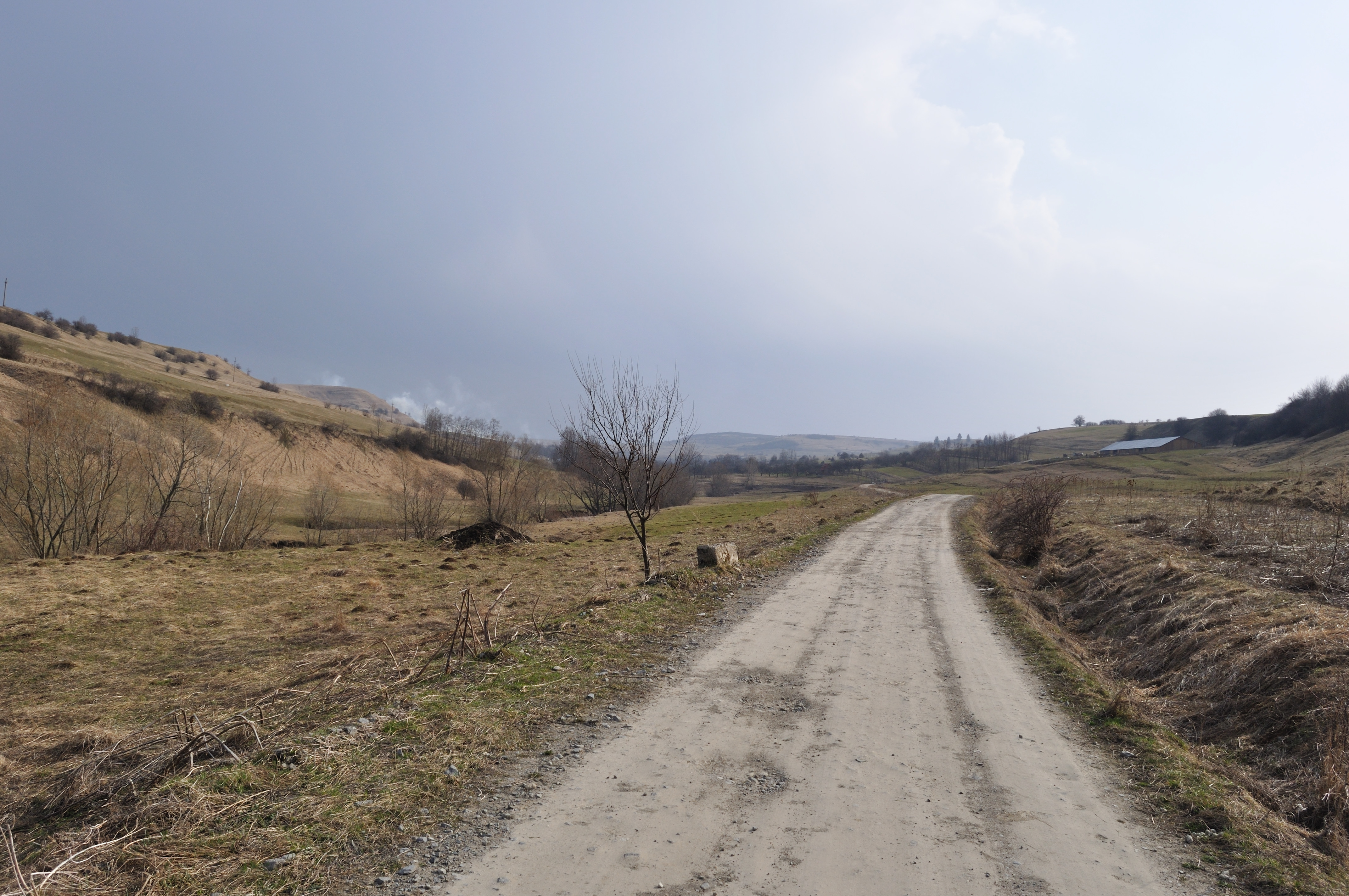
Drumul spre biserică
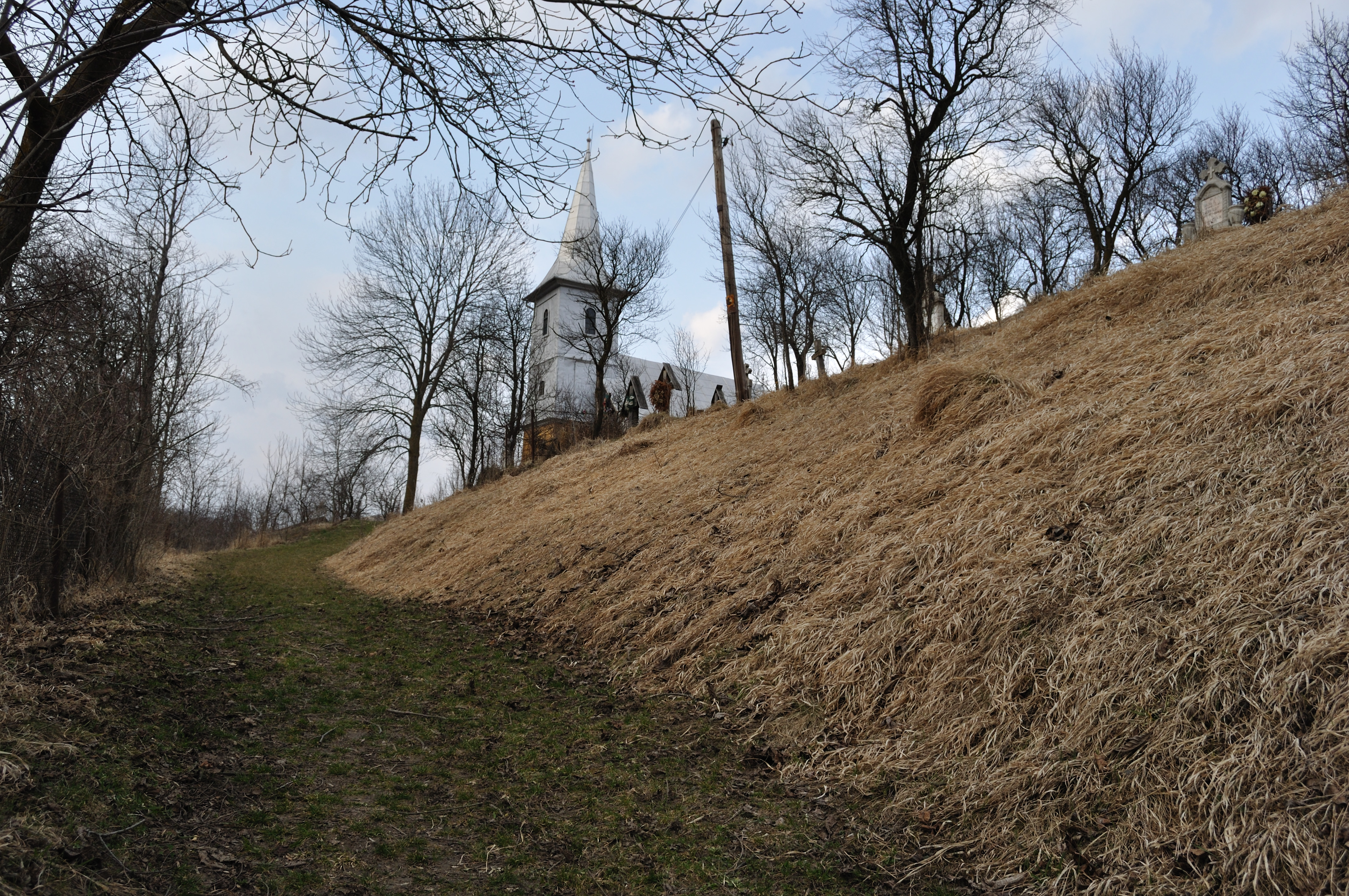
Biserica văzută din drum
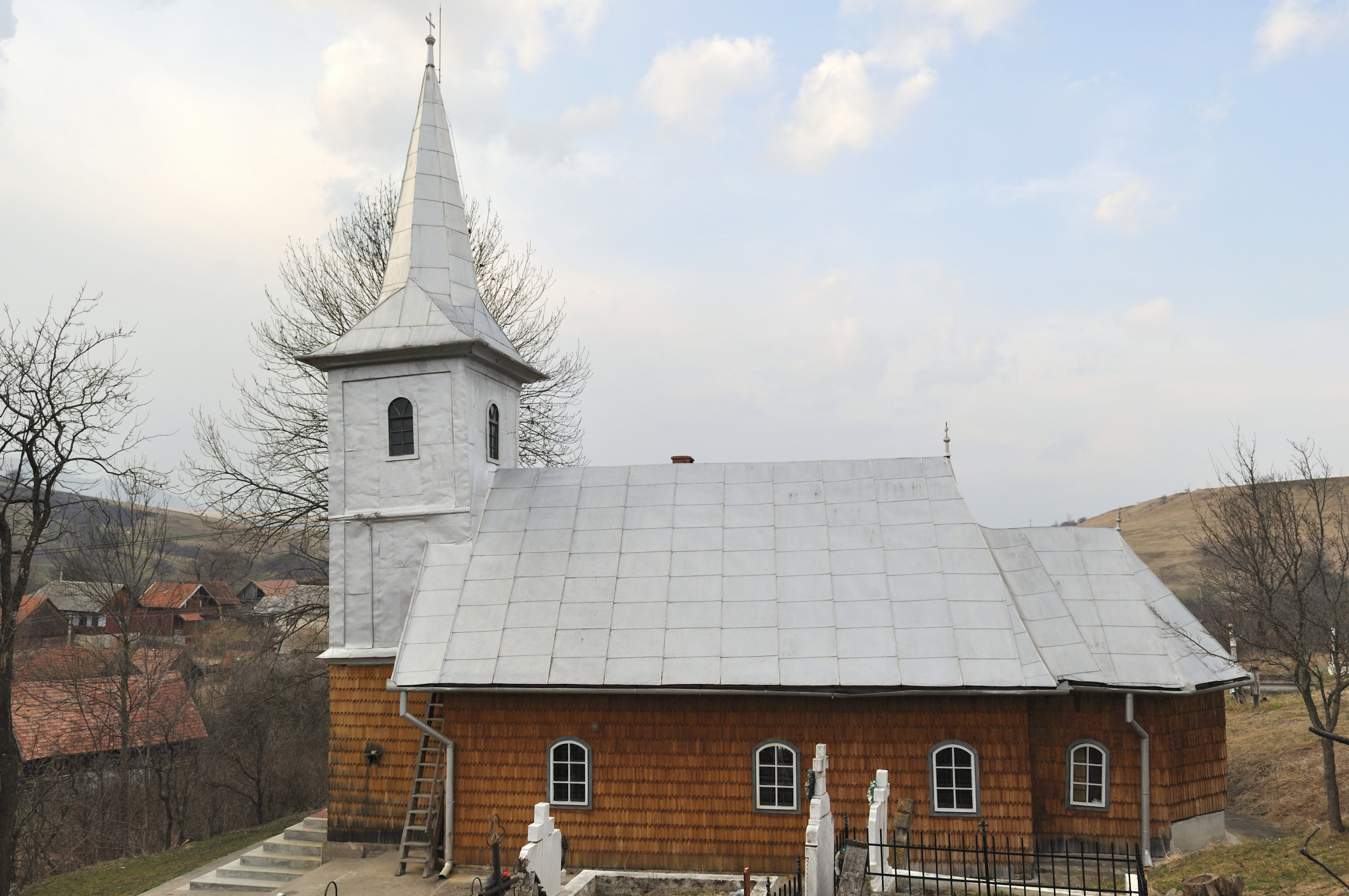
Biserica (sud)
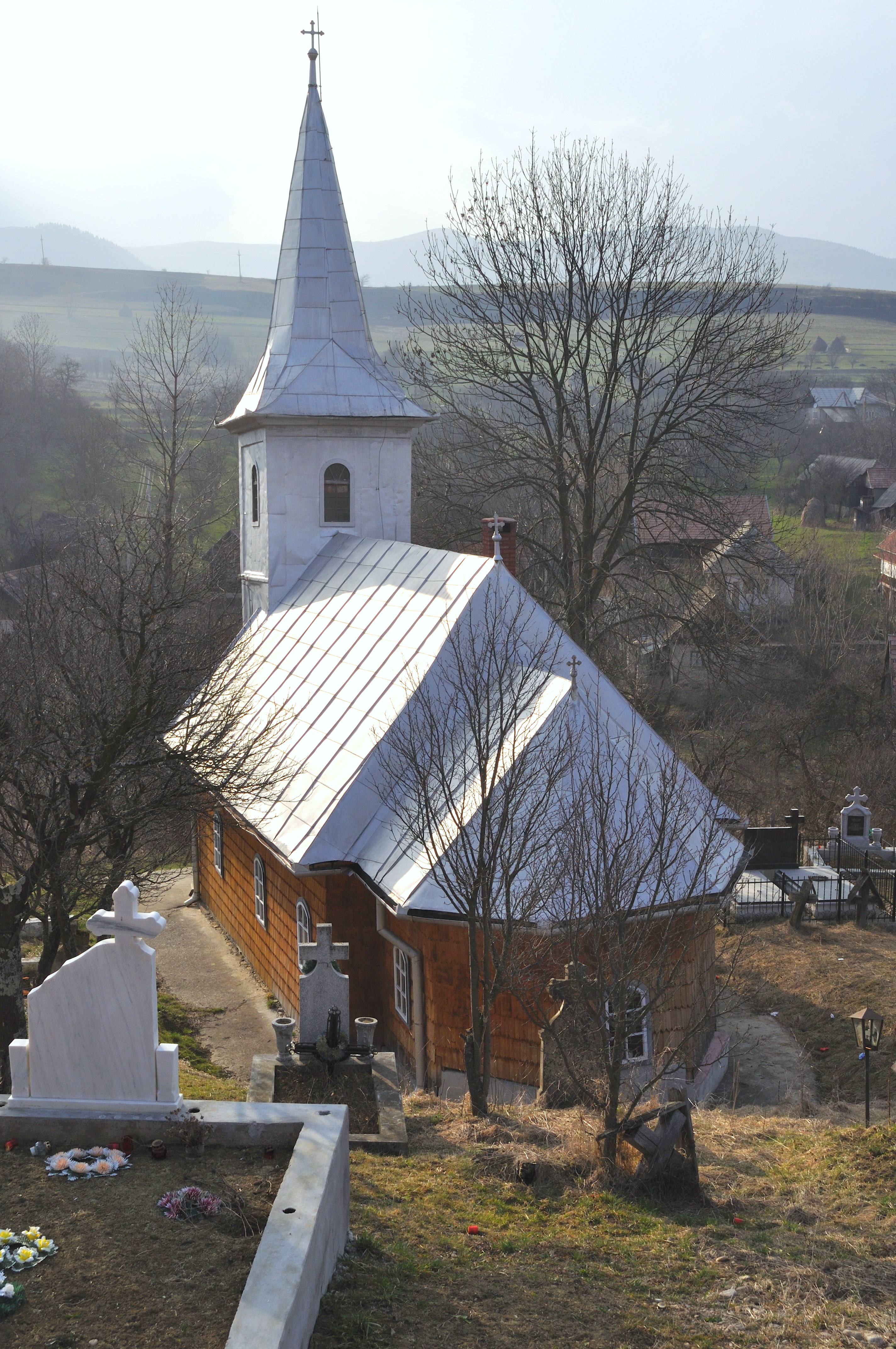
Biserica (est)
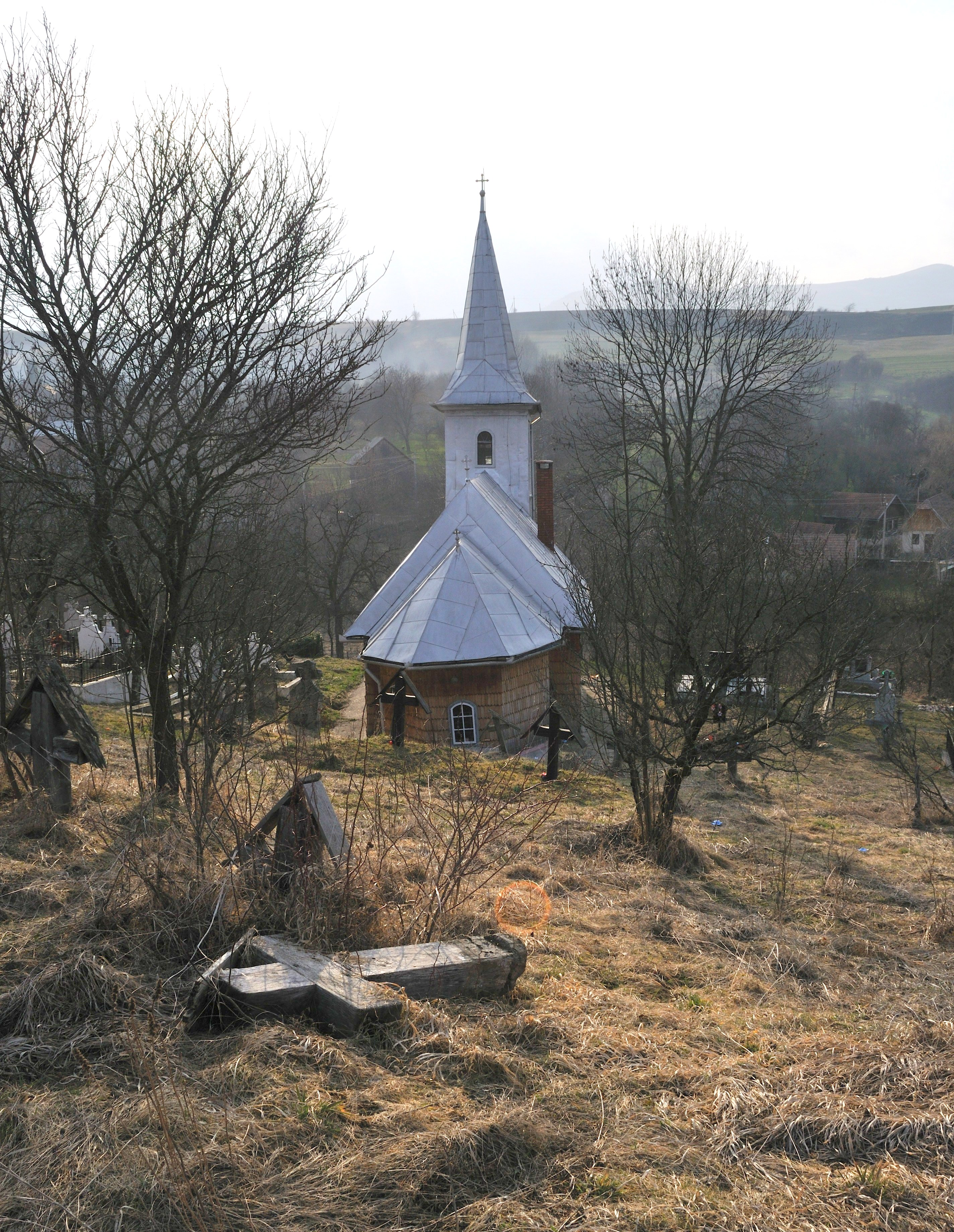
Biserica (est)
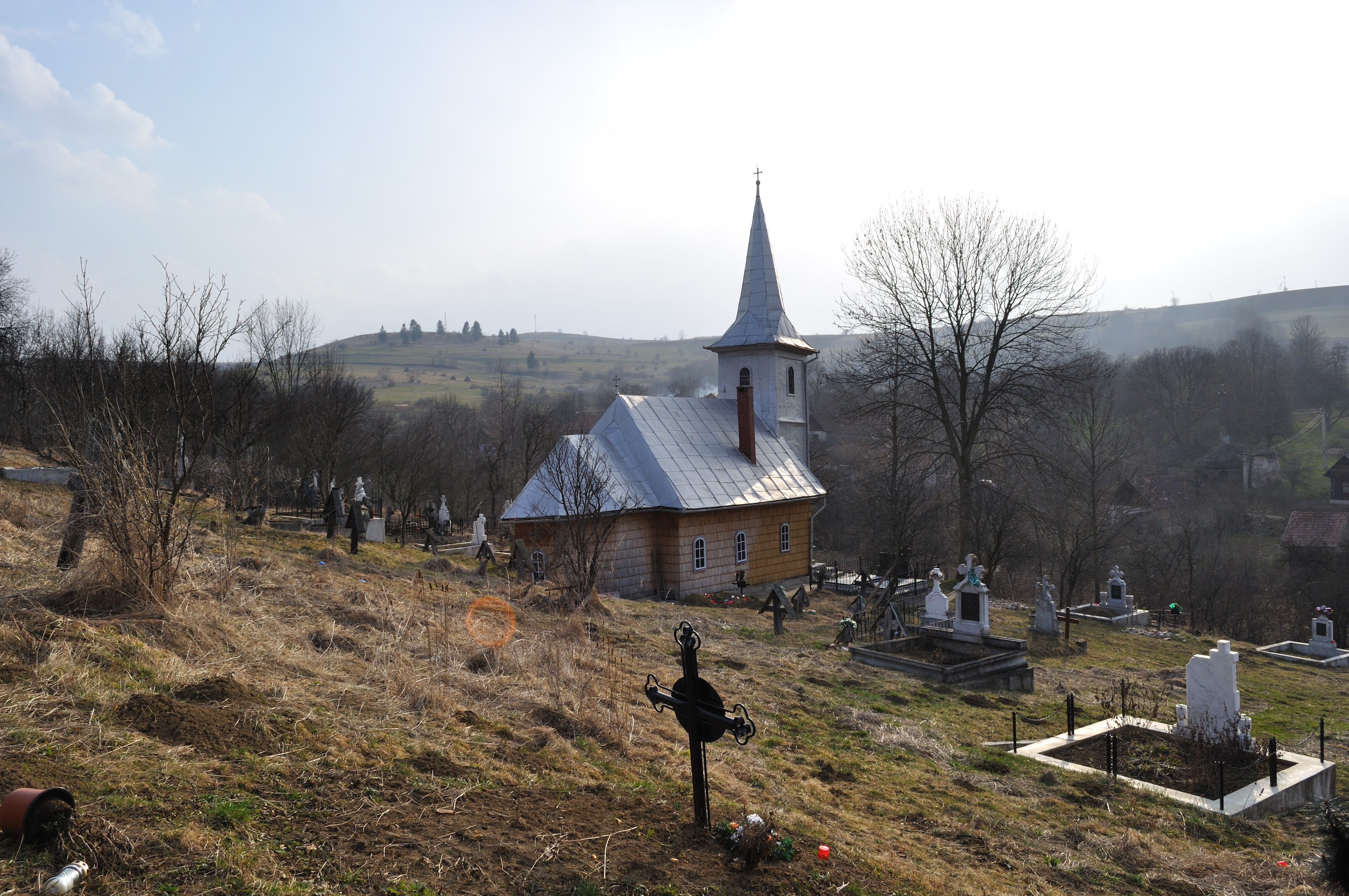
Biserica (nord-est)
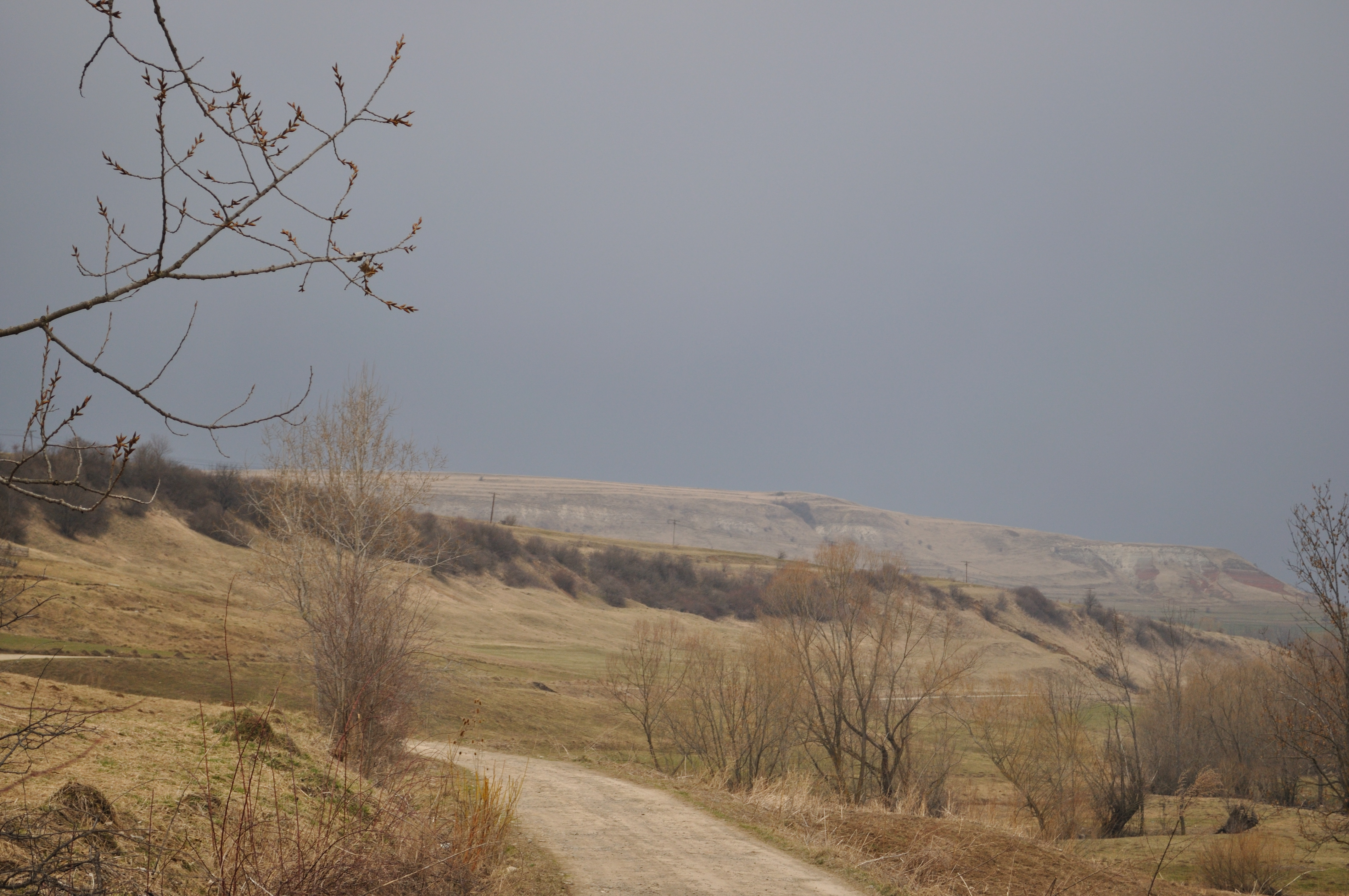
Drumul spre biserică

## Imagini din interior

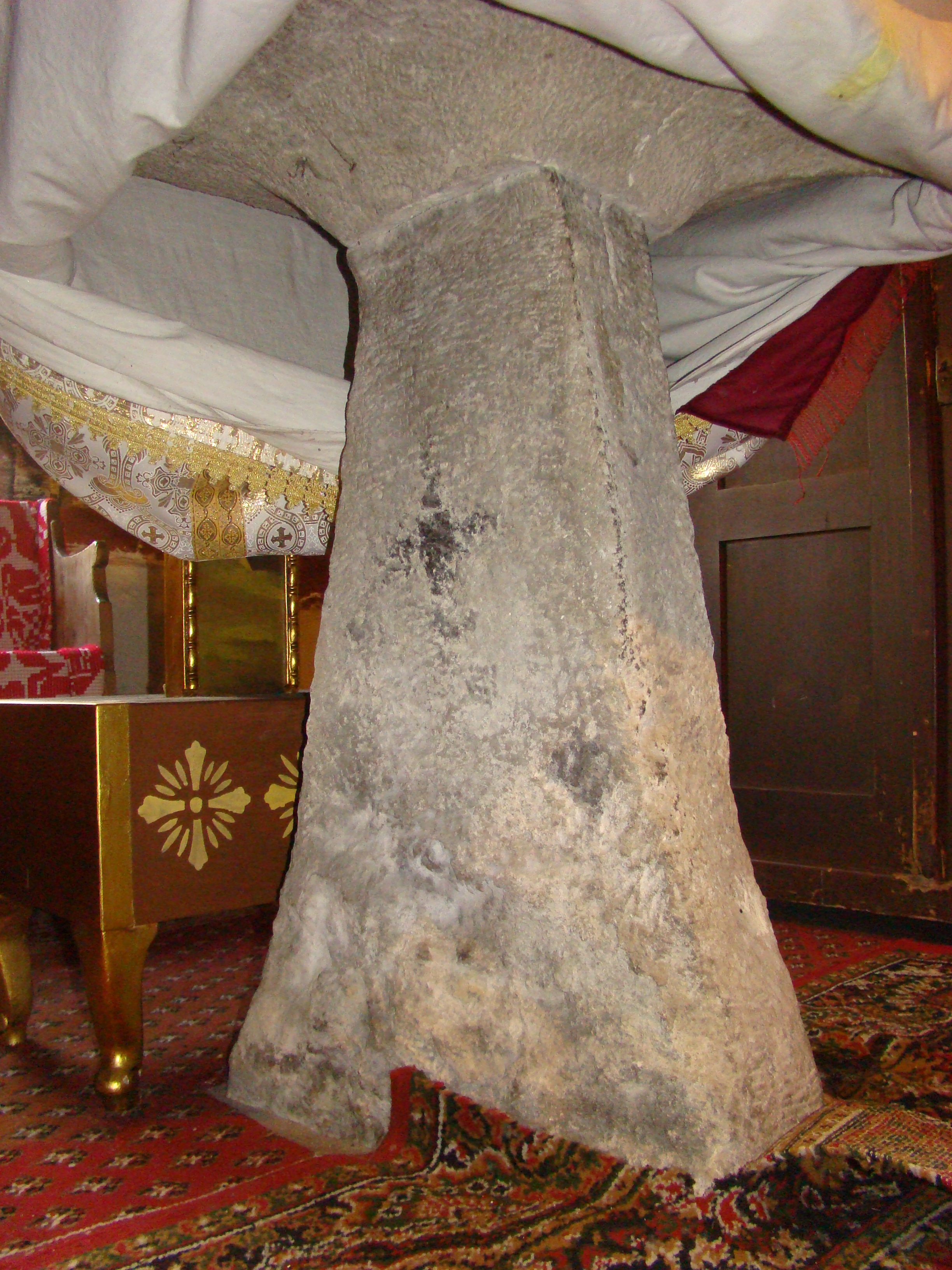
Piciorul mesei altarului
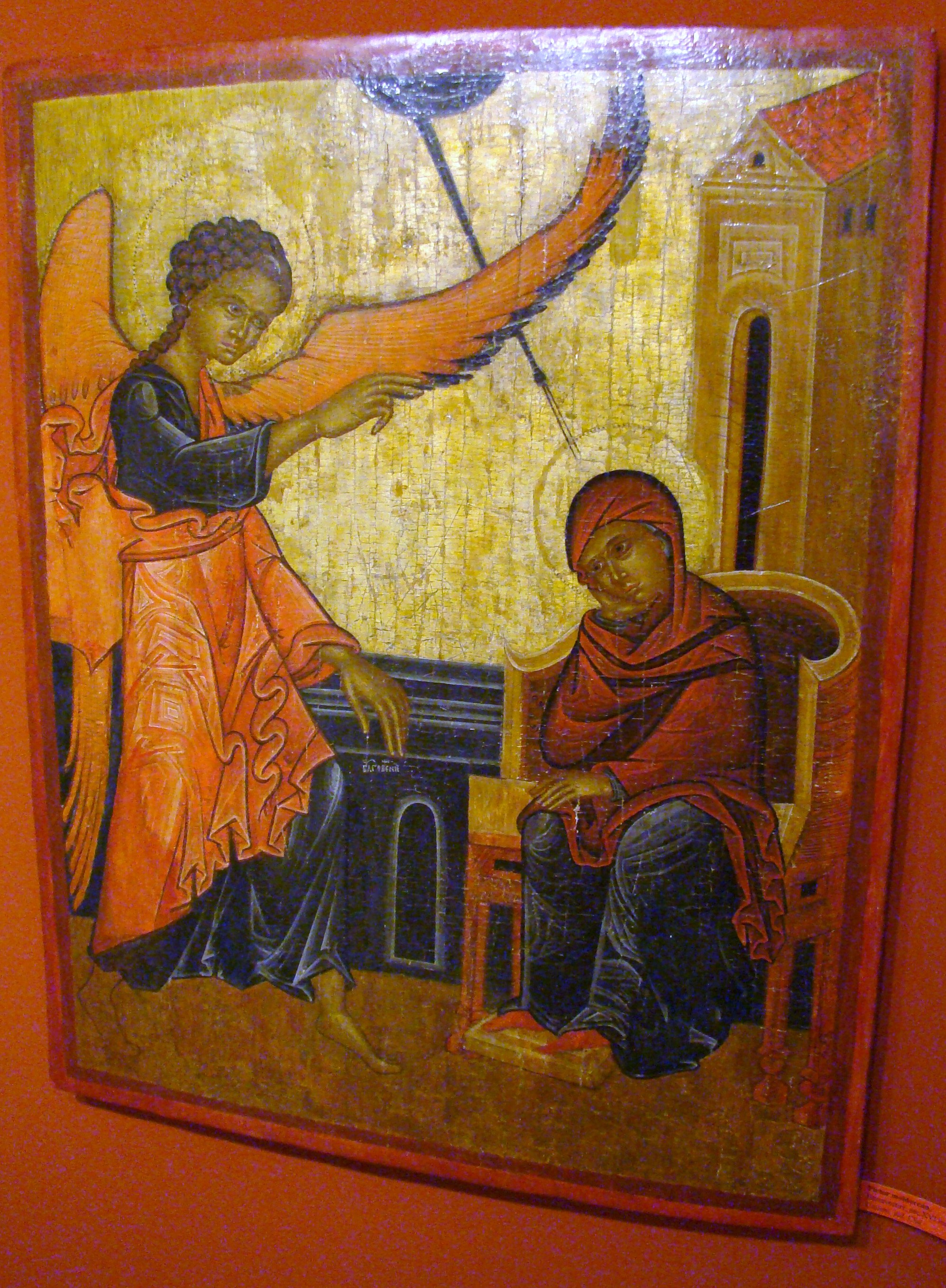
Buna Vestire (sec.XVI)
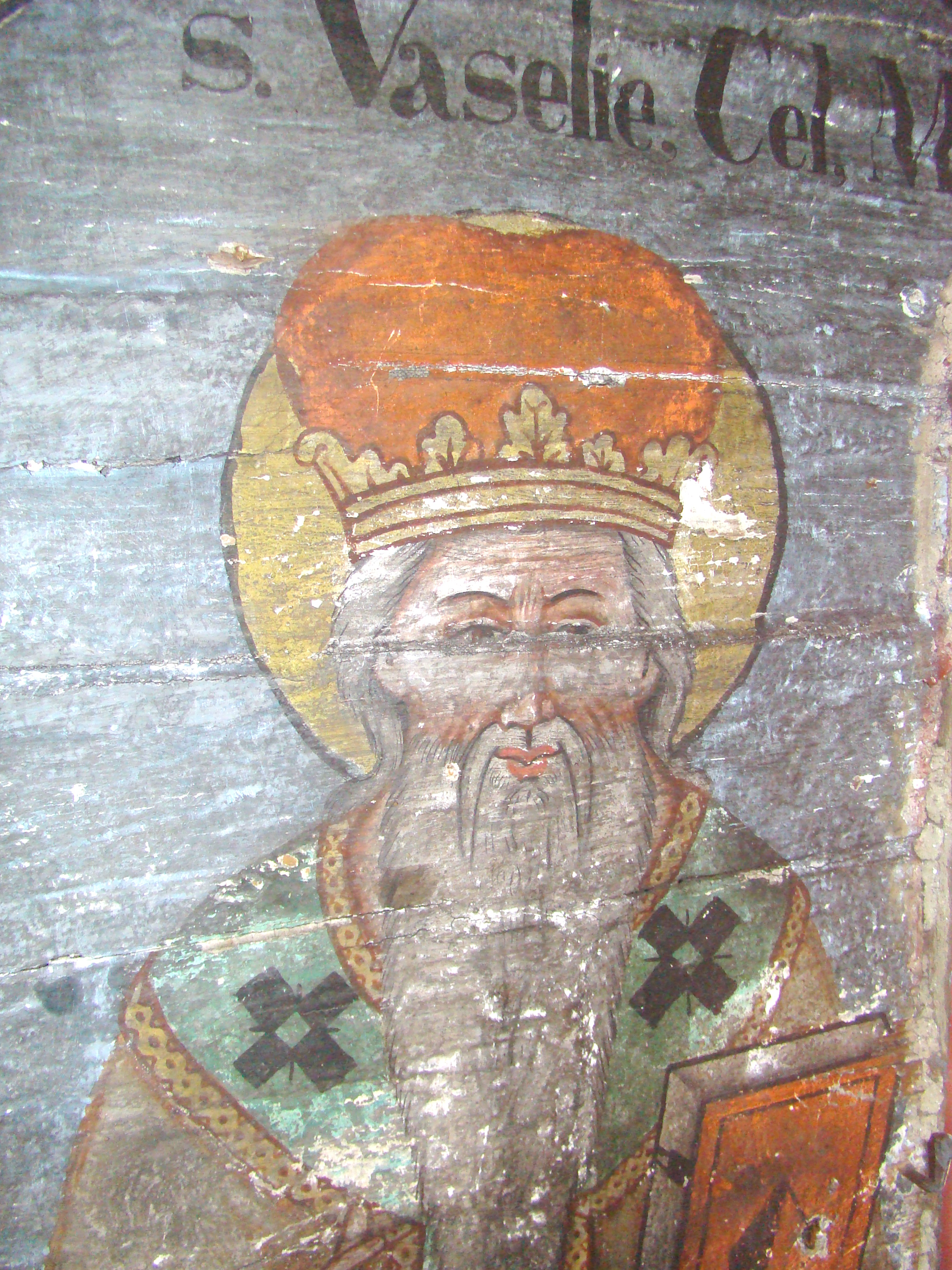
Pictura altarului: Sfântul Vasile cel Mare
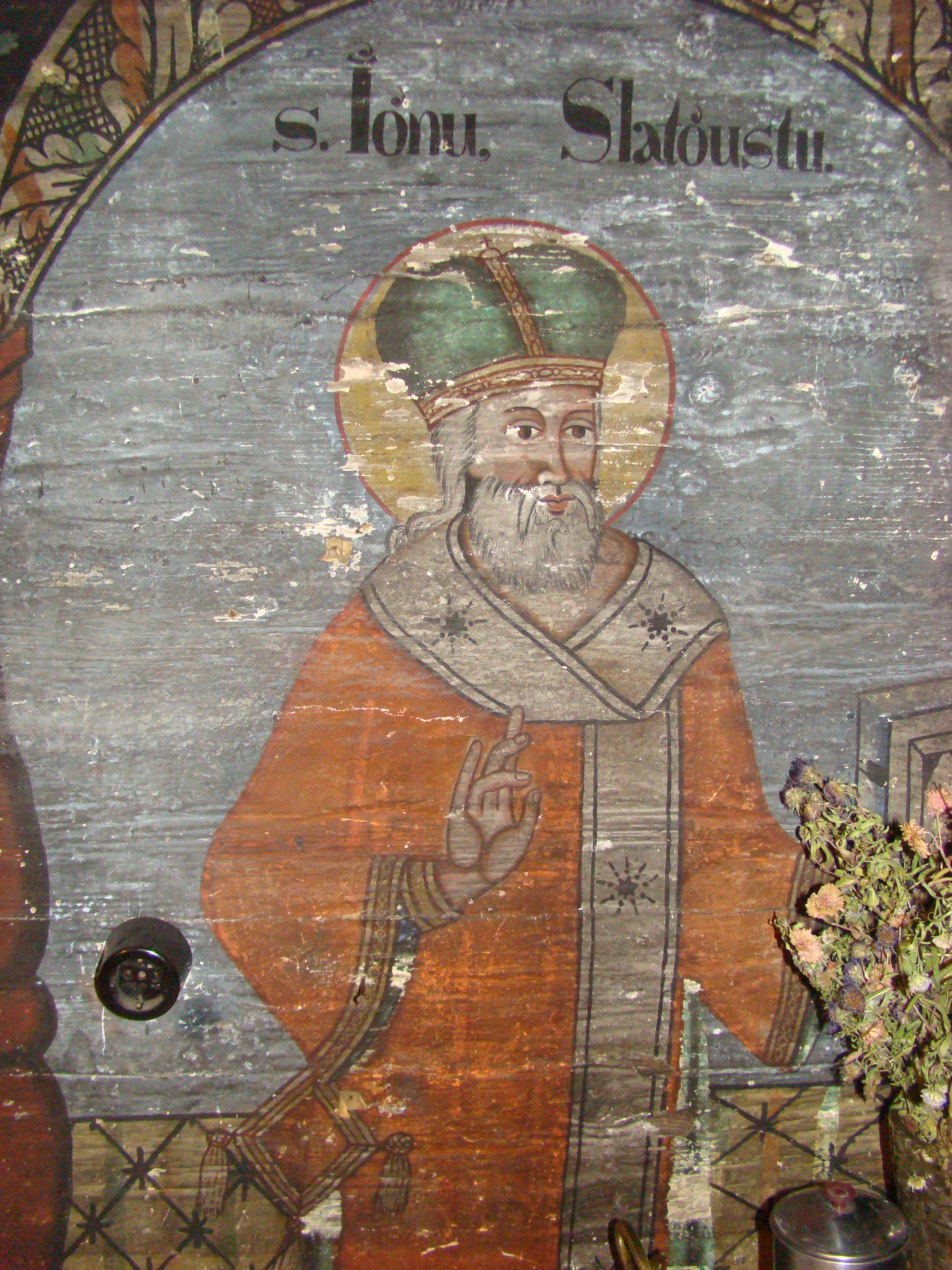
Pictura altarului: Sfântul Ioan Zlataost
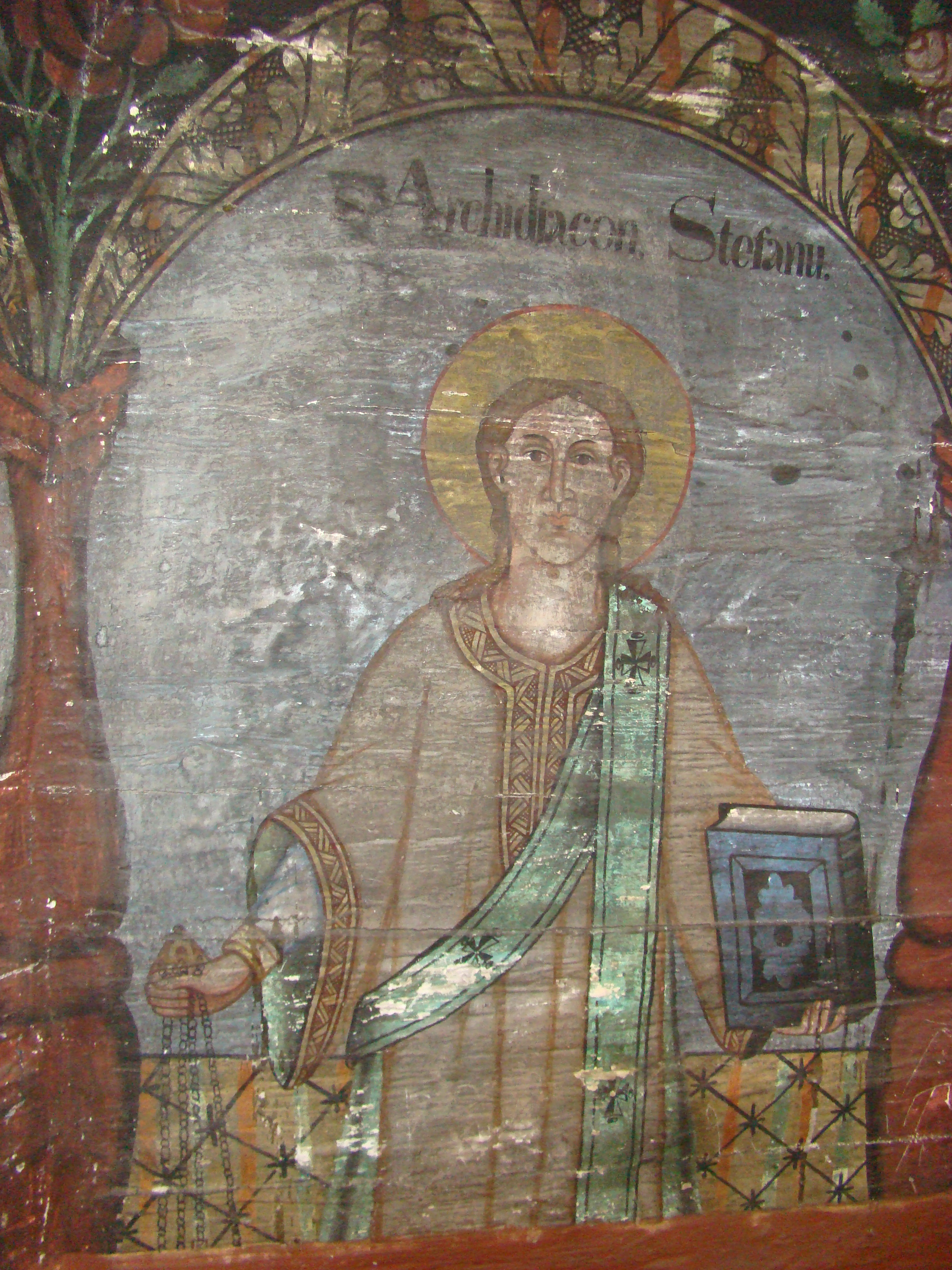
Pictura altarului: Sfântul arhidiacon Ştefan
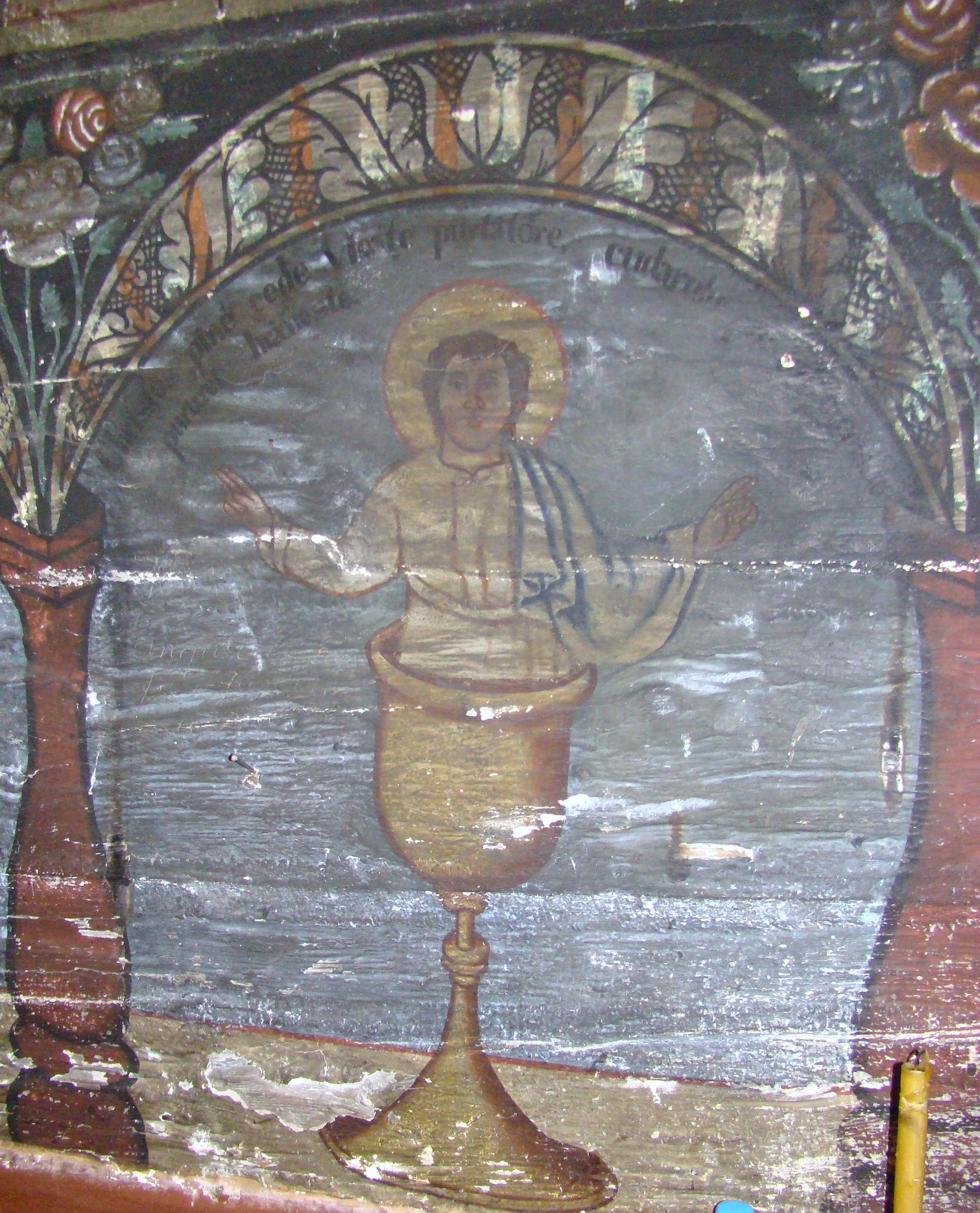
Pictura altarului
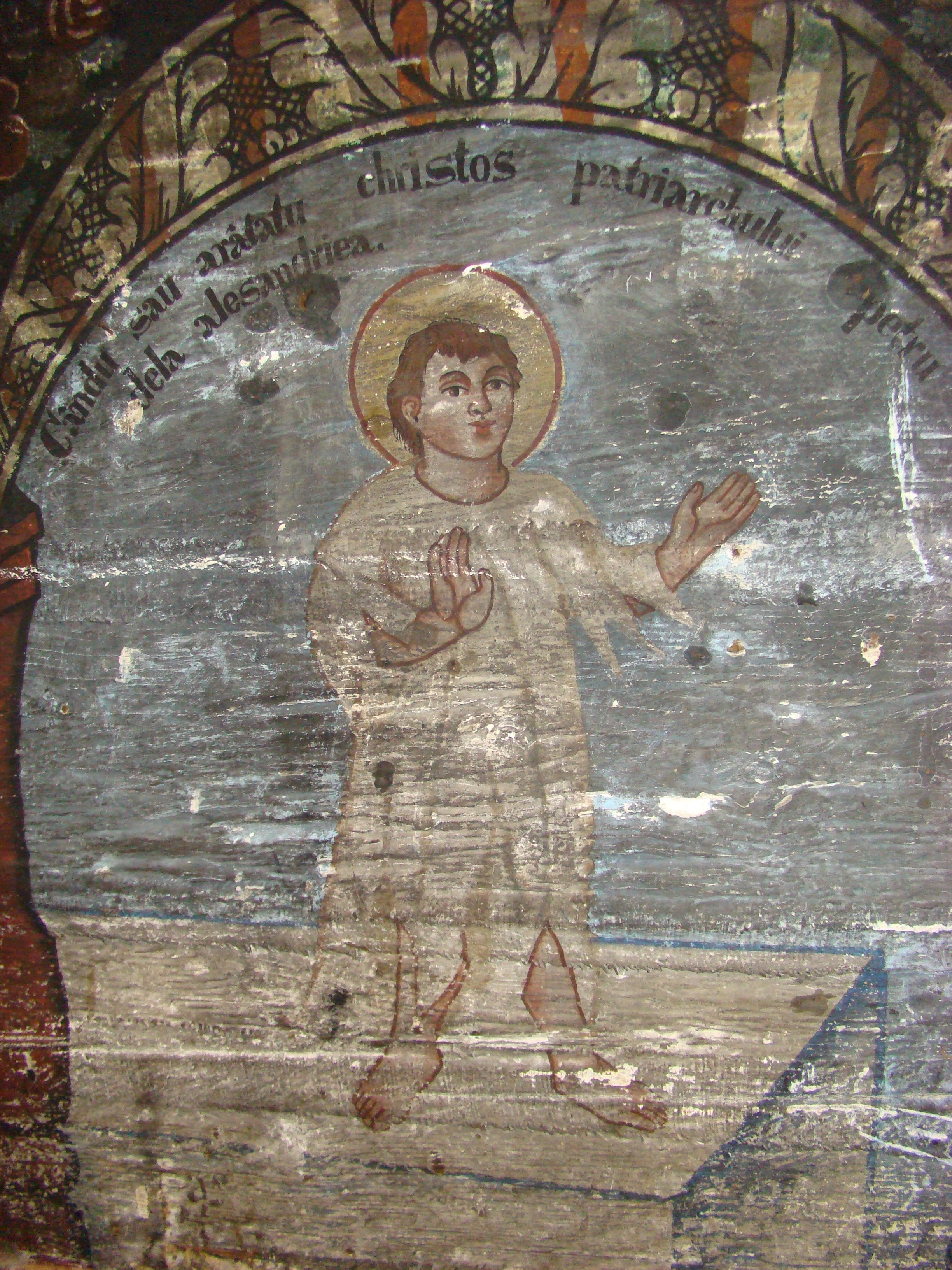
Pictura altarului: Când s-a arătat Hristos patriarhului Petru de la Alexandria
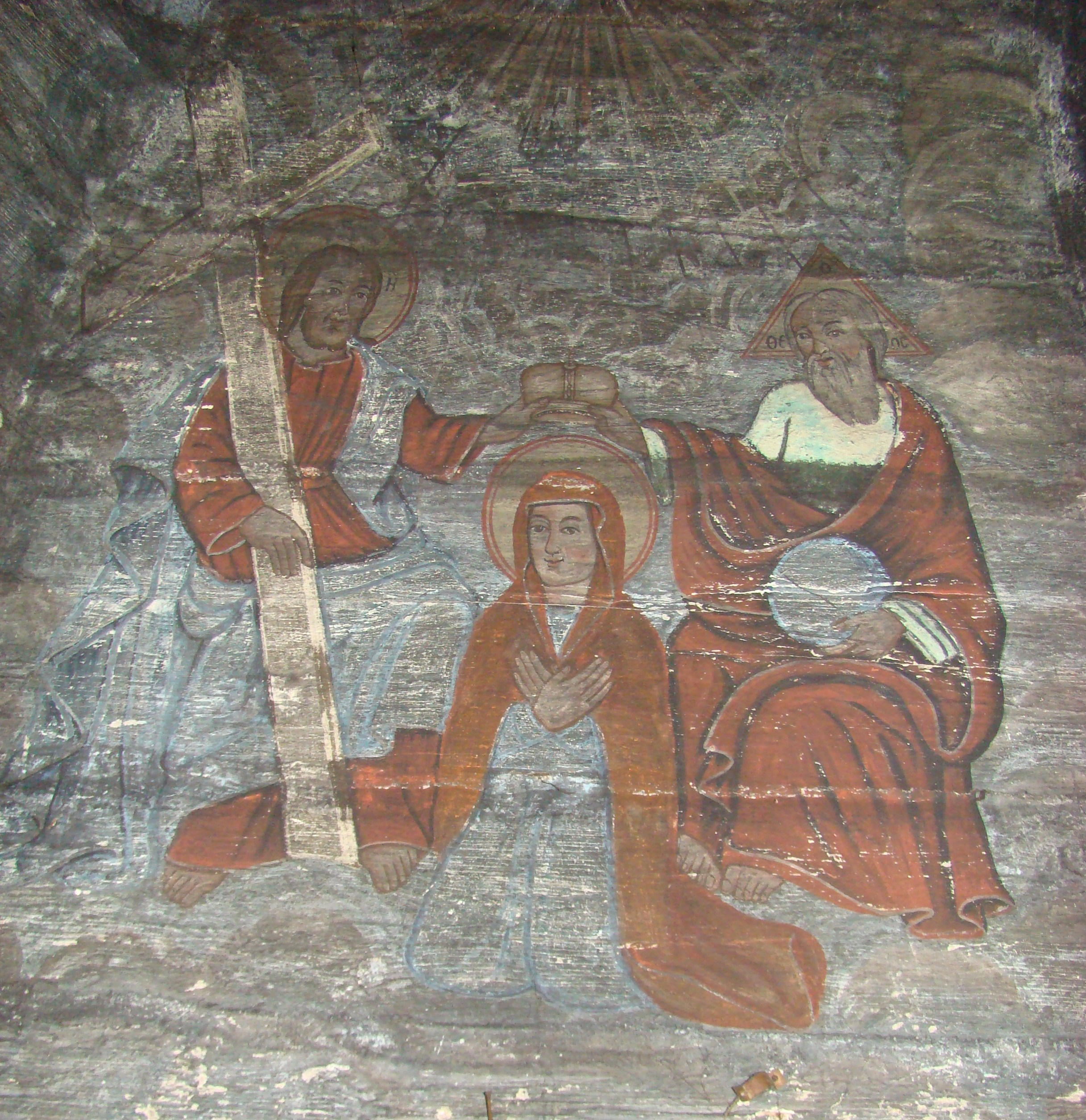
Pictura altarului
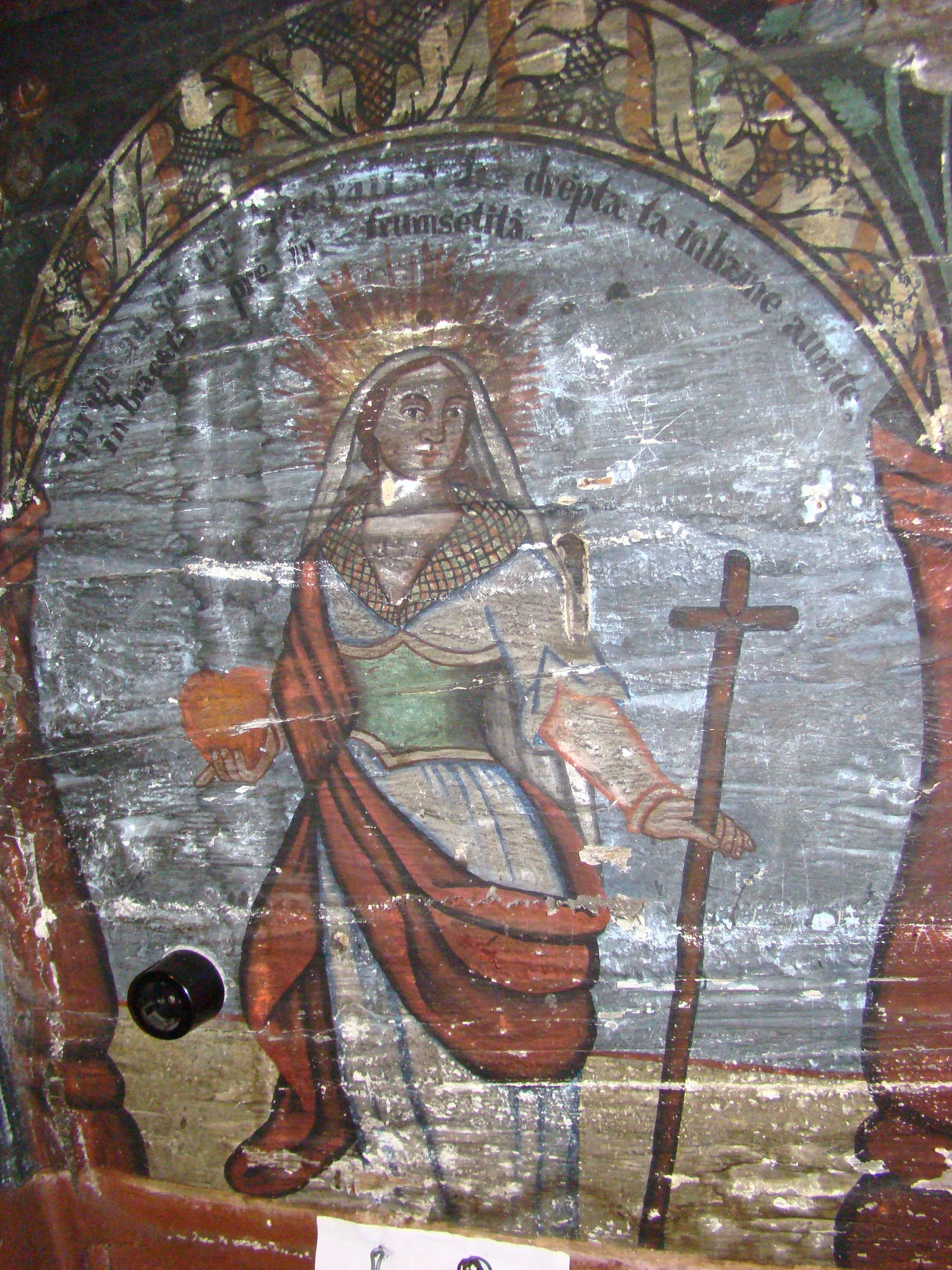
Pictura altarului
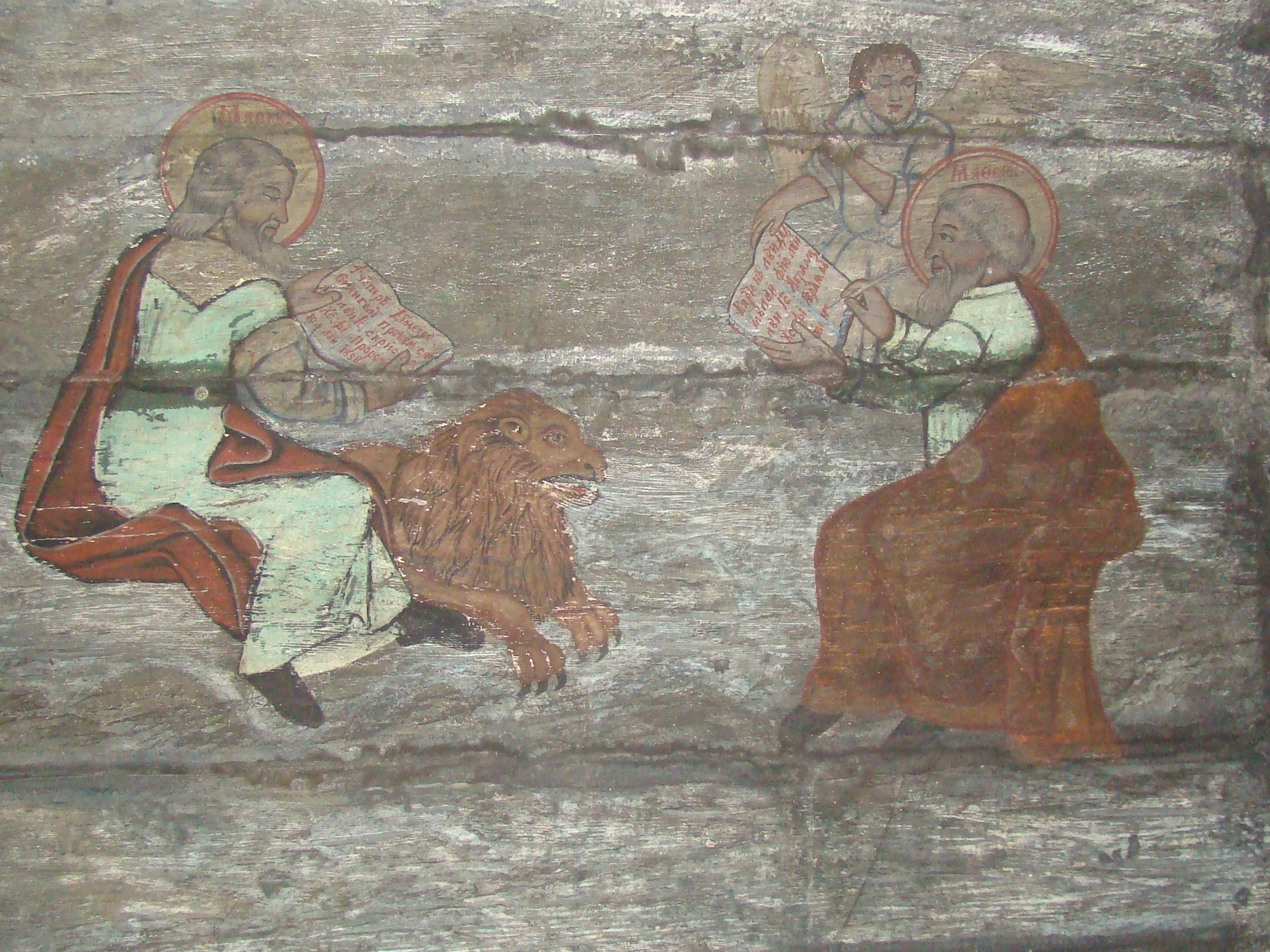
Evangheliștii Marcu și Matei
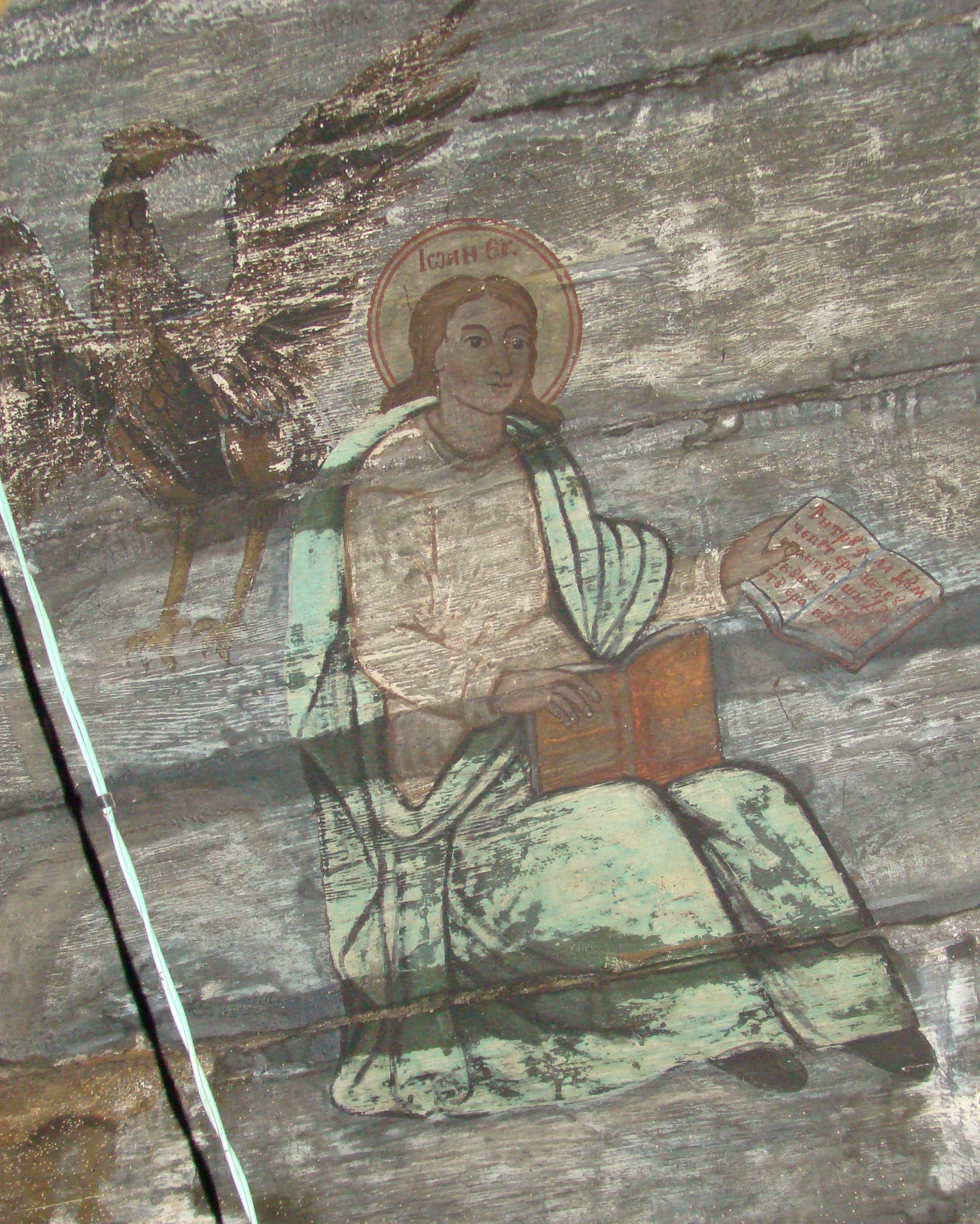
Evanghelistul Ioan
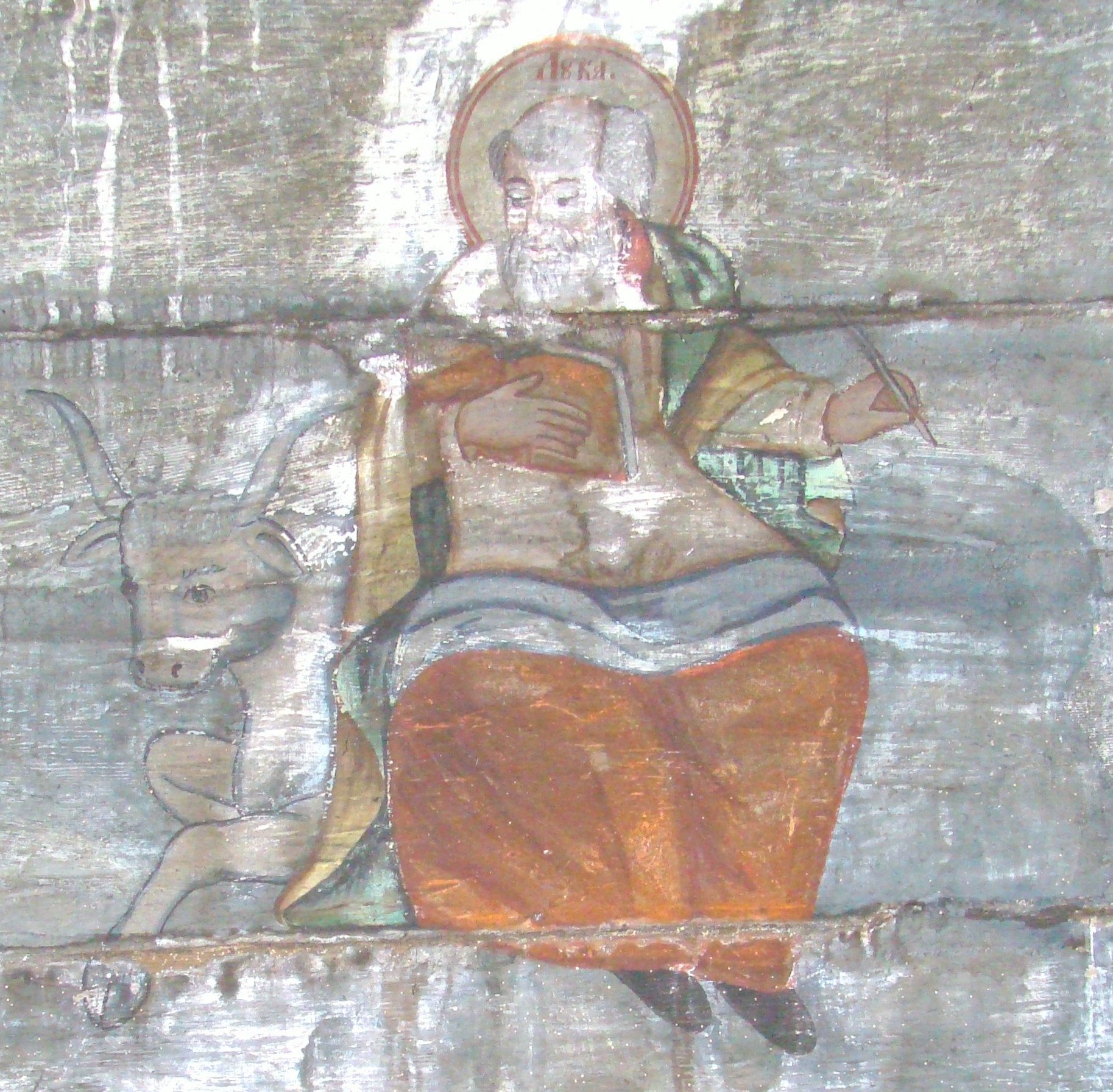
Evanghelistul Luca
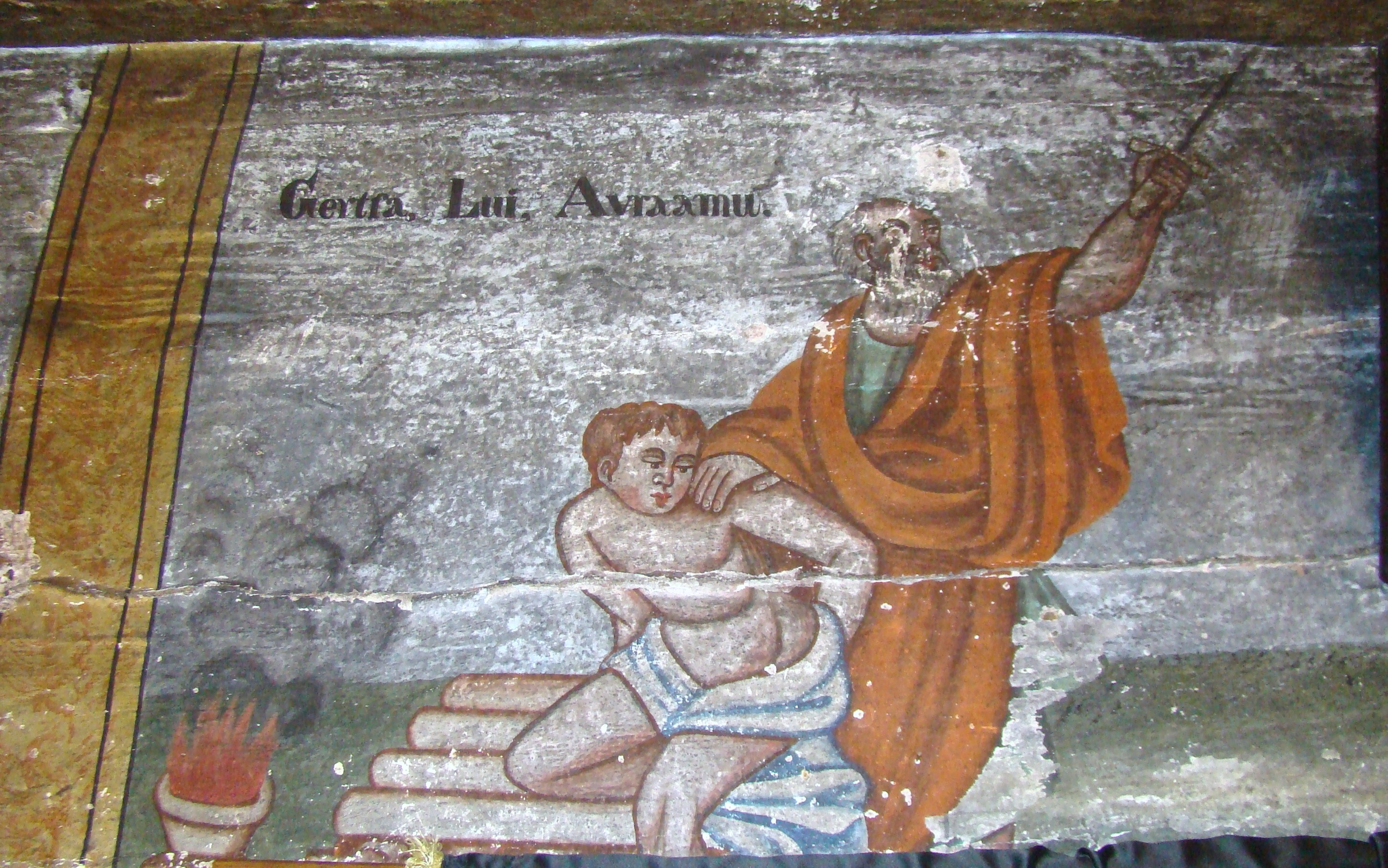
Jertfa lui Avraam
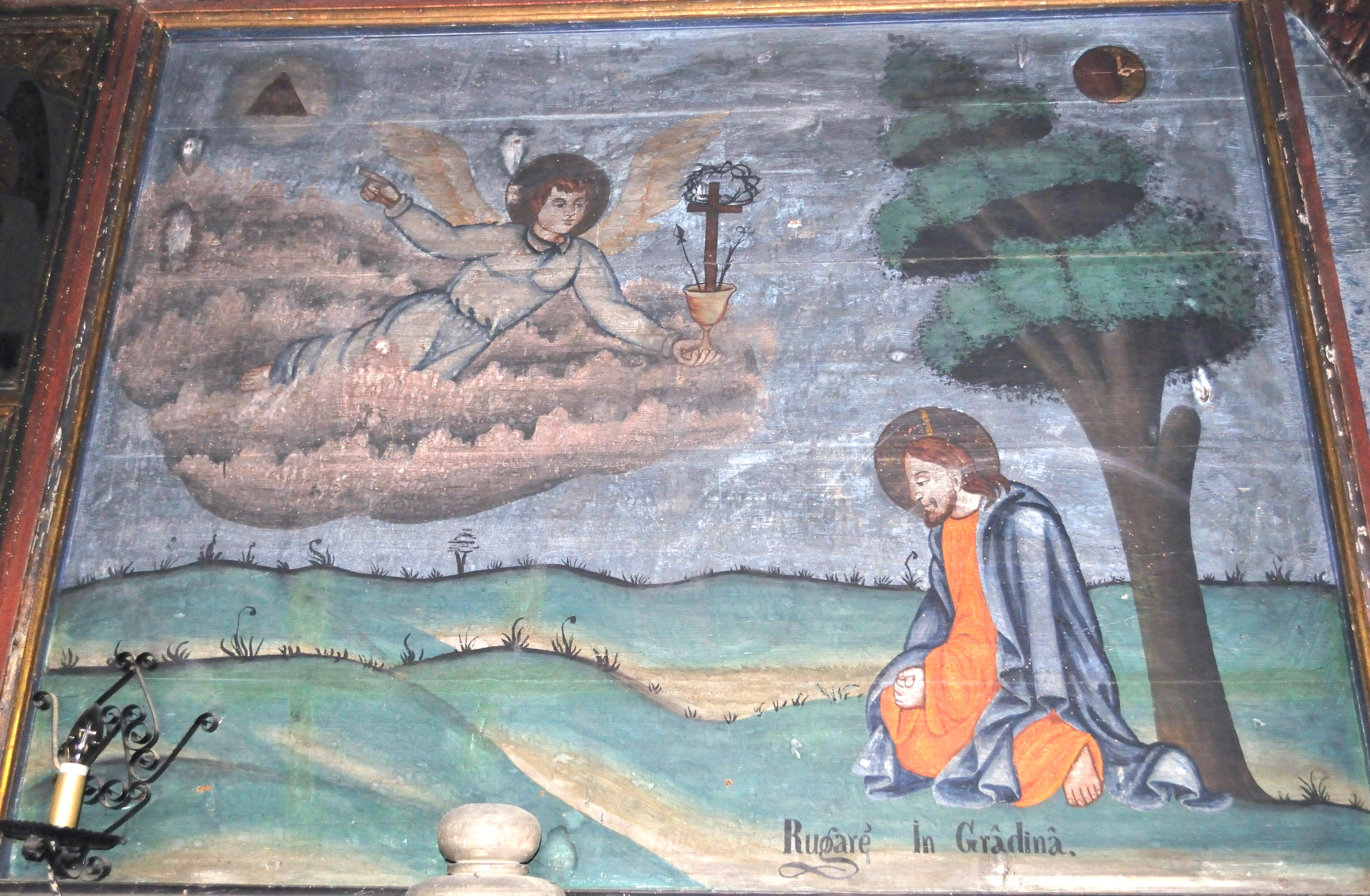
Catapeteasma detaliu: Rugare în grădină
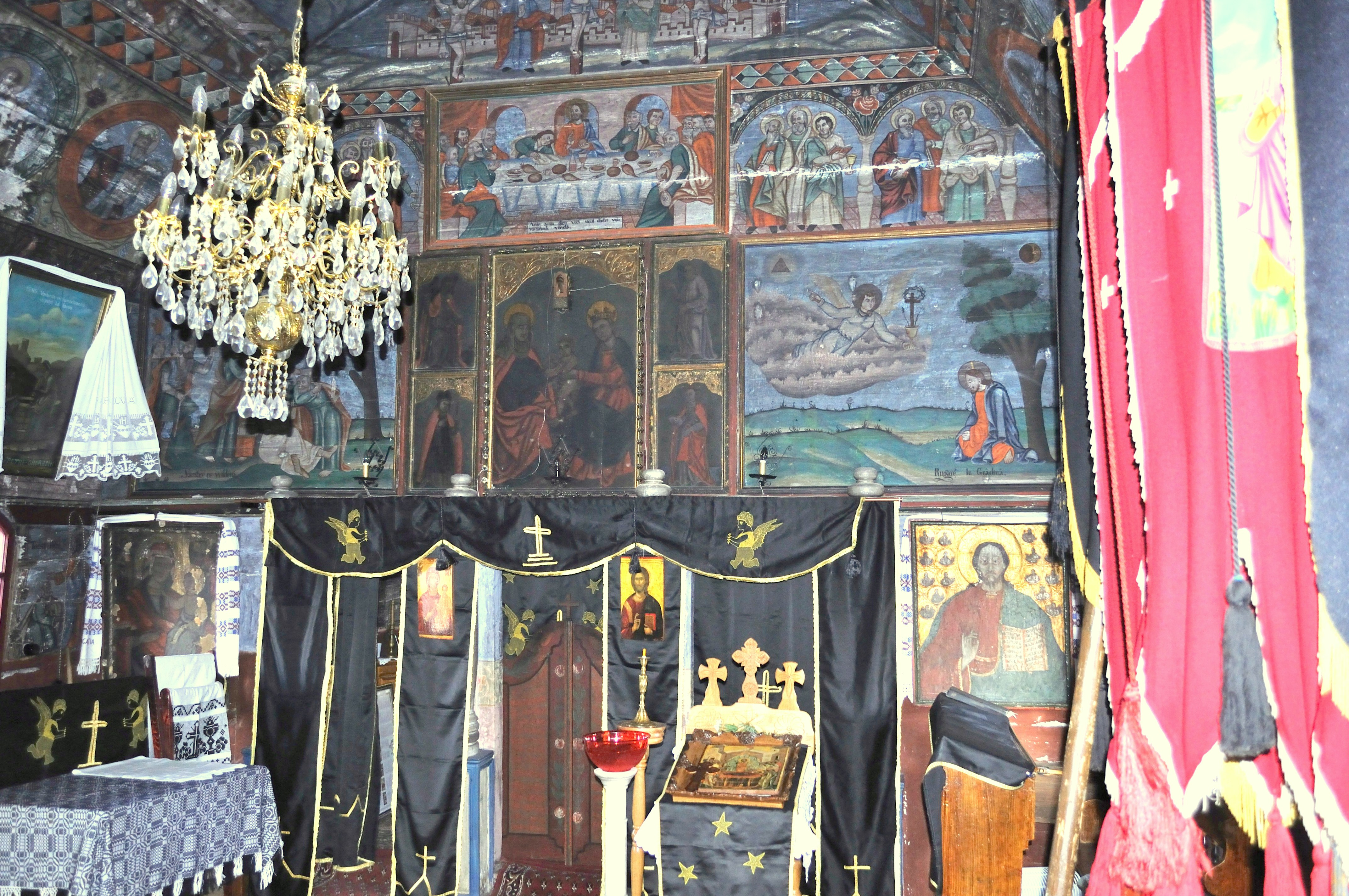
Catapeteasma
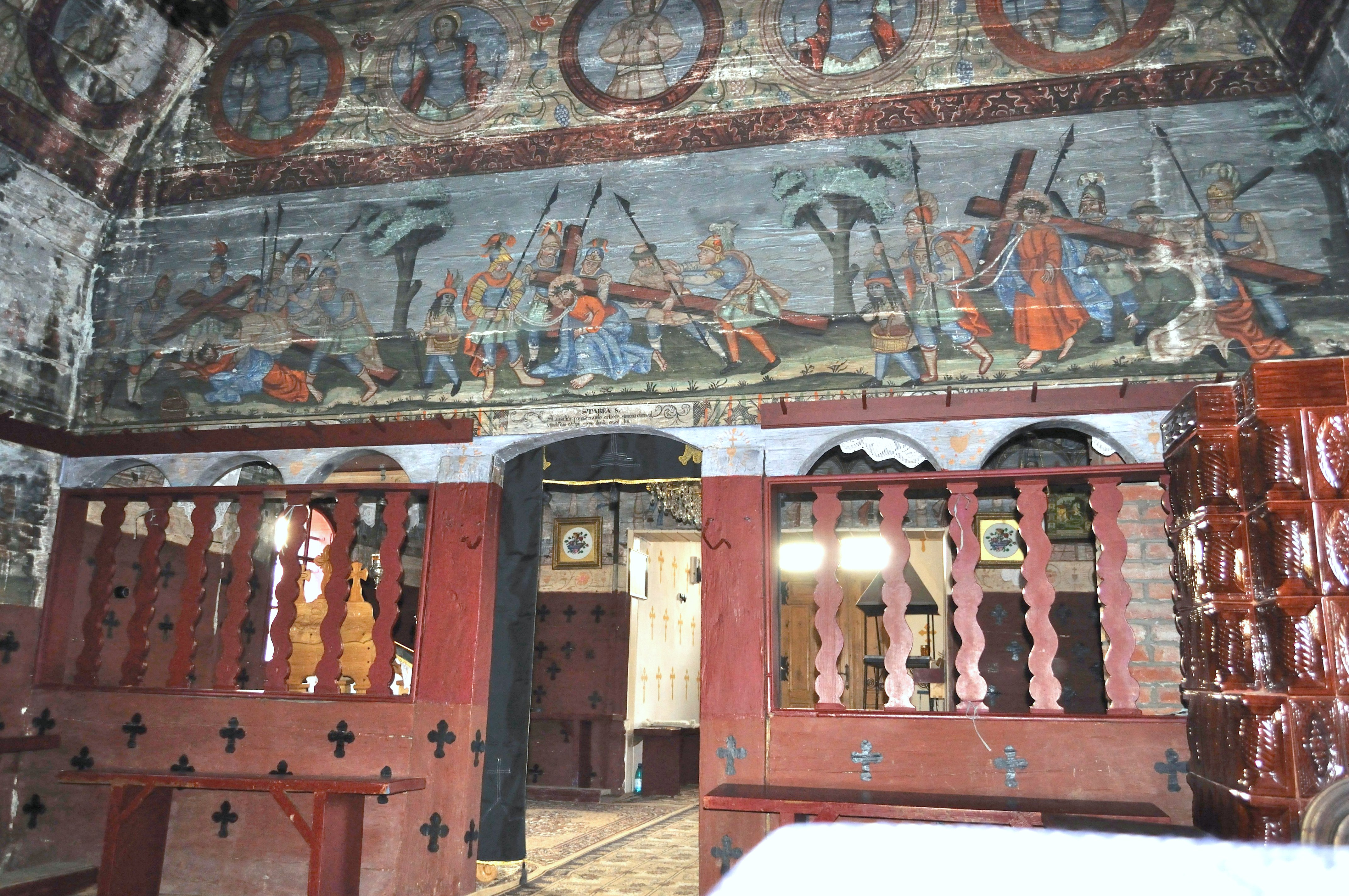
Peretele ce desparte naosul de pronaos
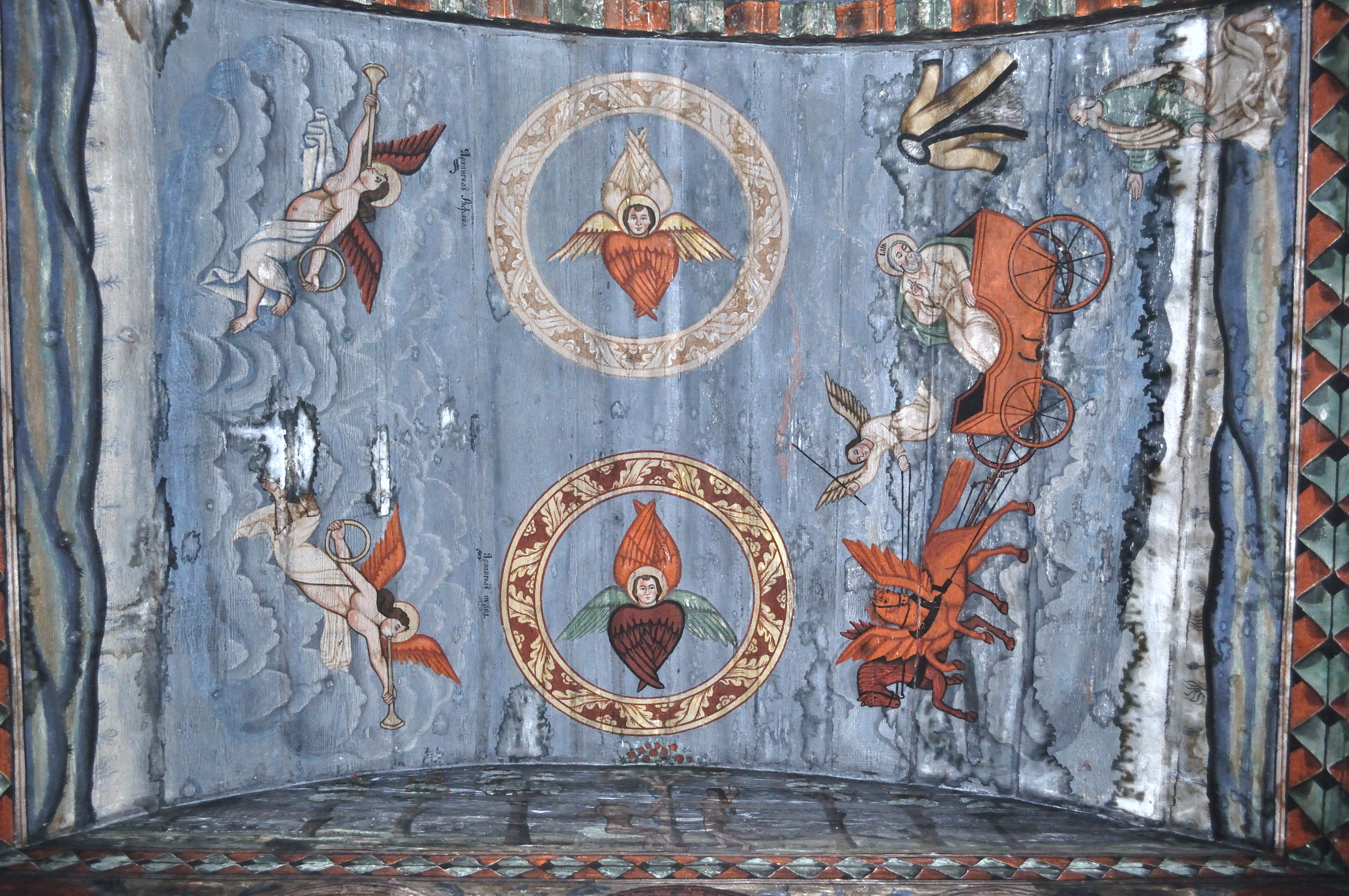
Bolta naosului
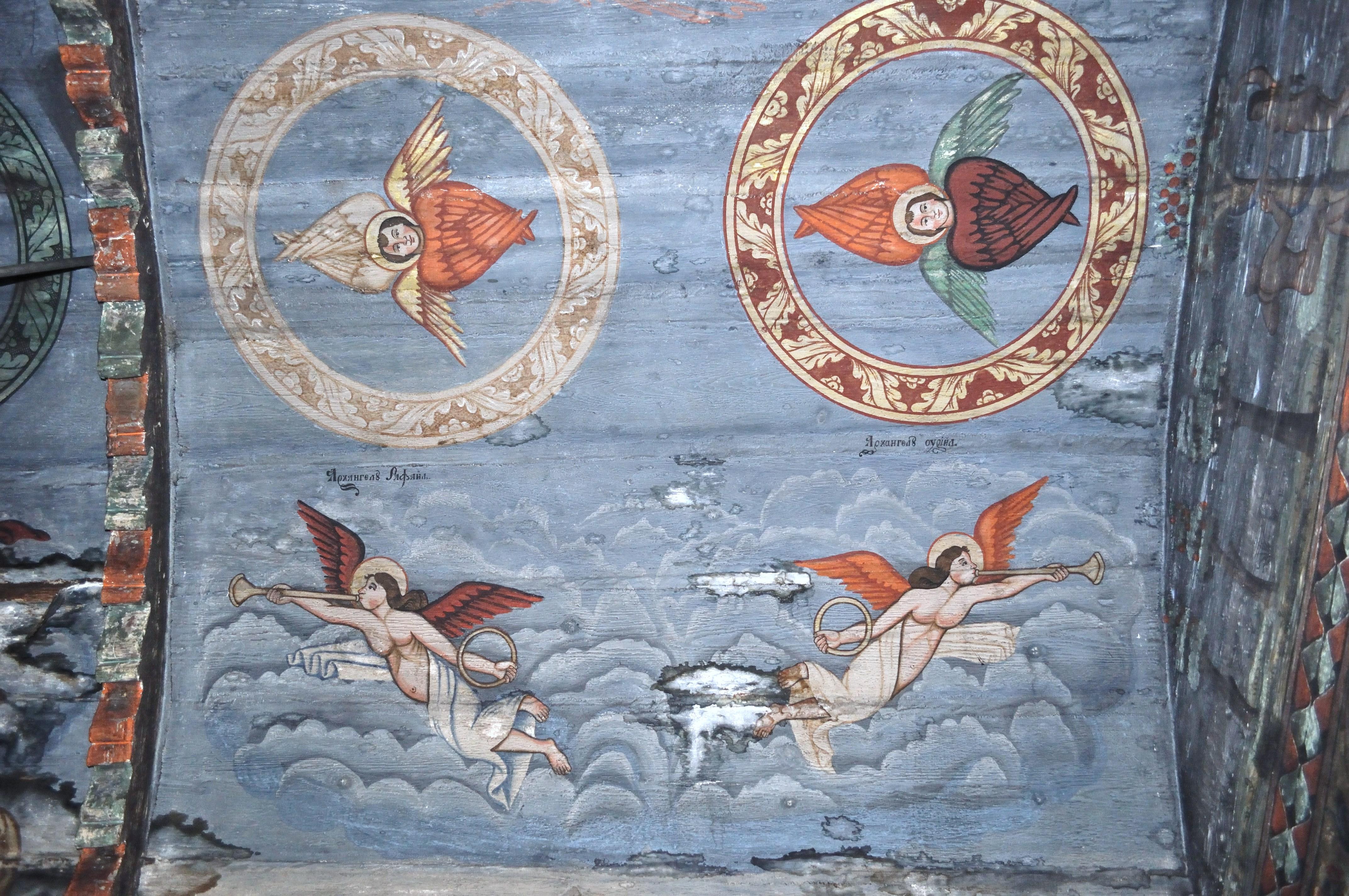
Bolta naosului
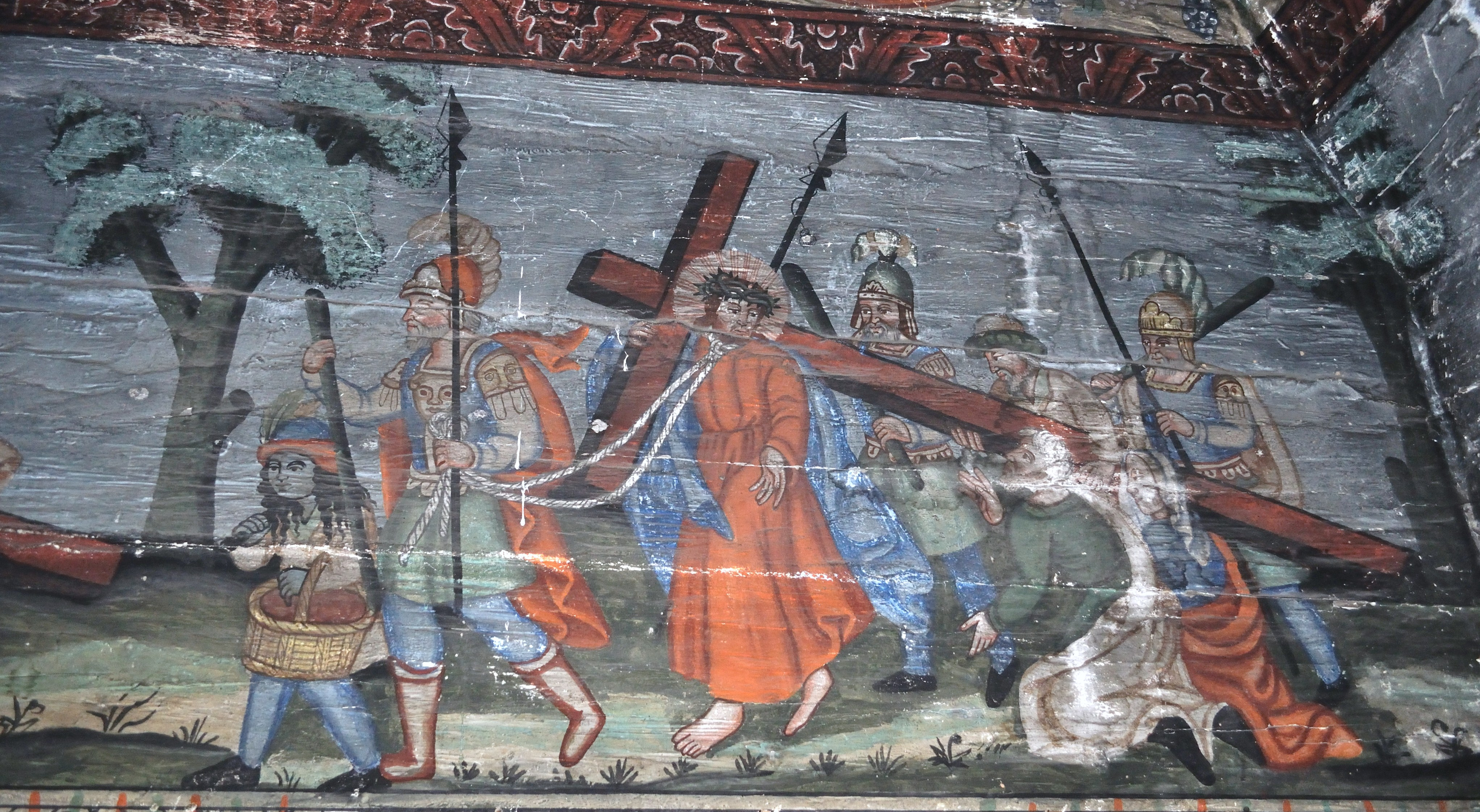
Timpanul de vest al naosului (detaliu)
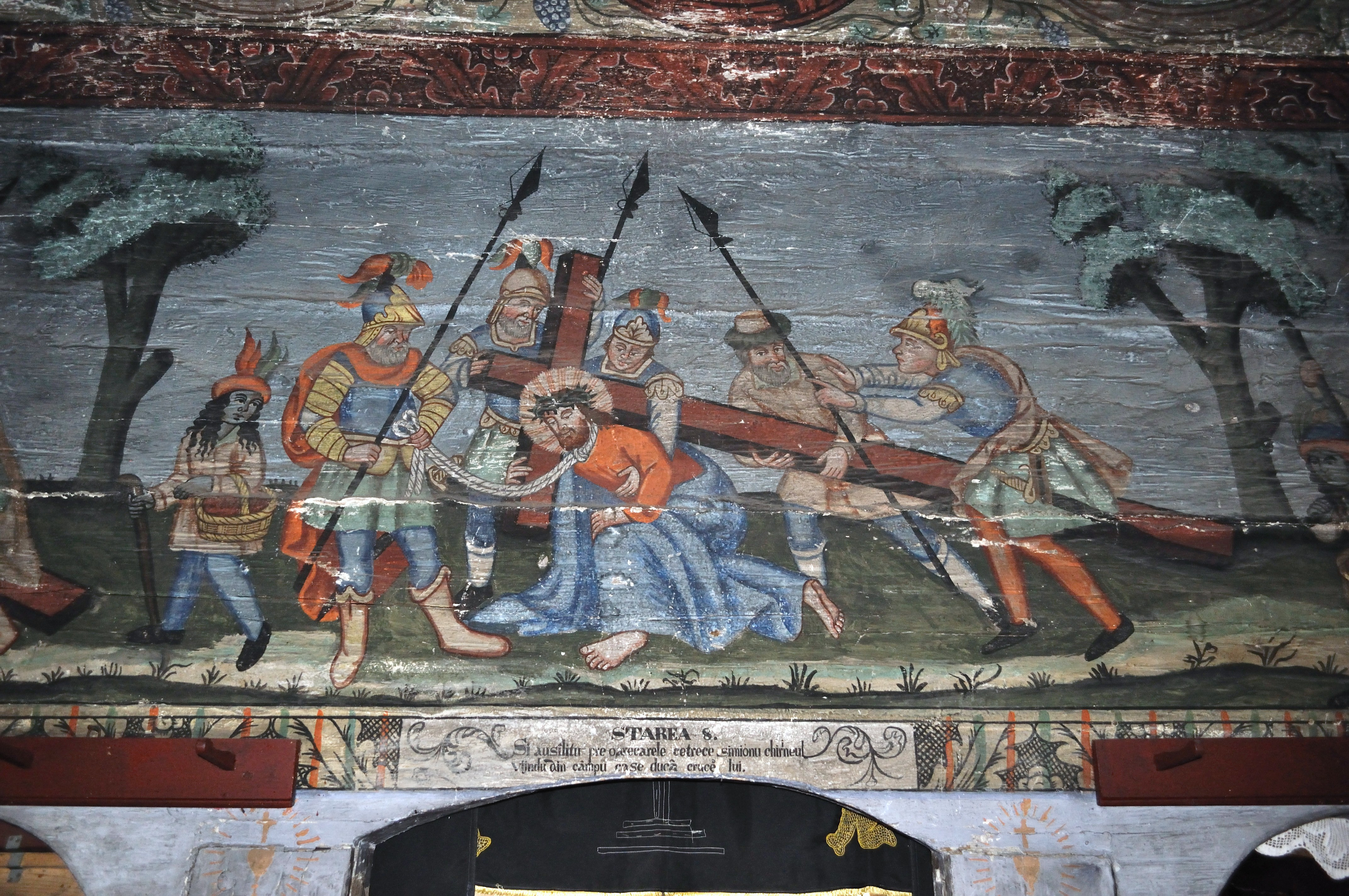
Timpanul de vest al naosului (detaliu)
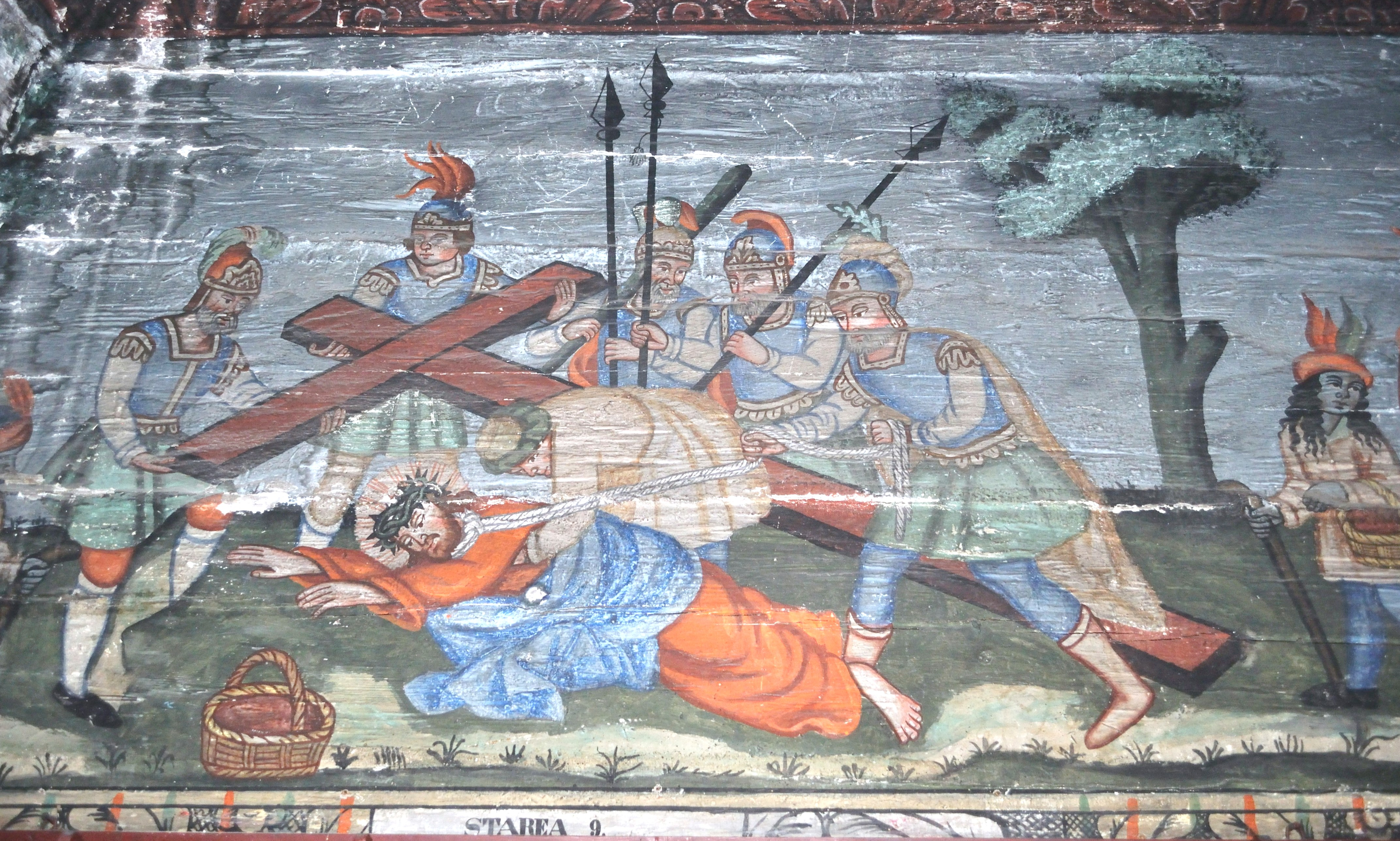
Timpanul de vest al naosului (detaliu)
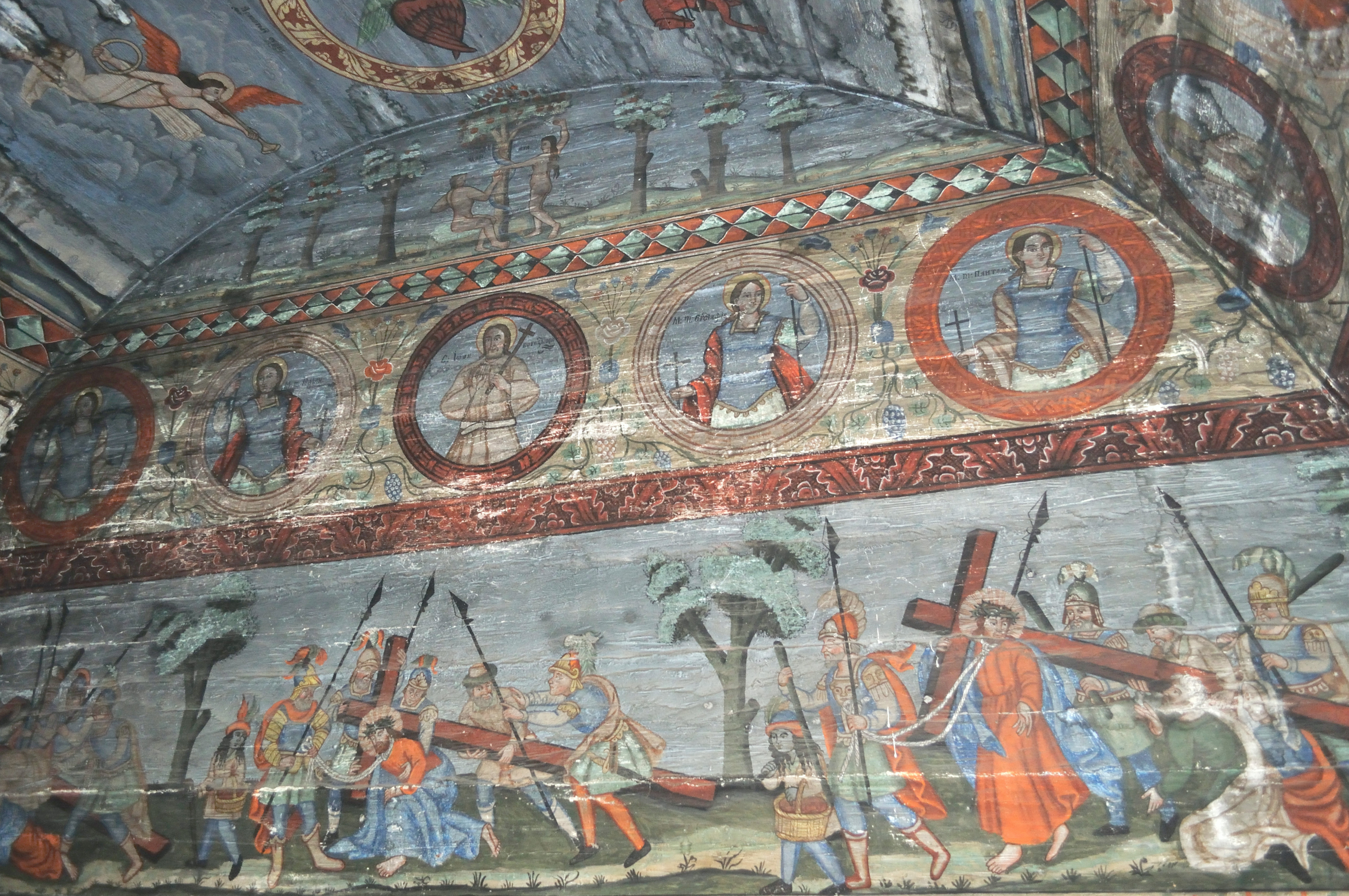
Timpanul de vest al naosului
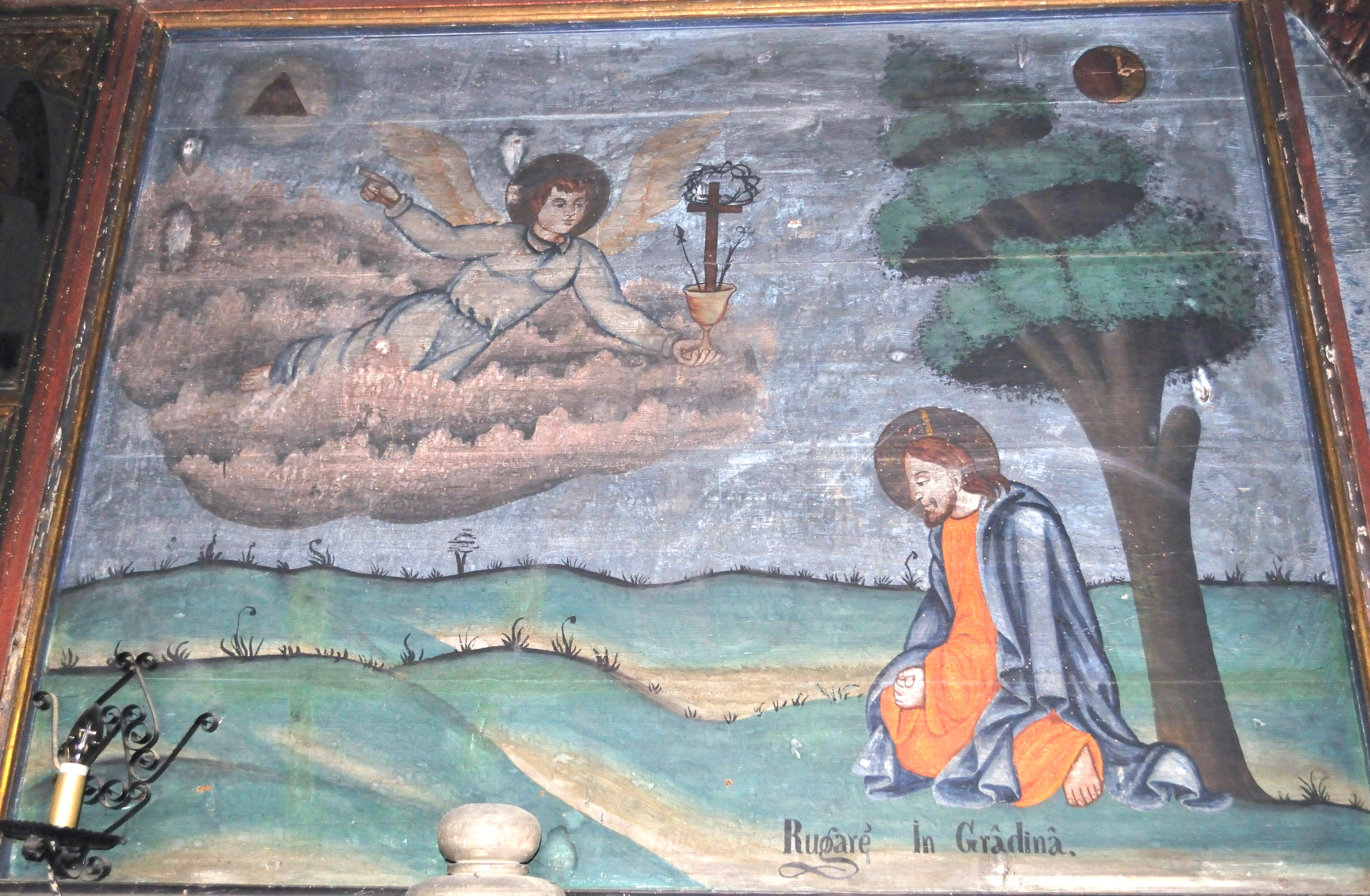
Pictura catapetesmei
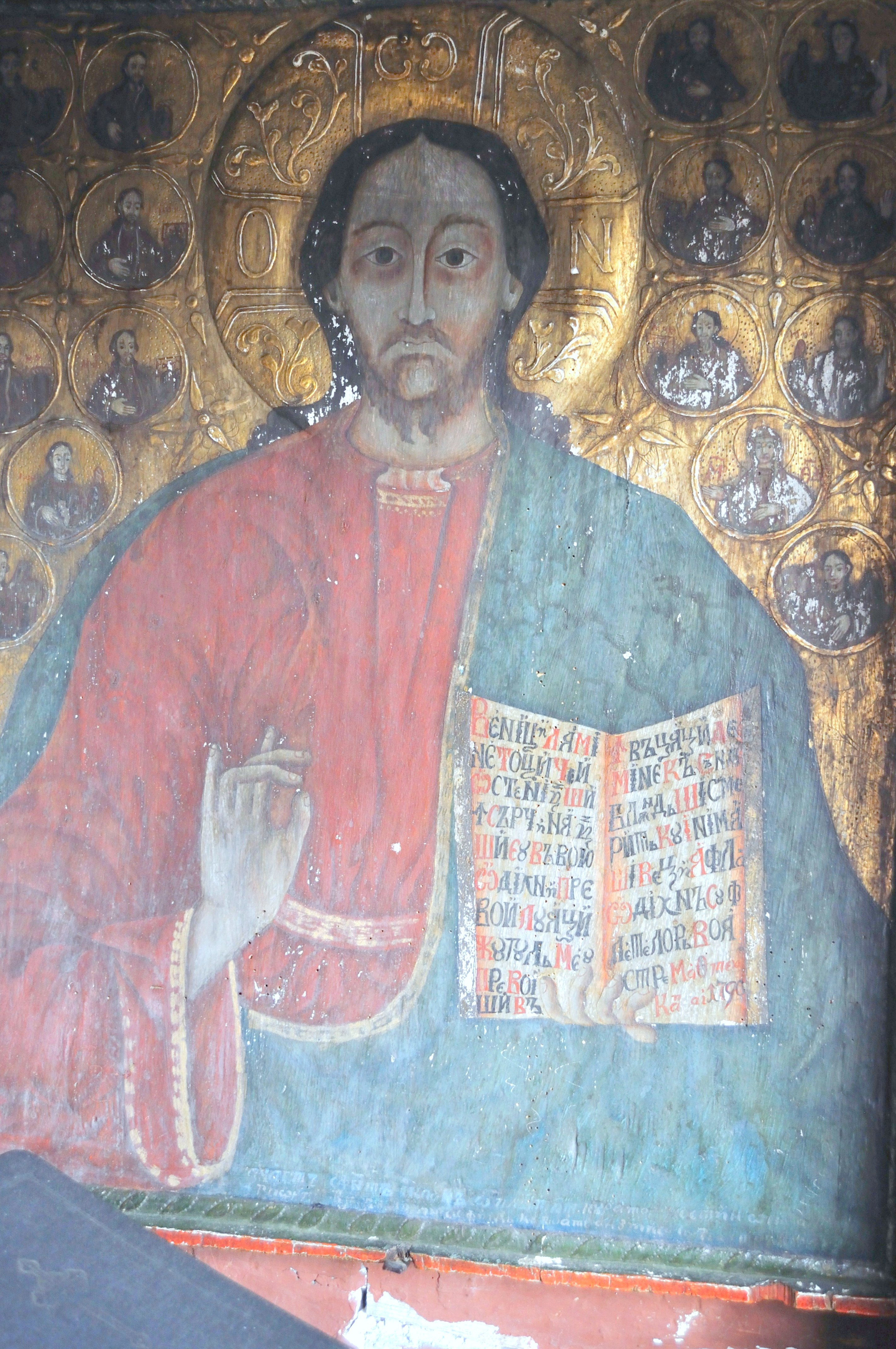
Icoană împărătească
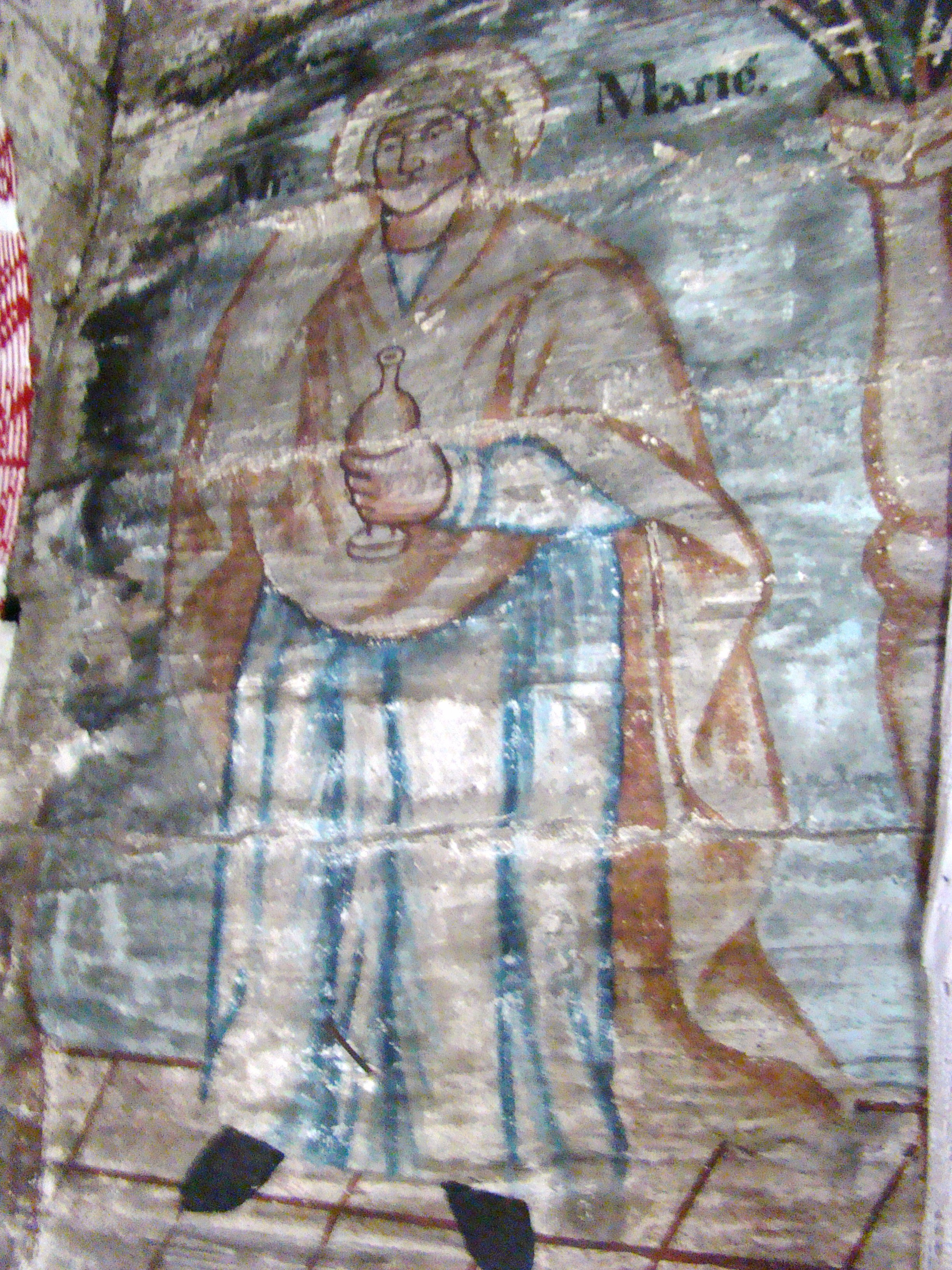
Sfânta Mironosiţă Maria
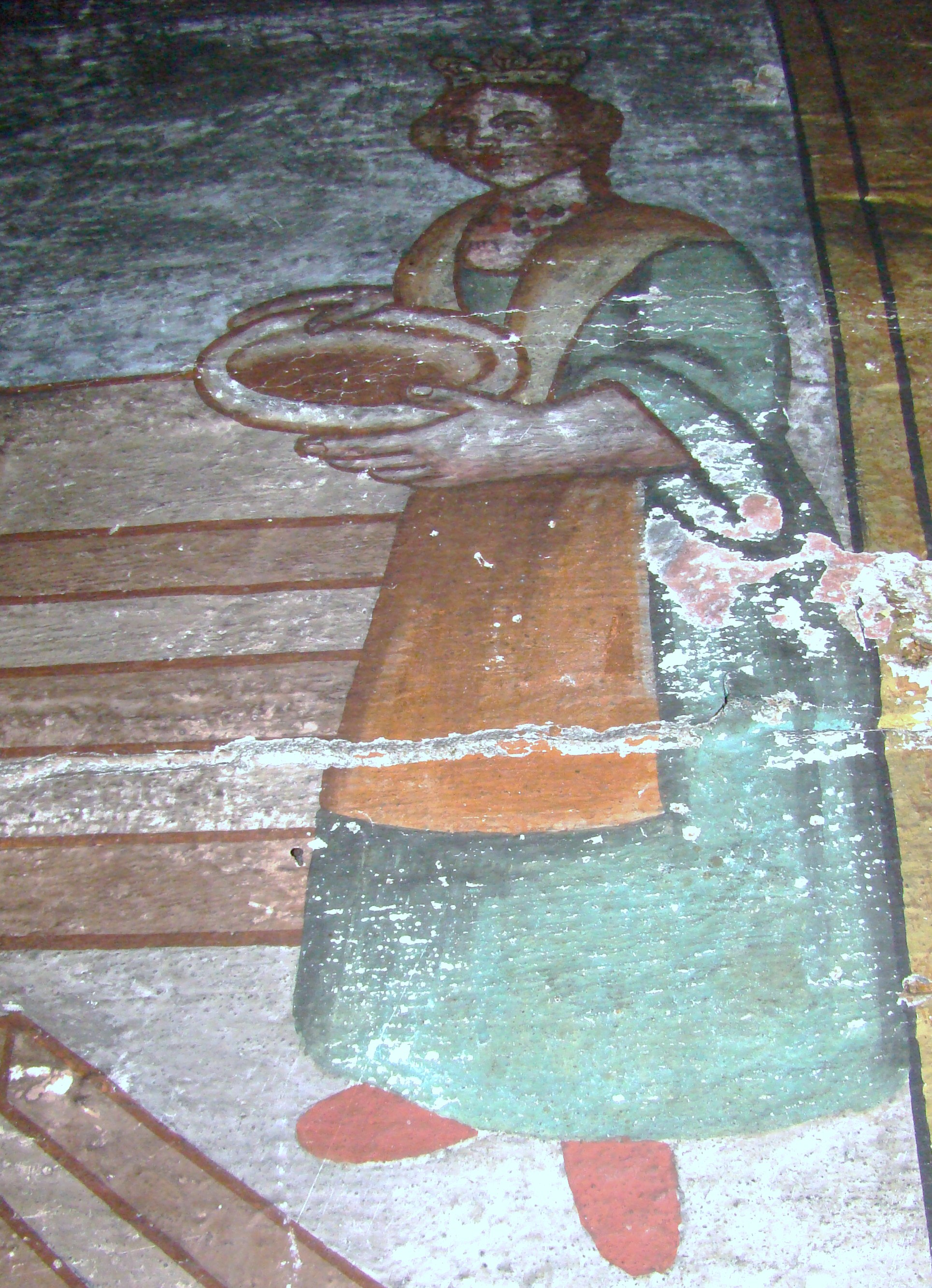
Pictura parietală (detaliu)
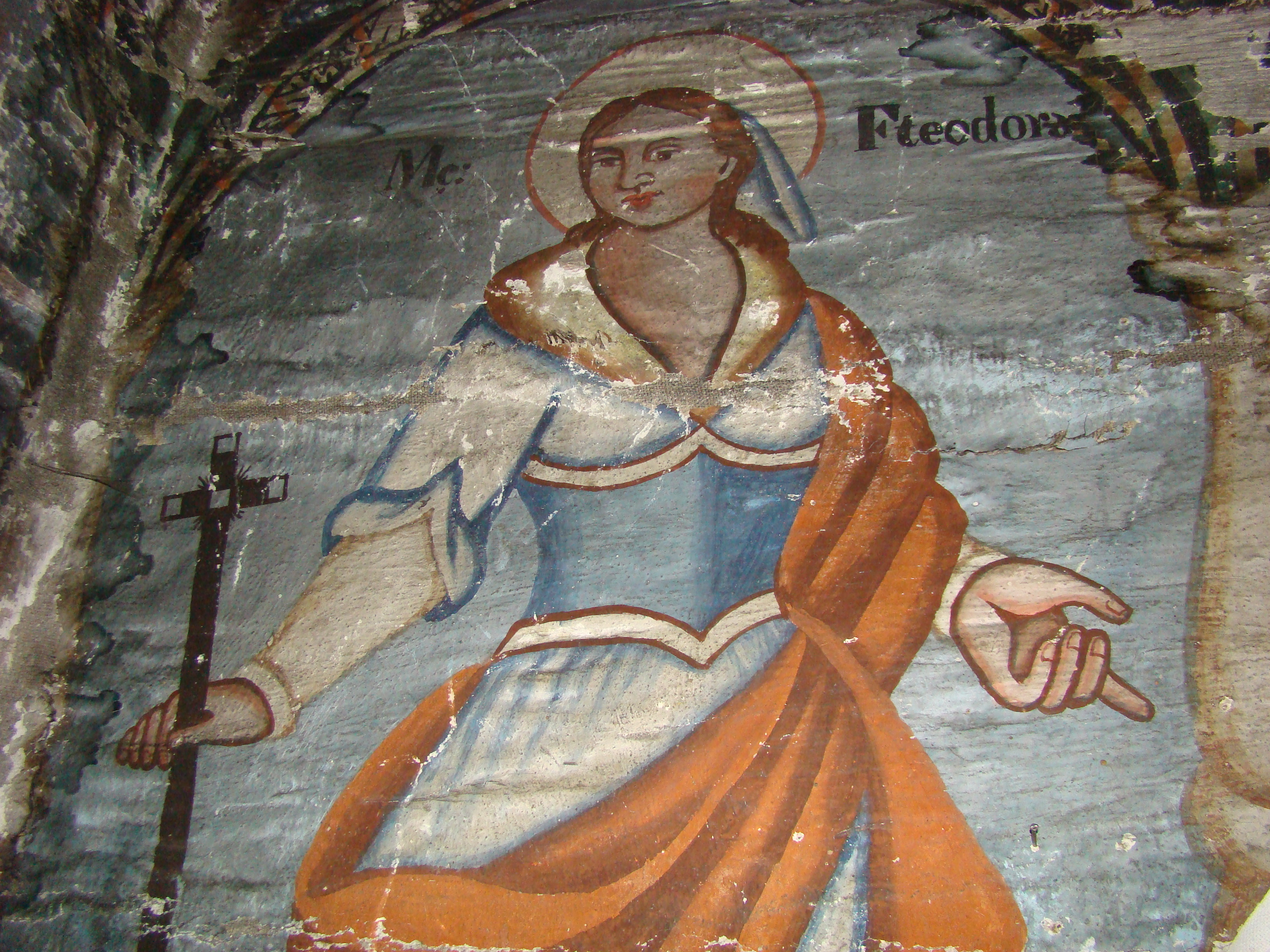
Mironosíță
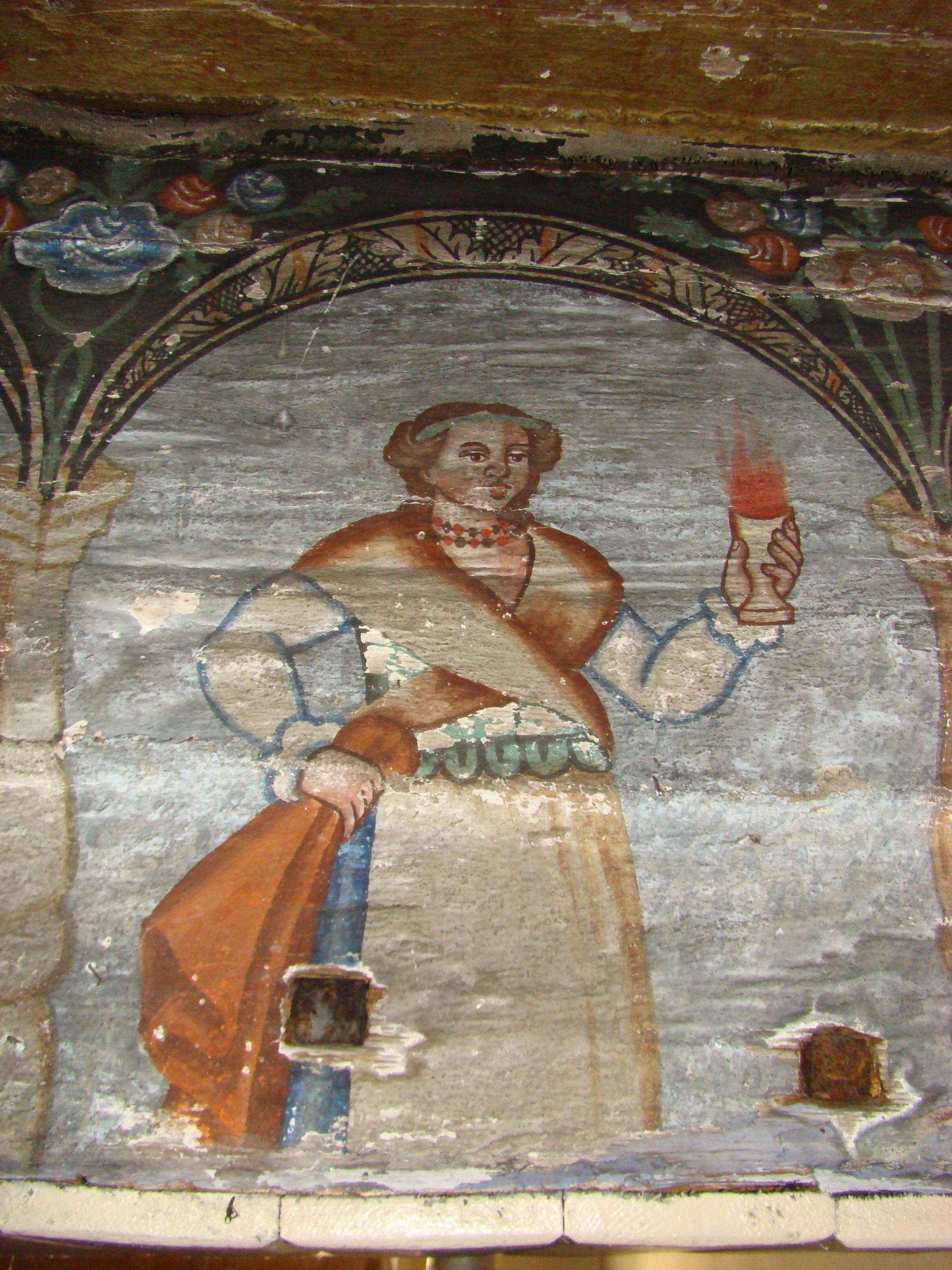
Fecioarele înțelepte
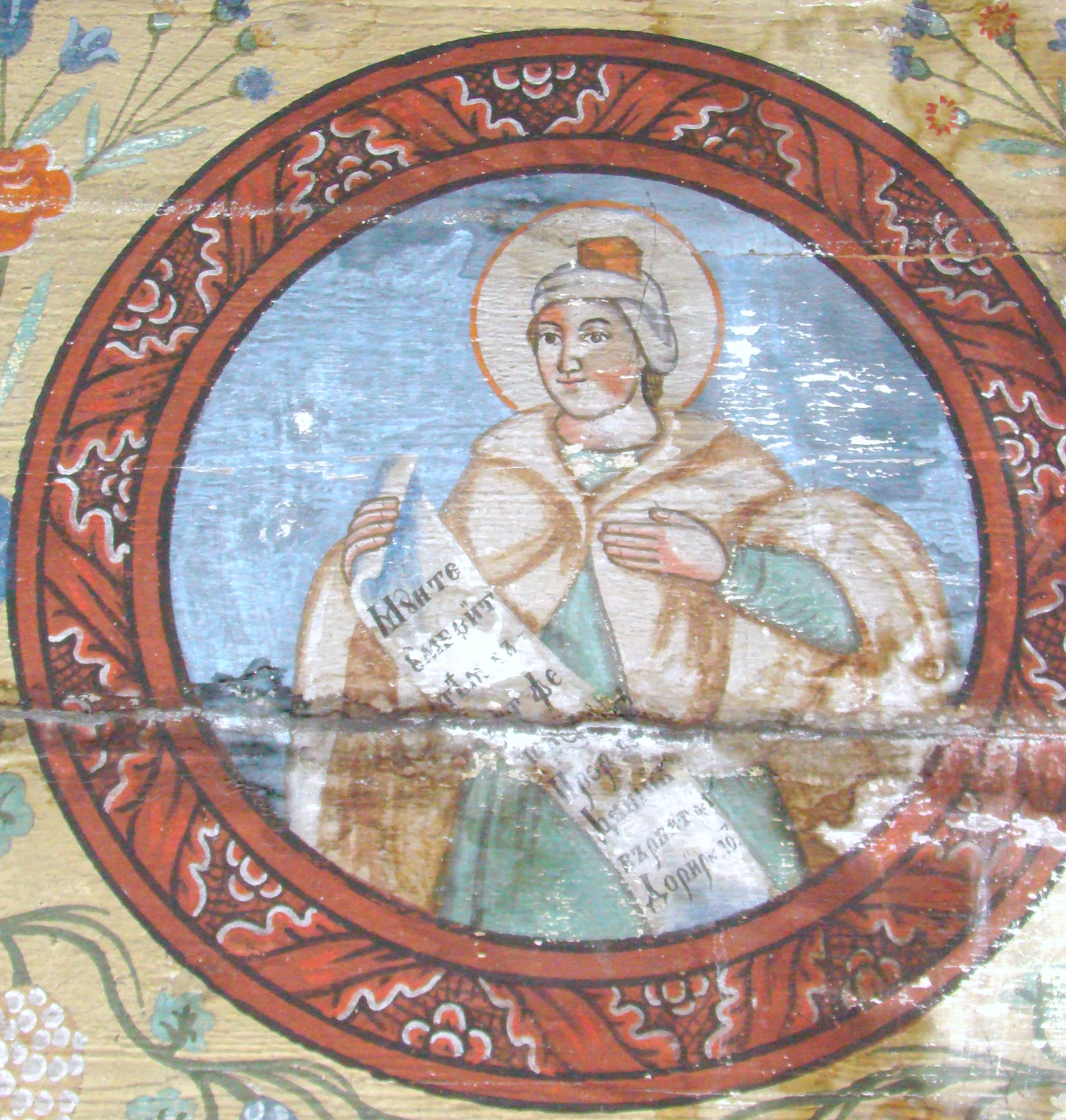
Proorocii
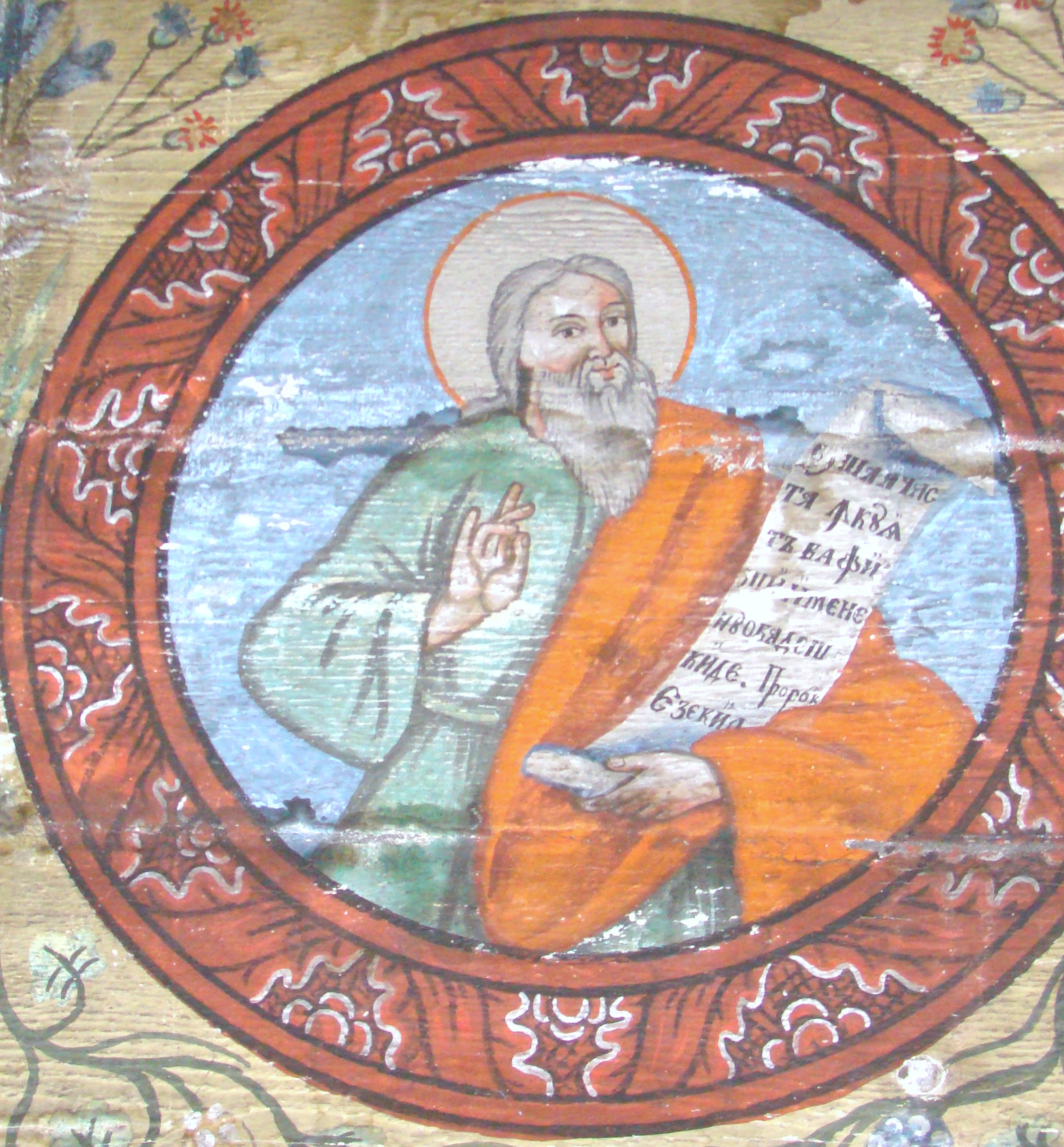
Proorocii
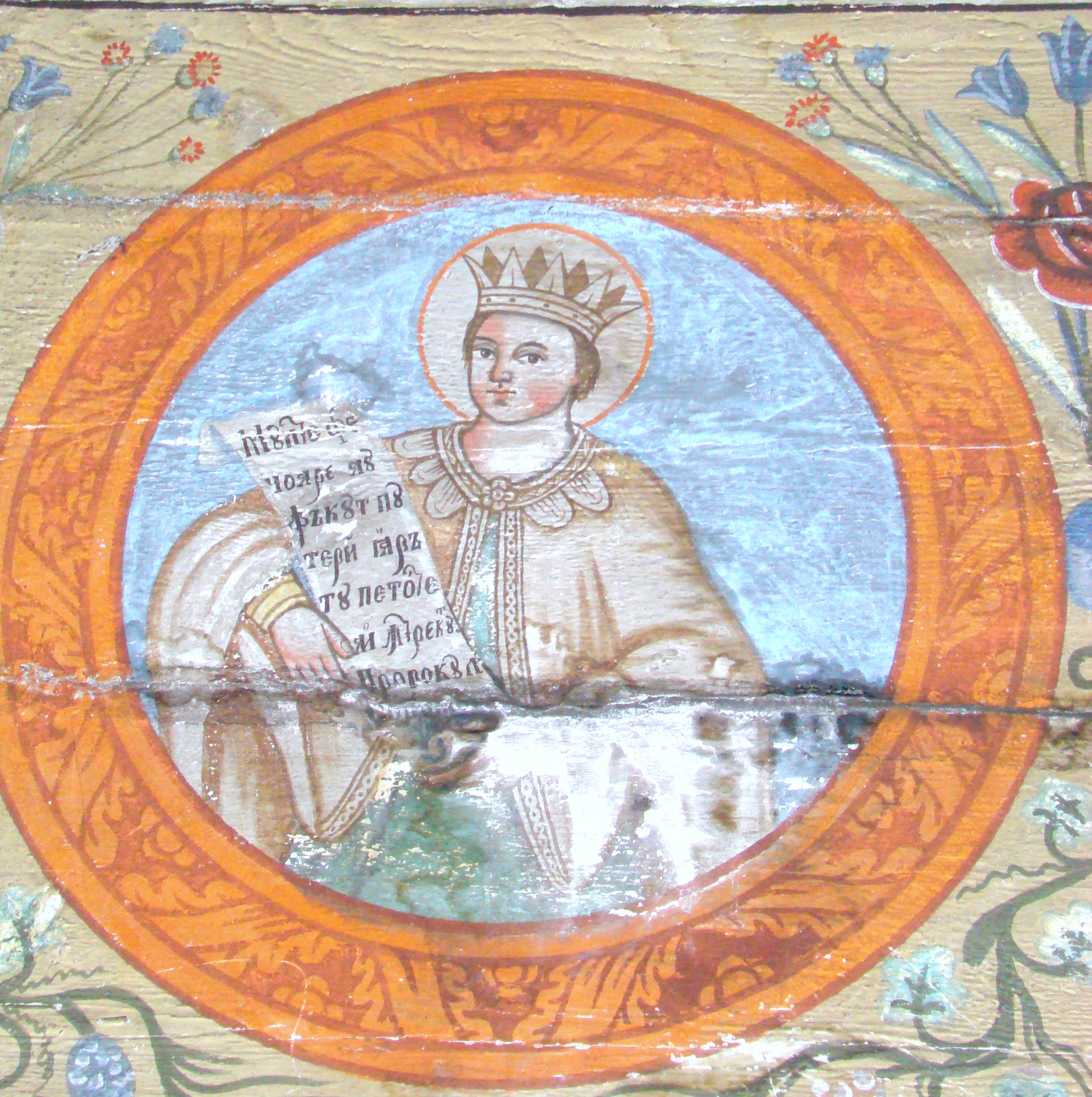
Proorocii
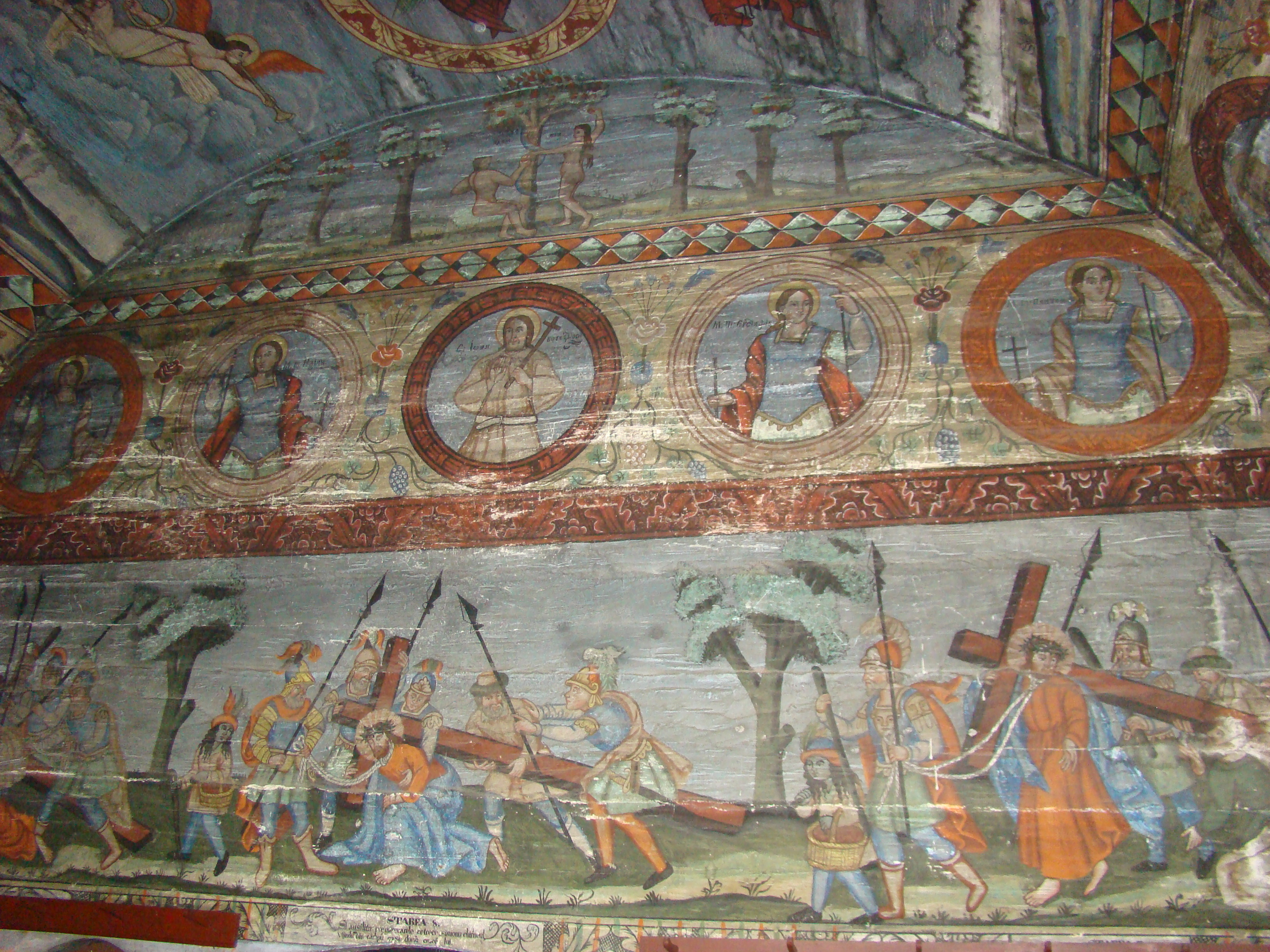
Timpanul de vest al naosului
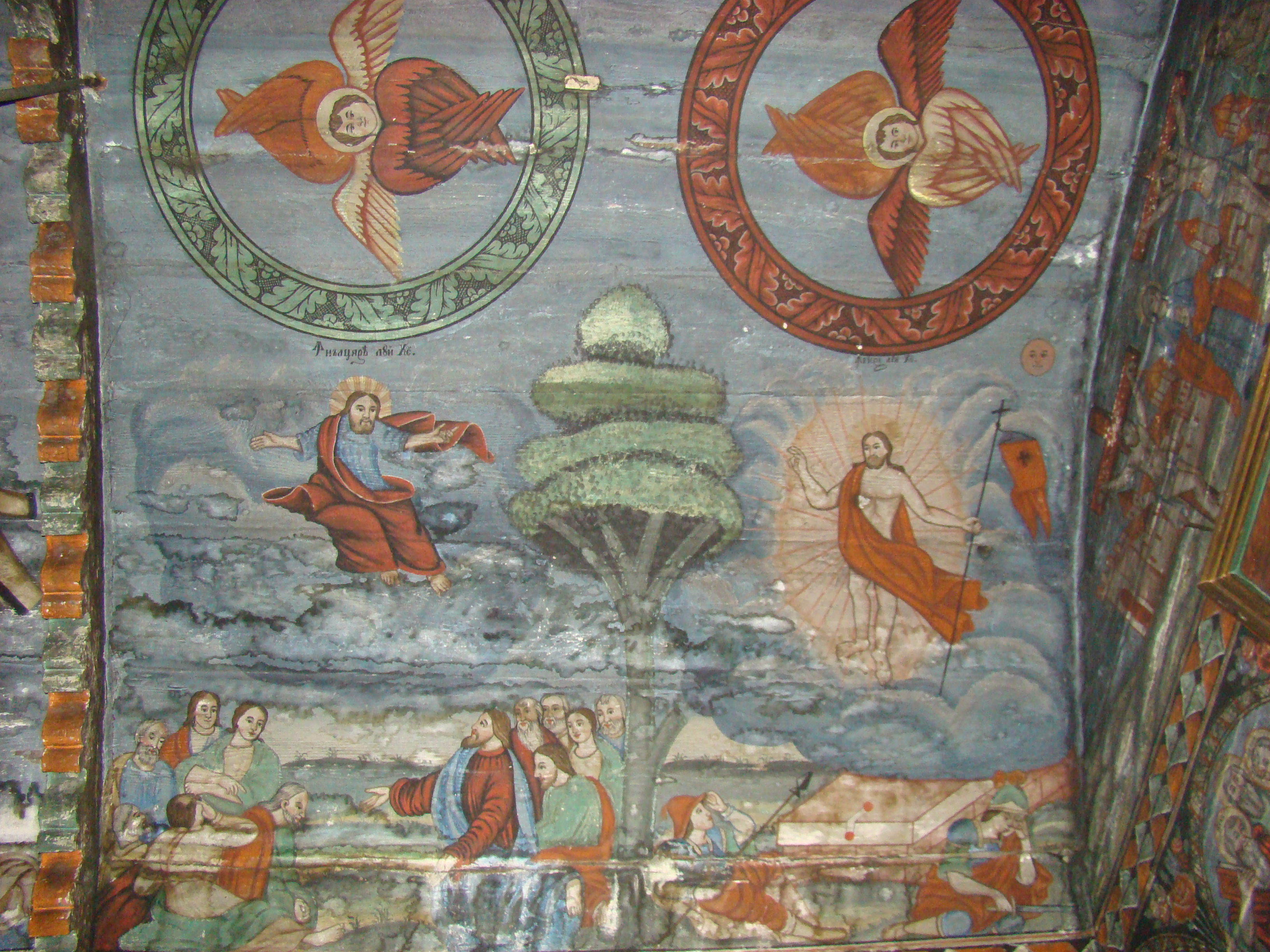
Bolta naosului
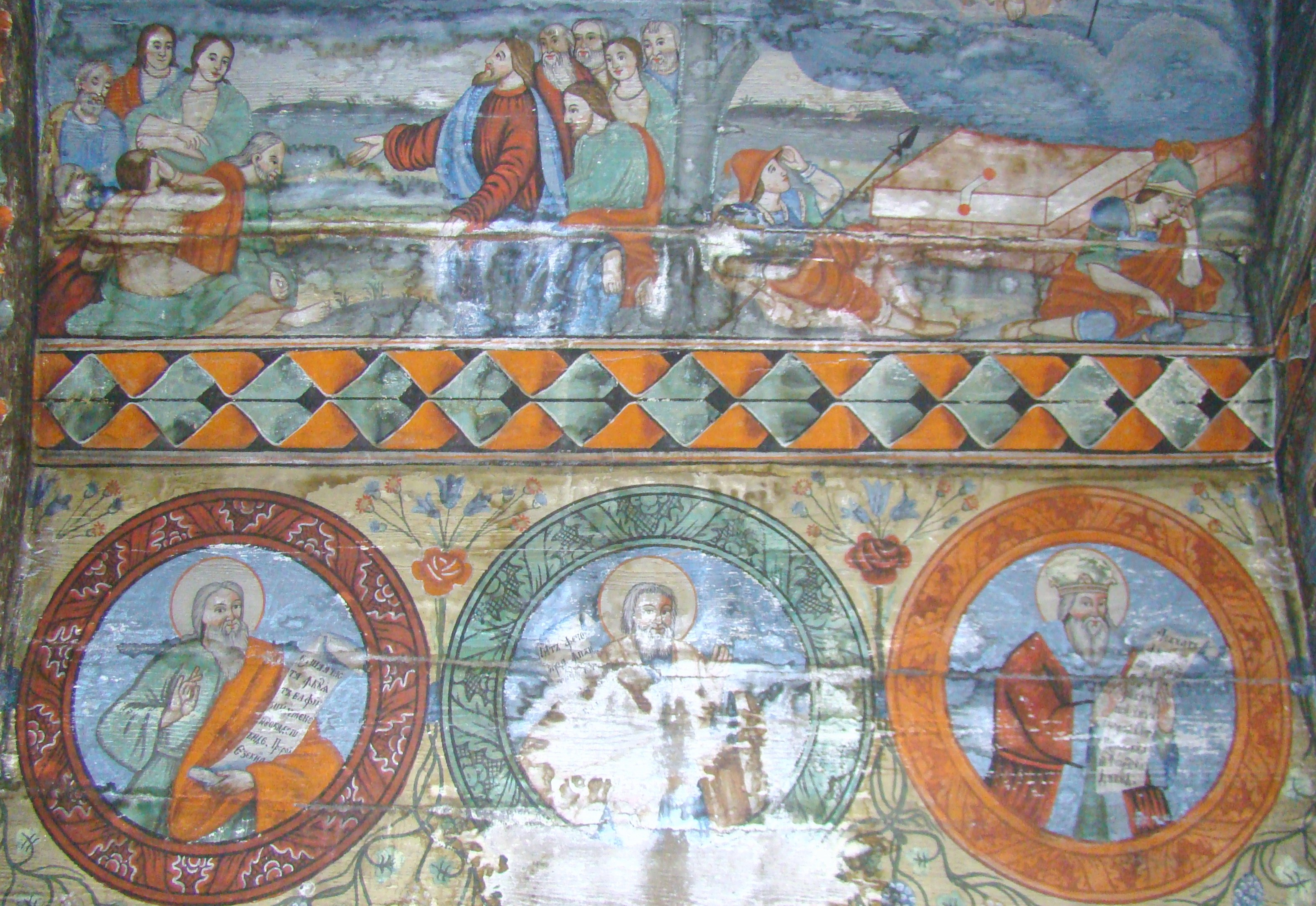
Pictura naosului: Sfinții prooroci (în medalioane)
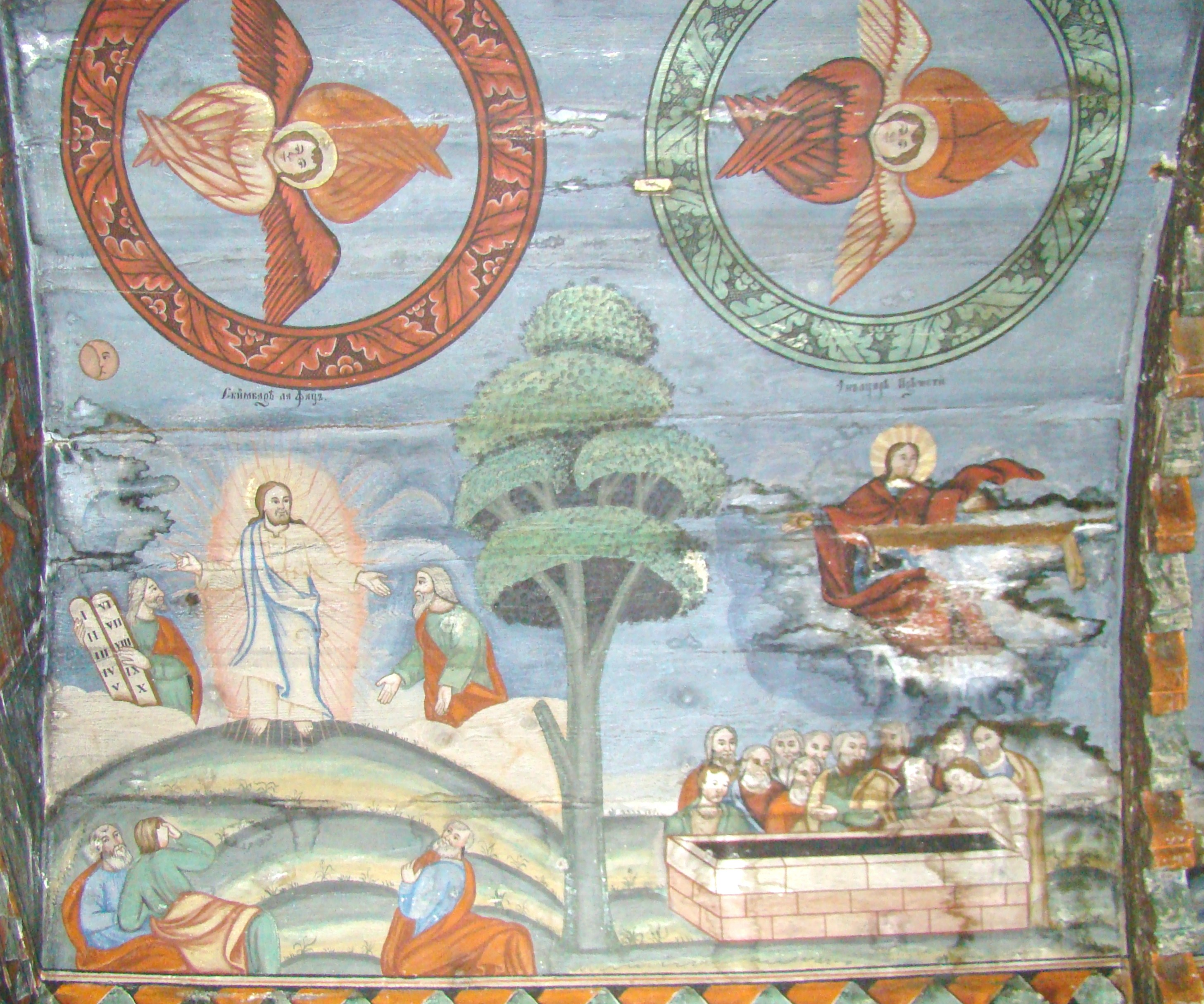
Bolta naosului
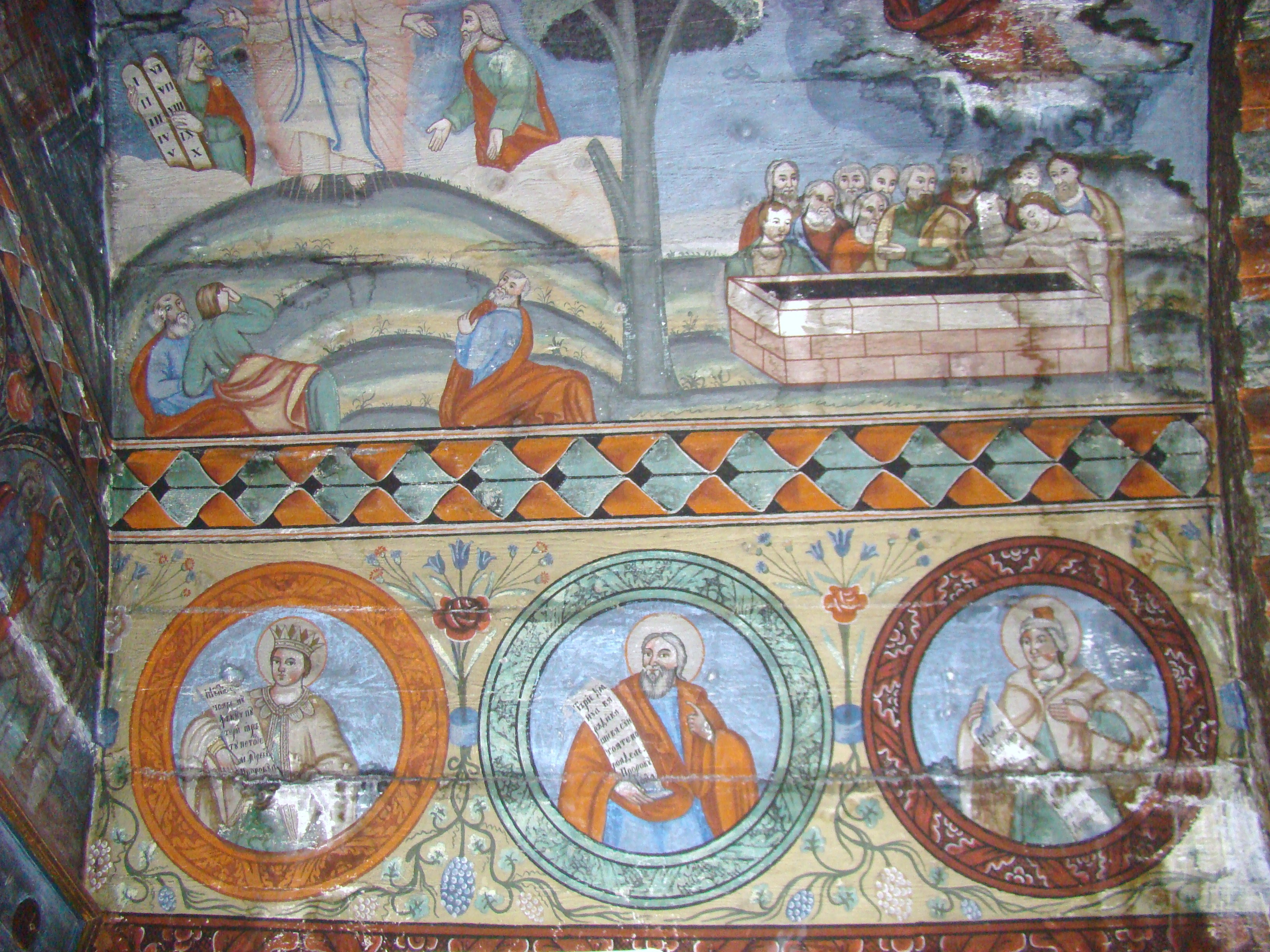
Pictura naosului: Sfinții prooroci (în medalioane)
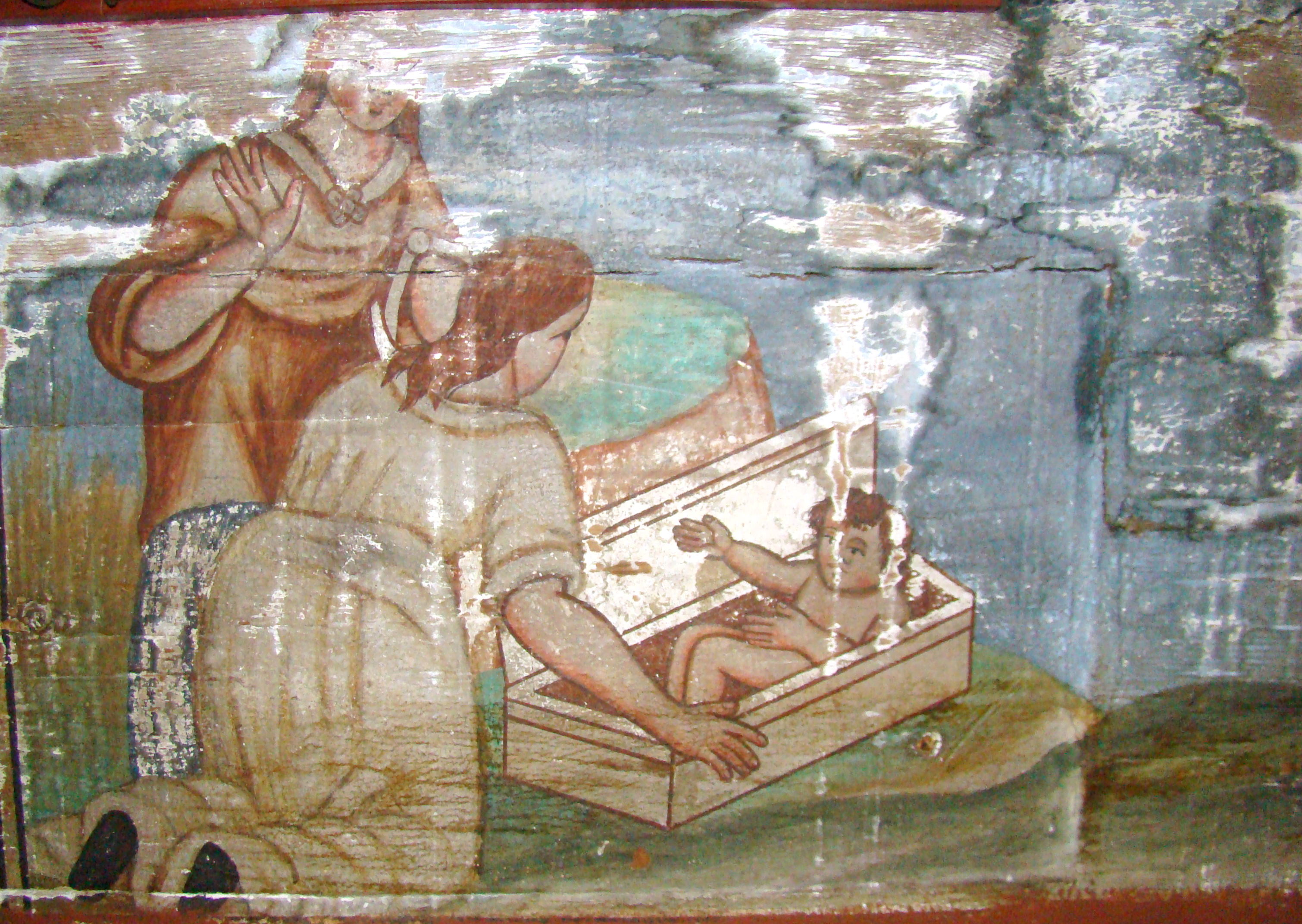
Pictura parietală (detaliu)
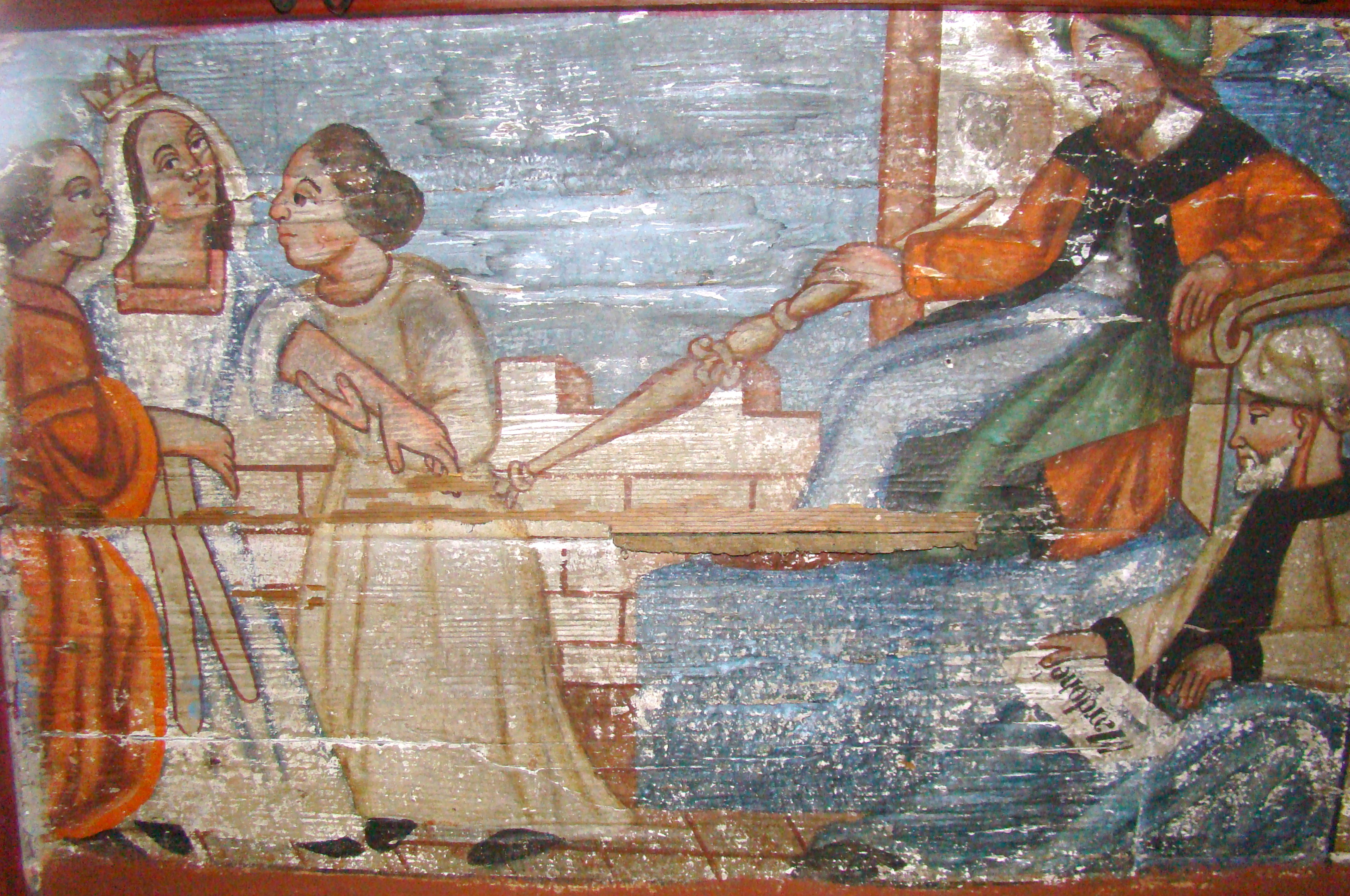
Pictura parietală (detaliu)
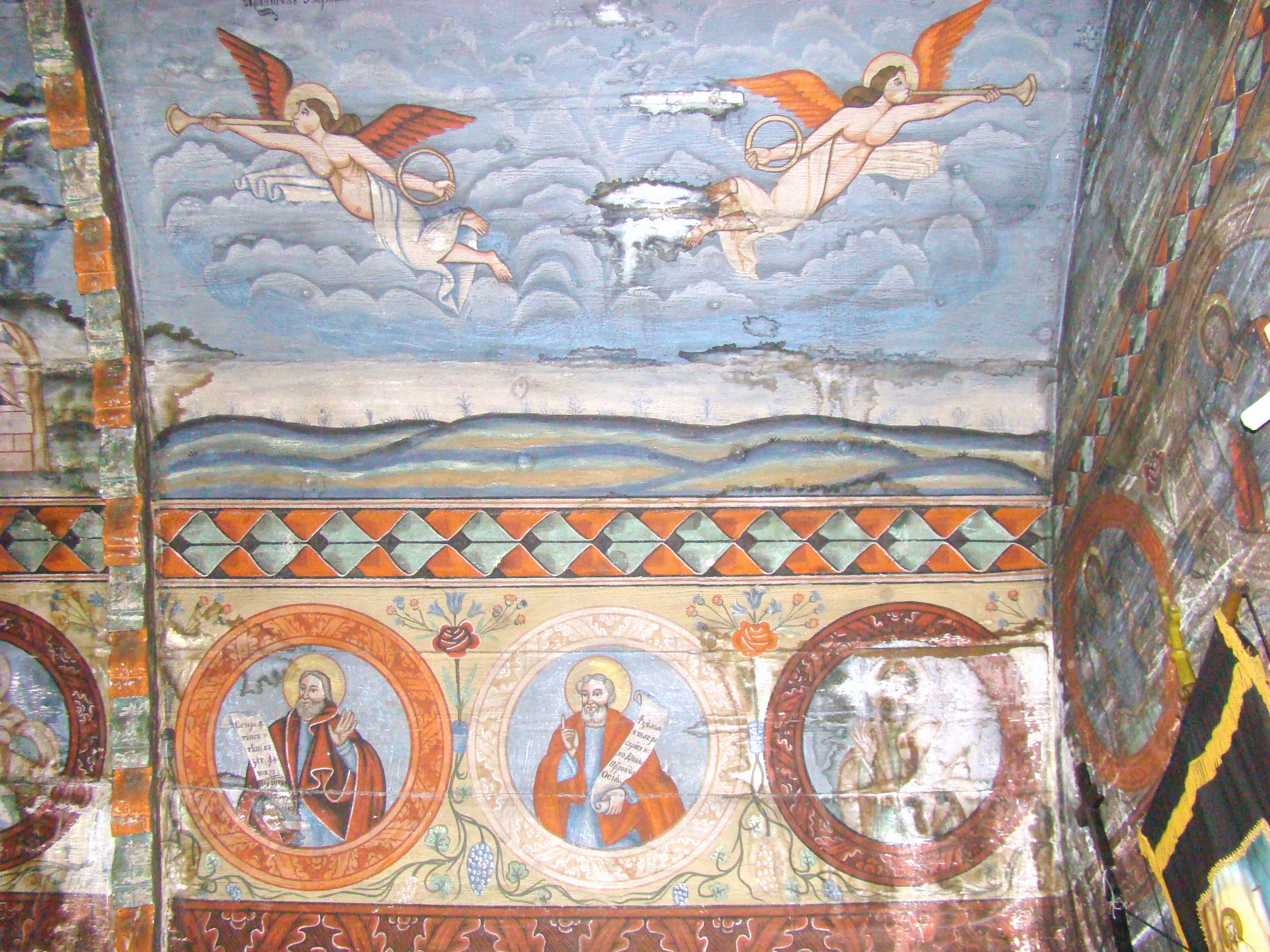
Pictura naosului: Sfinții prooroci (în medalioane)
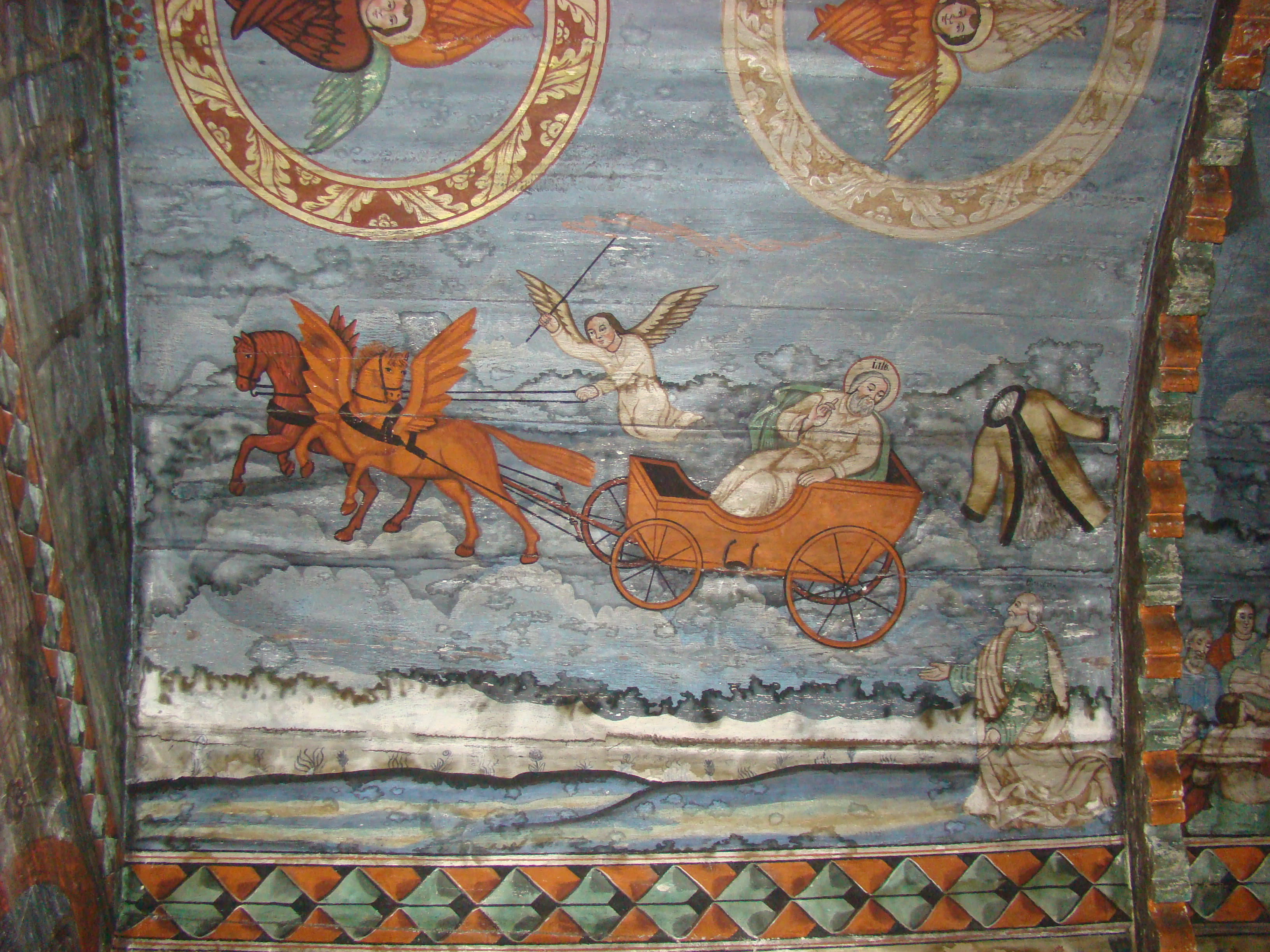
Bolta naosului
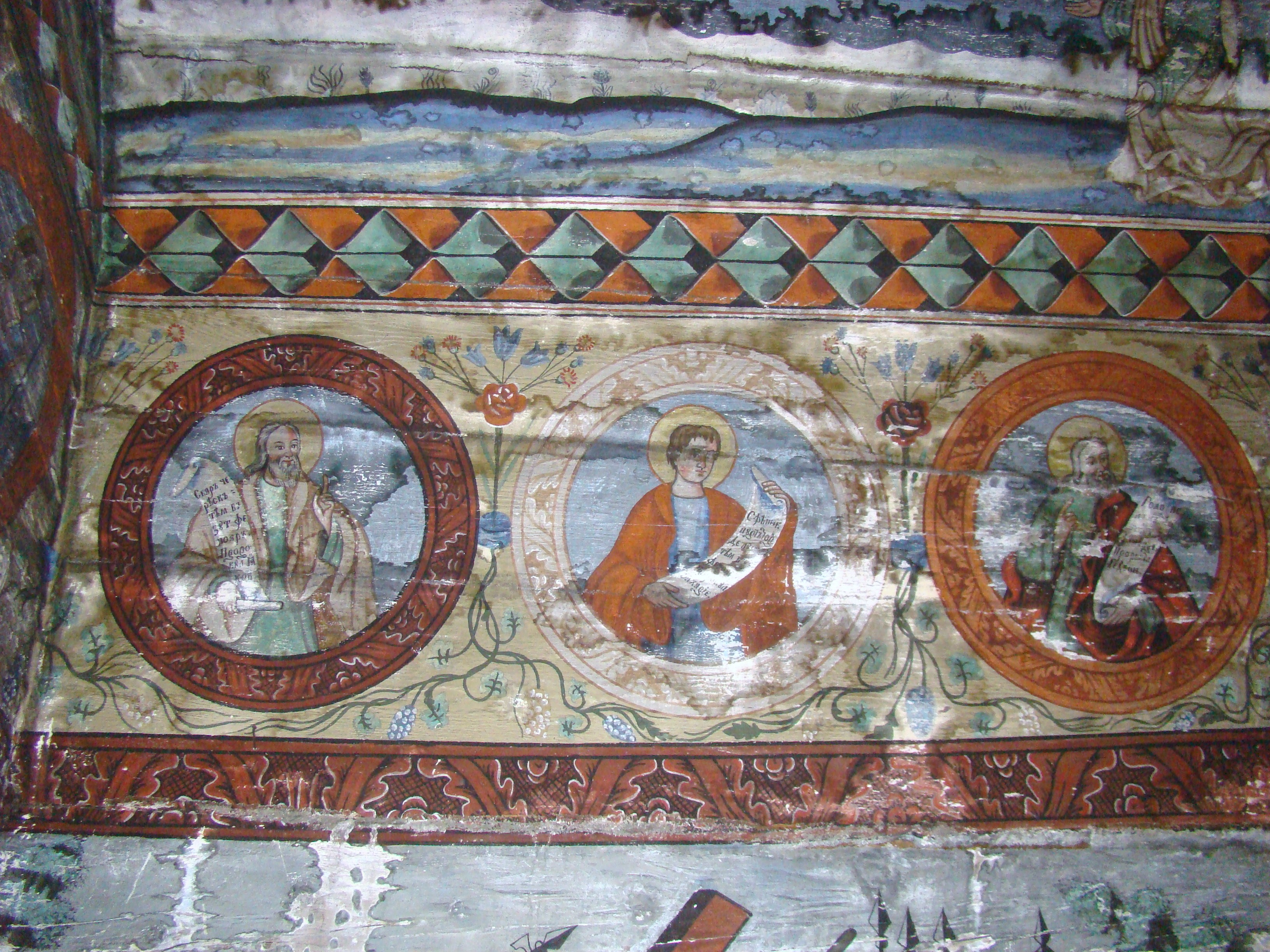
Pictura naosului: Sfinții prooroci (în medalioane)
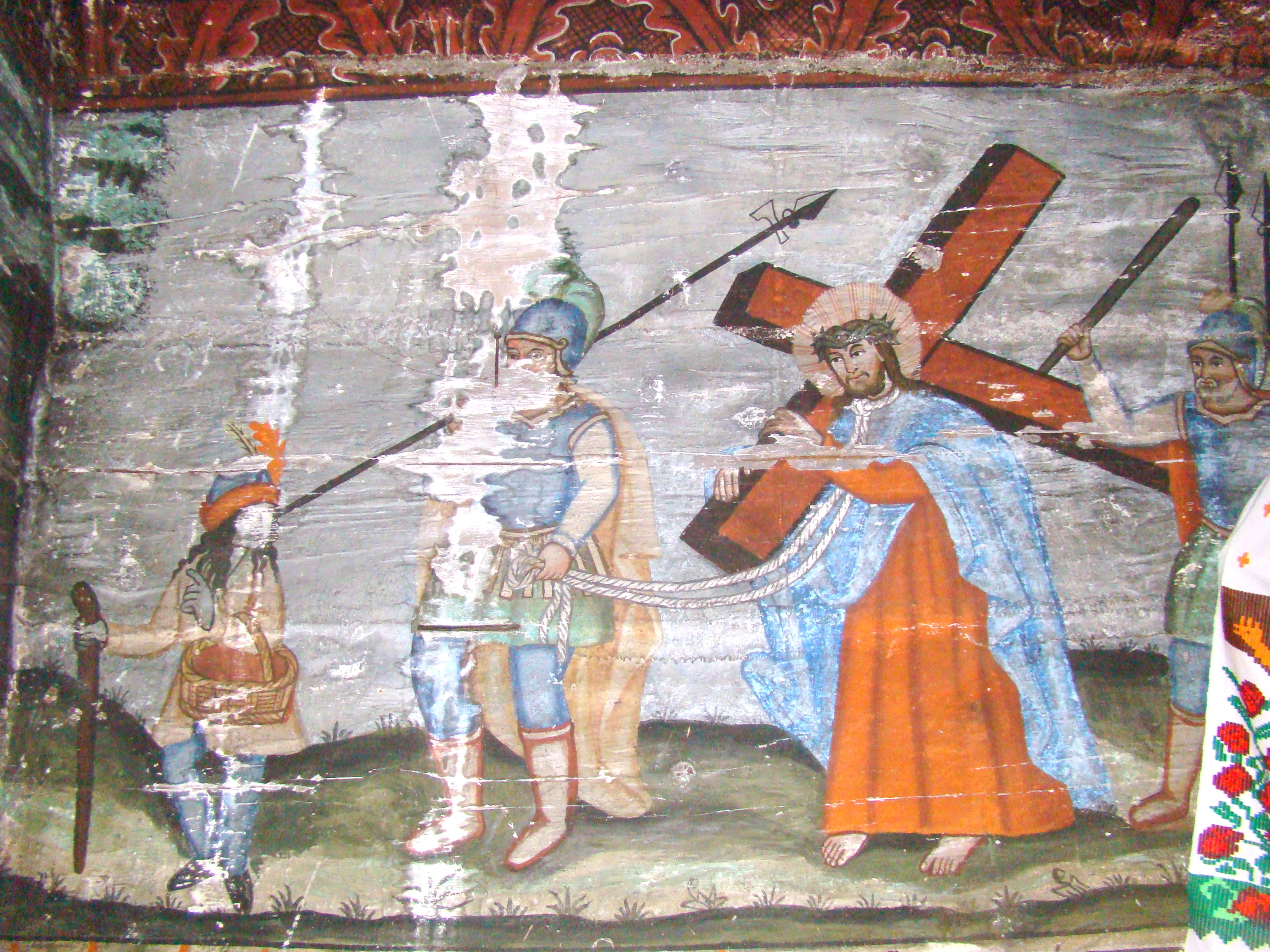
Timpanul de vest al naosului (detaliu)
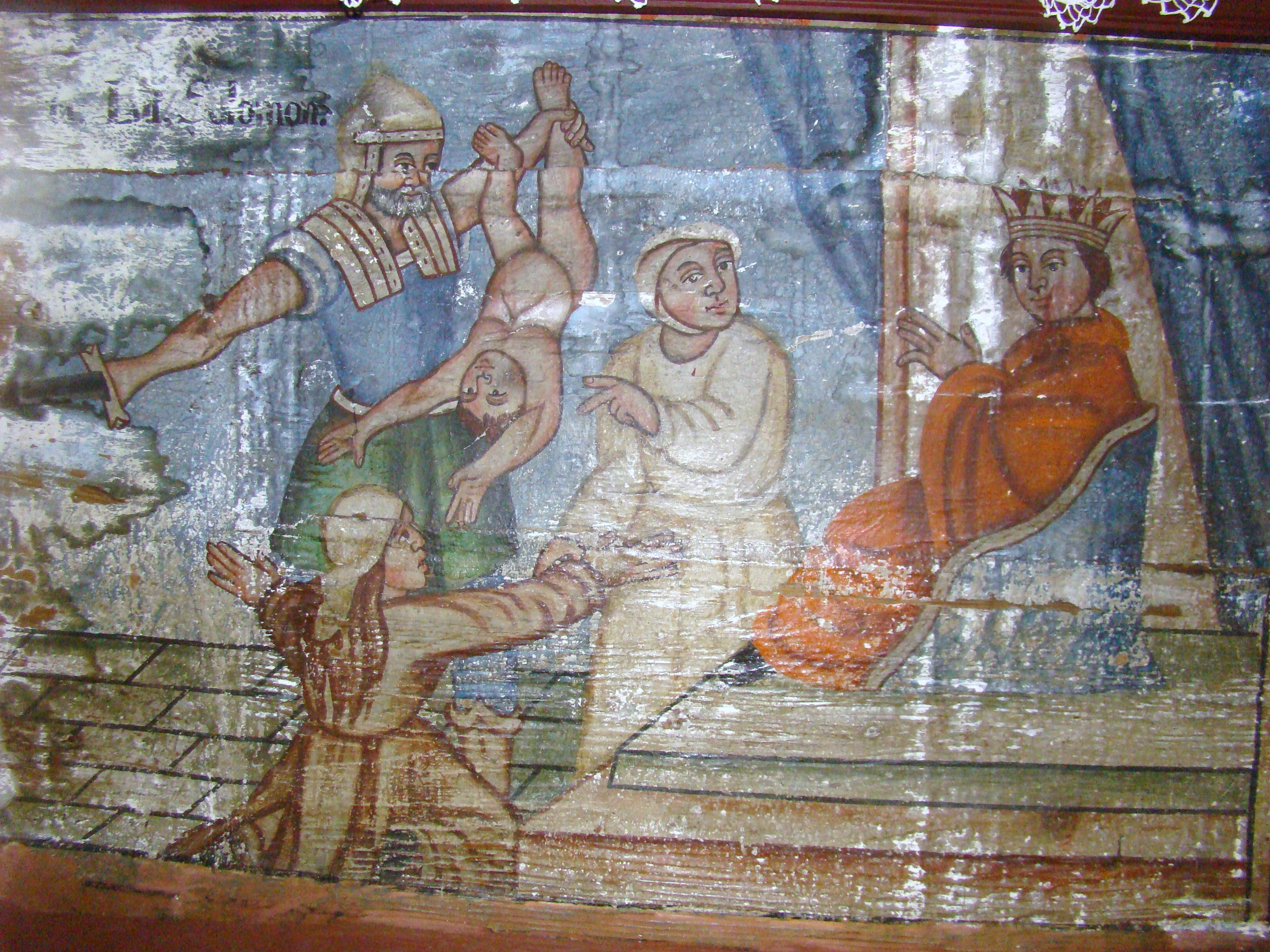
Judecata lui Solomon
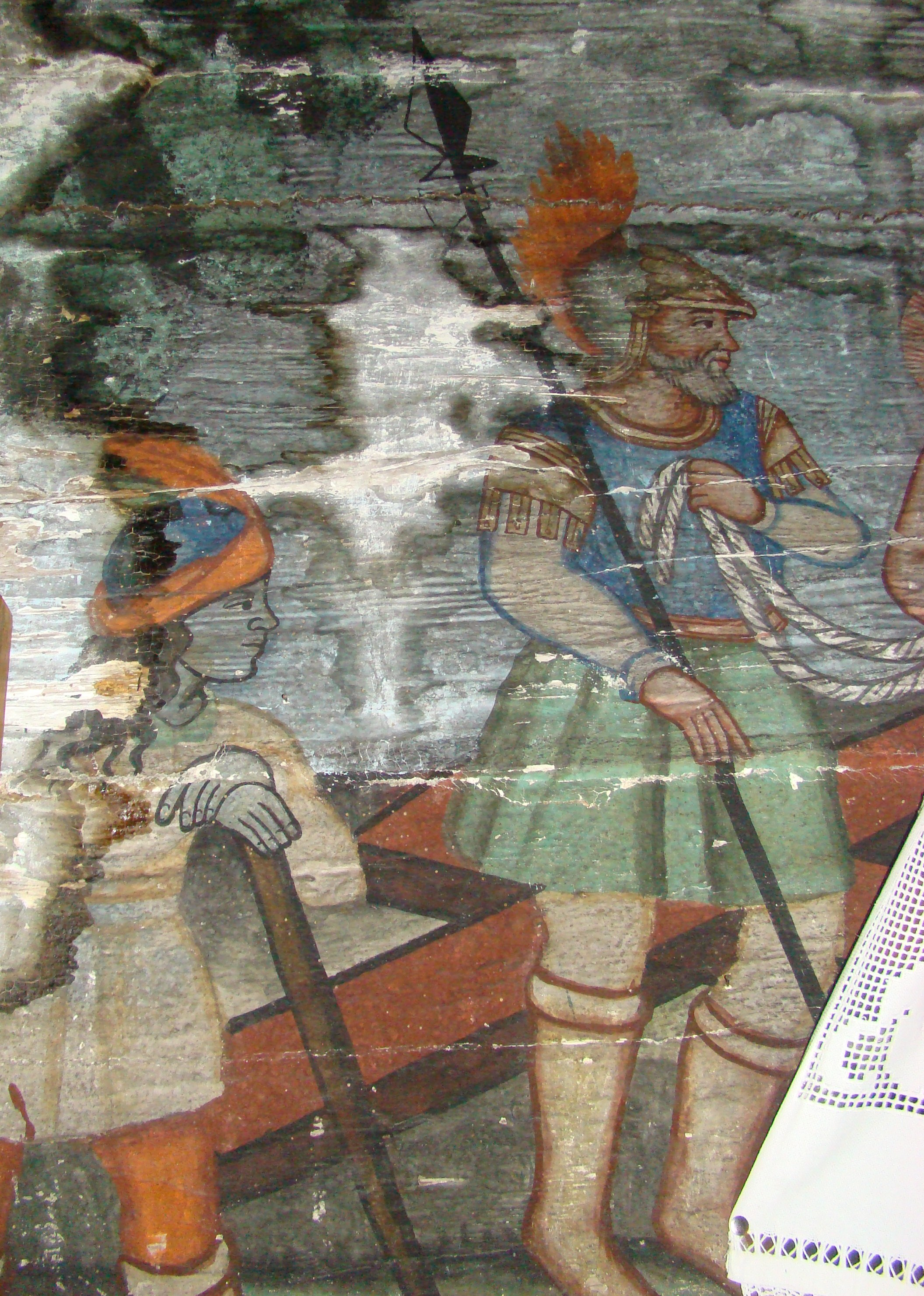
Pictura parietală (detaliu)
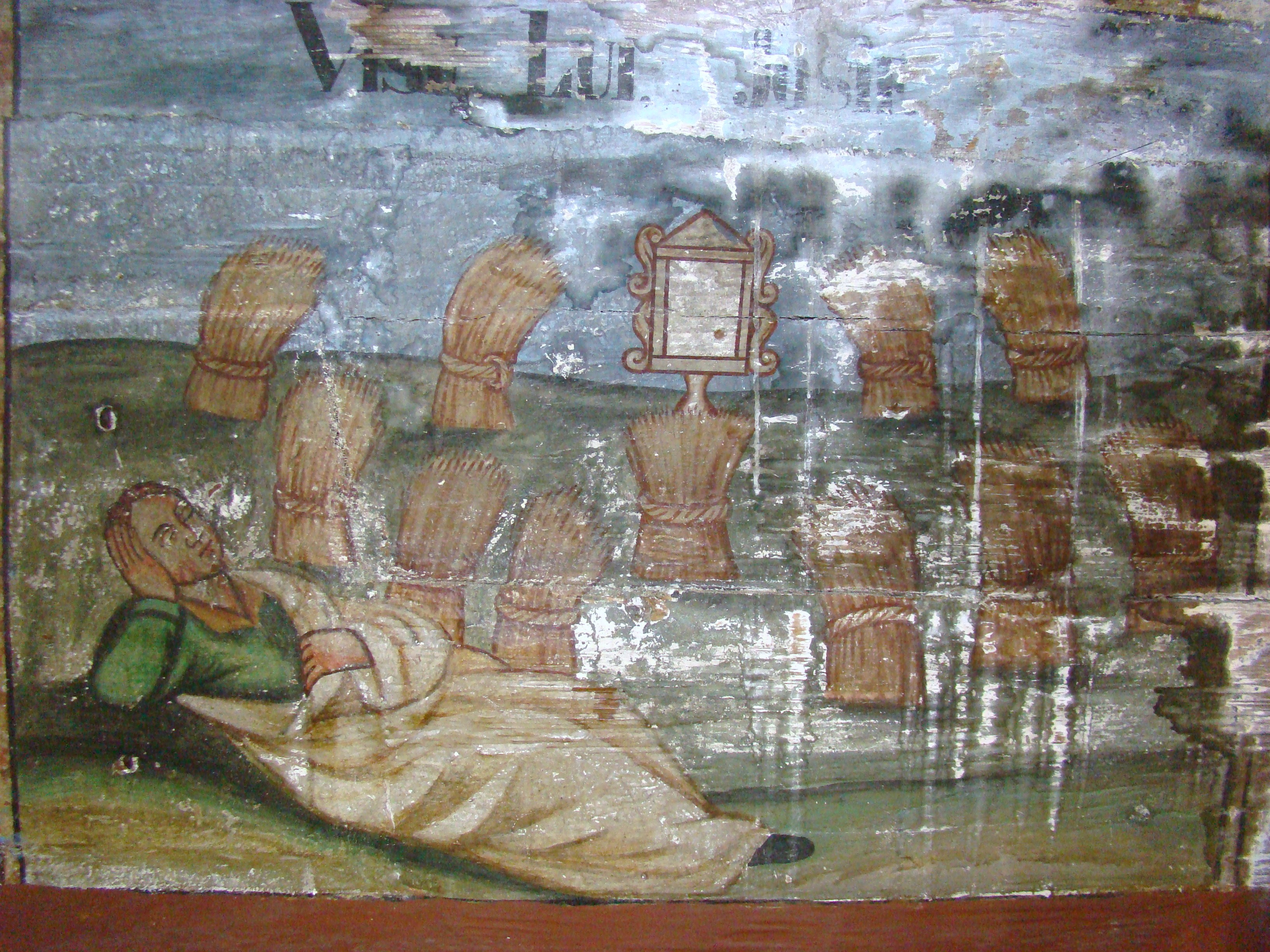
Visul lui Iosif
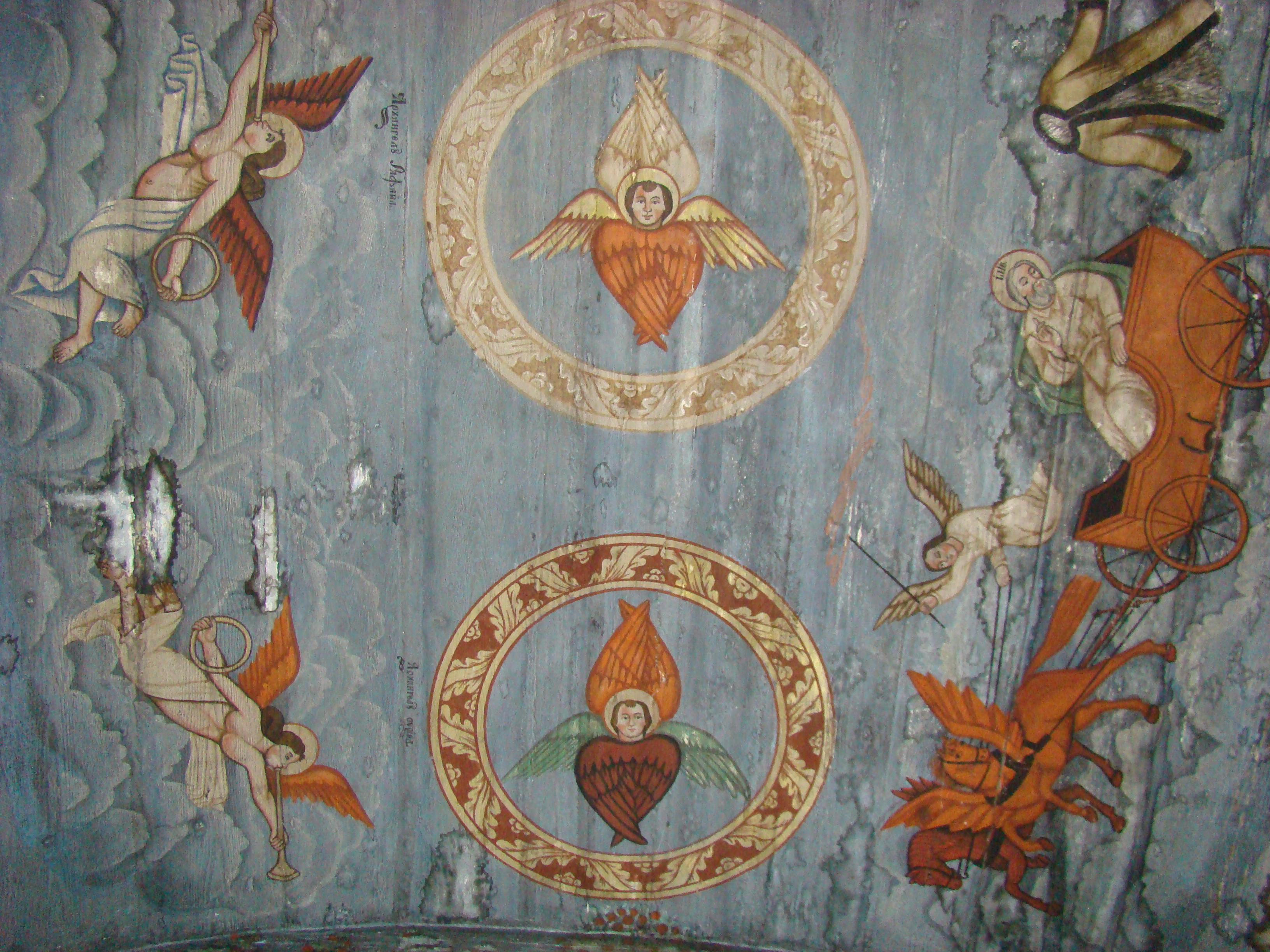
Bolta naosului
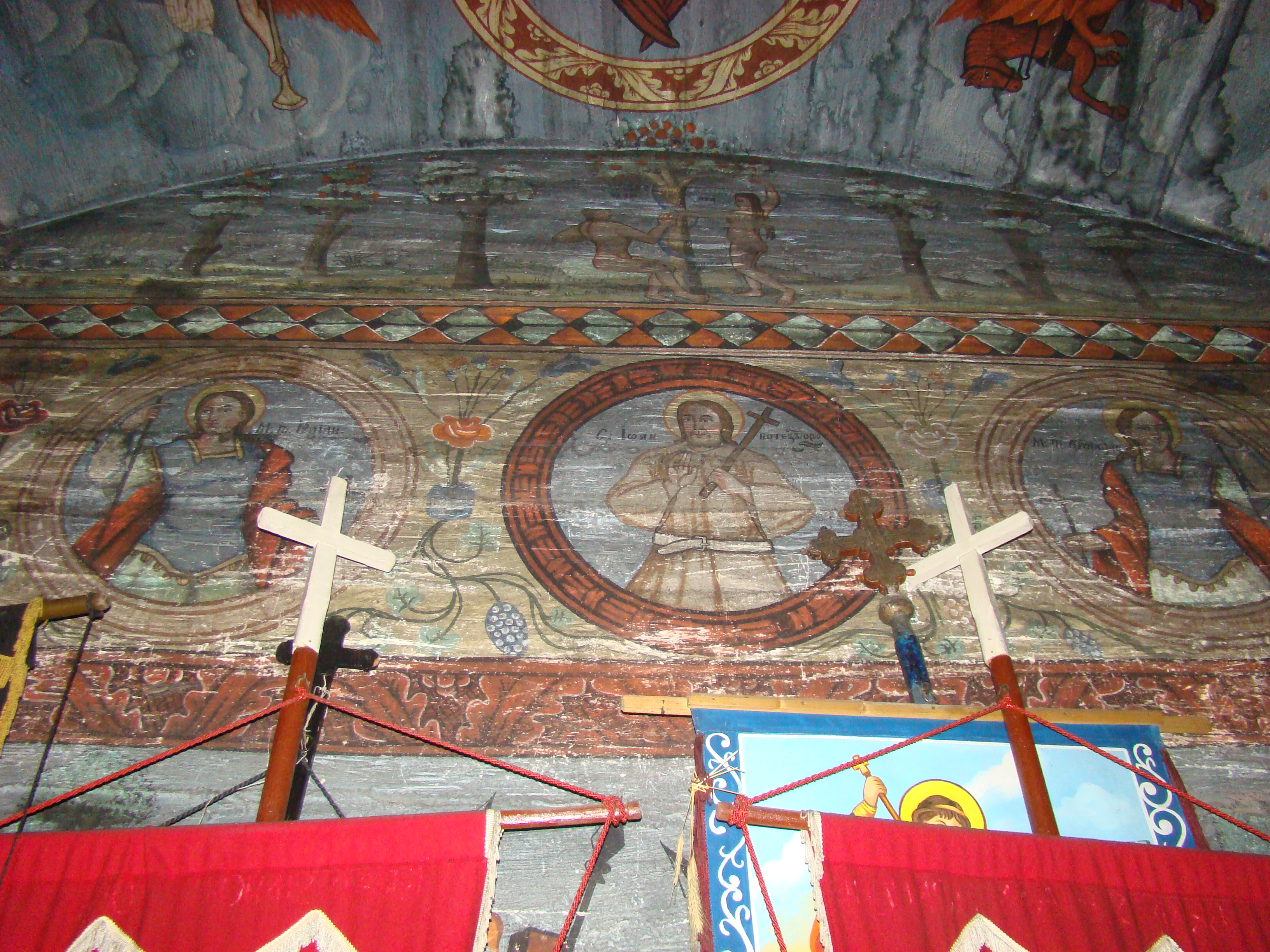
Pictura parietală (detaliu)
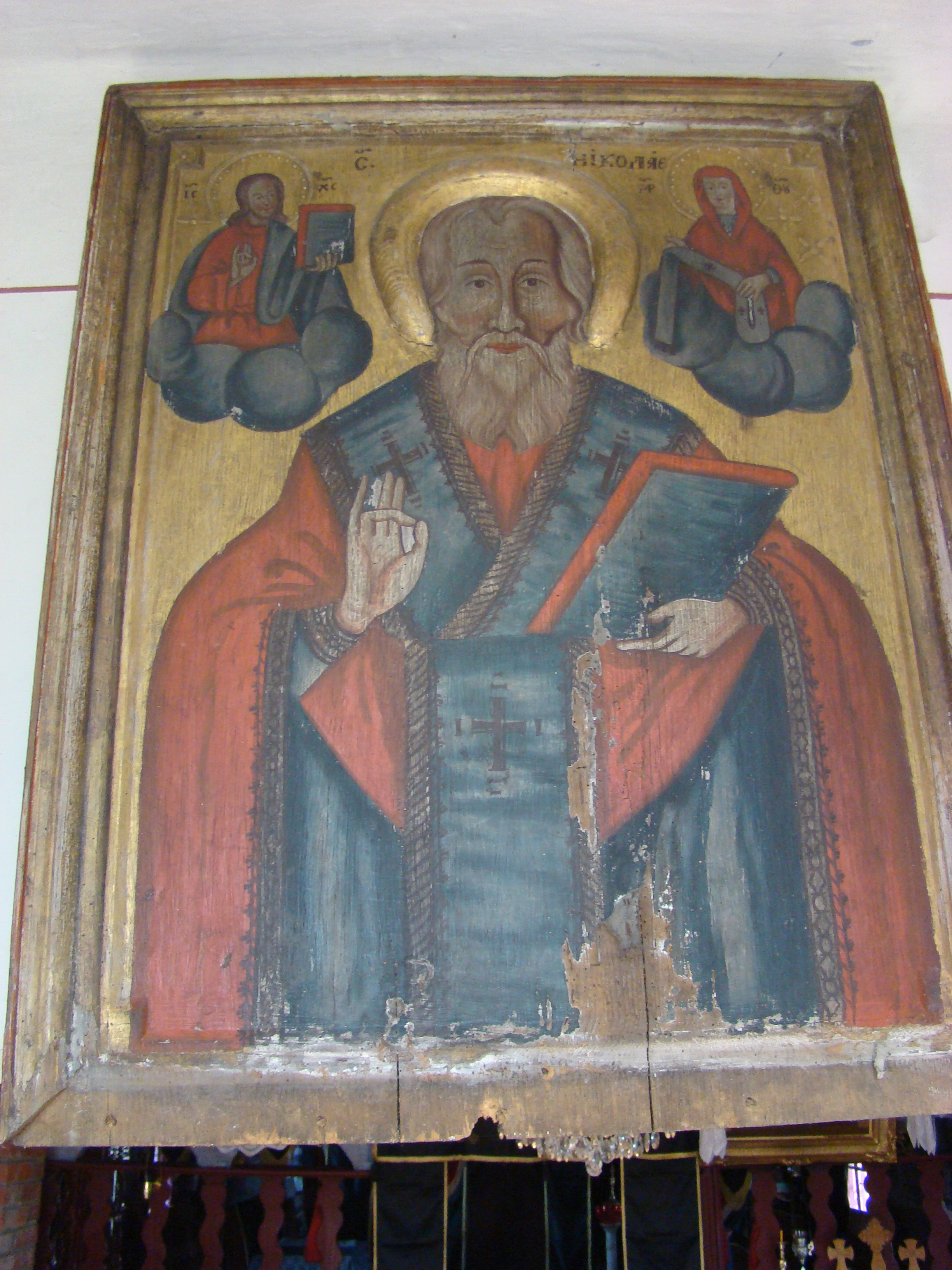
Icoană pe lemn „Sfântul Nicolae”
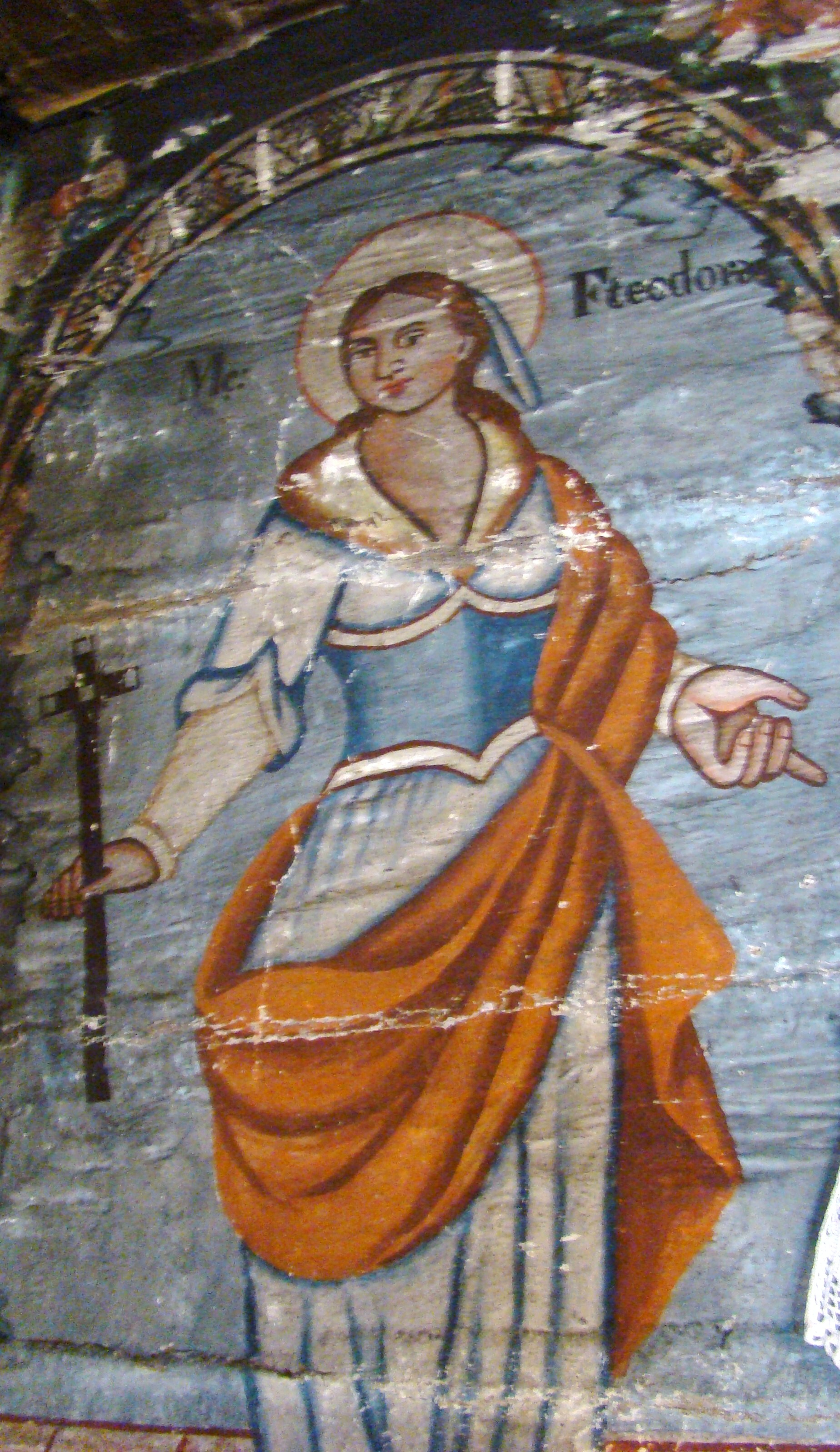
Mironosíță
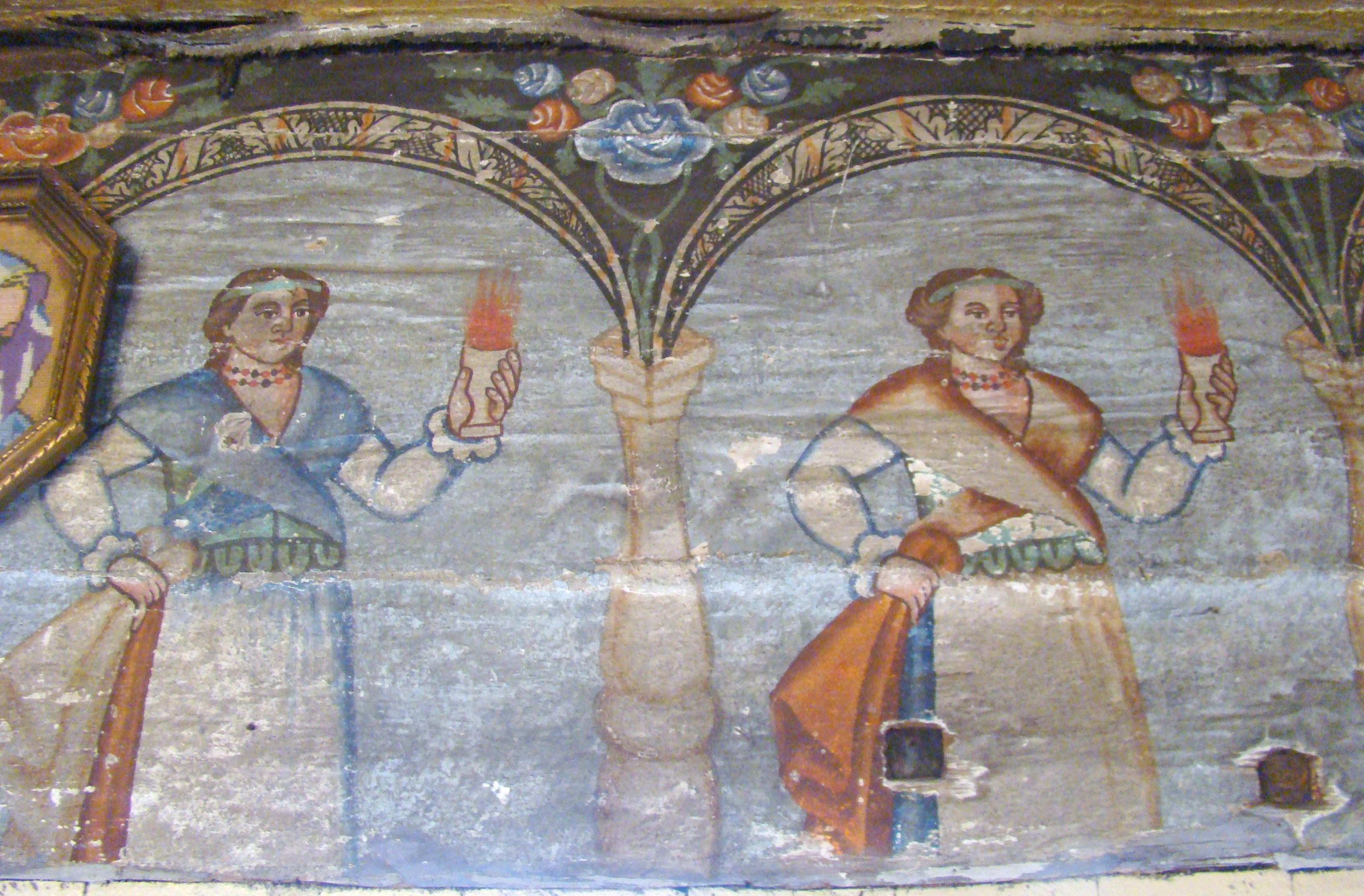
Fecioarele înțelepte
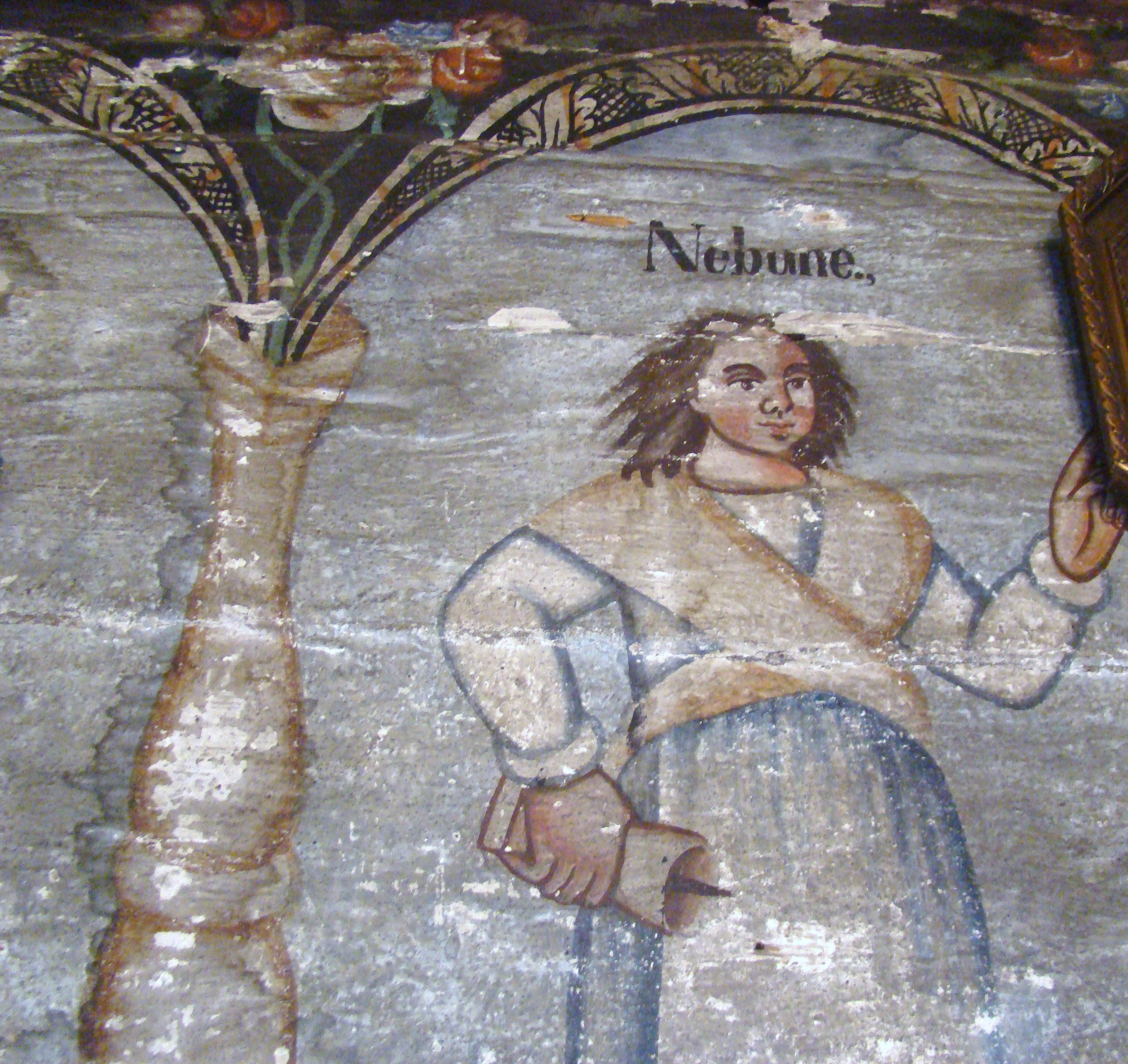
Fecioarele nebune
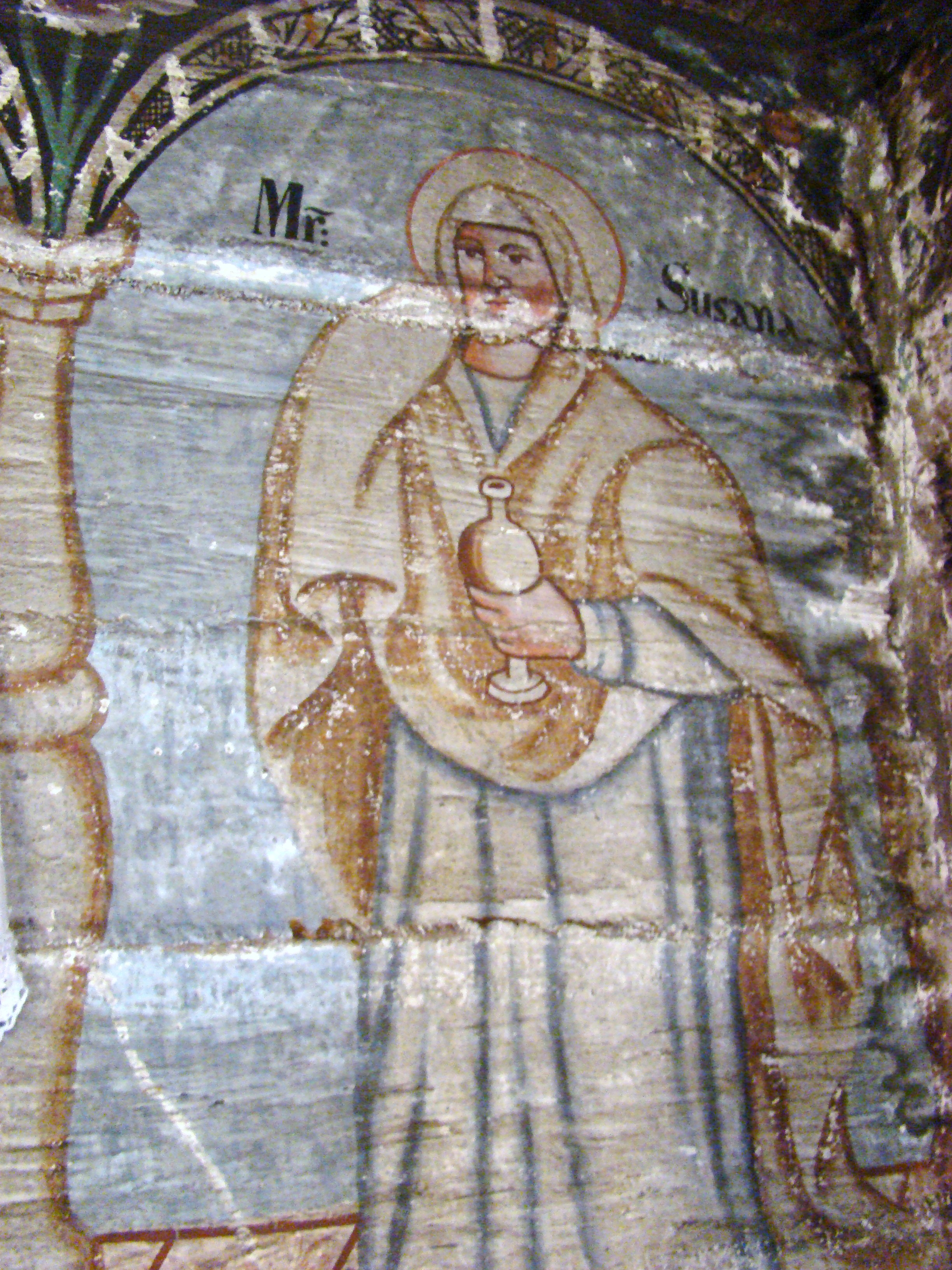
Mironosíța Suzana
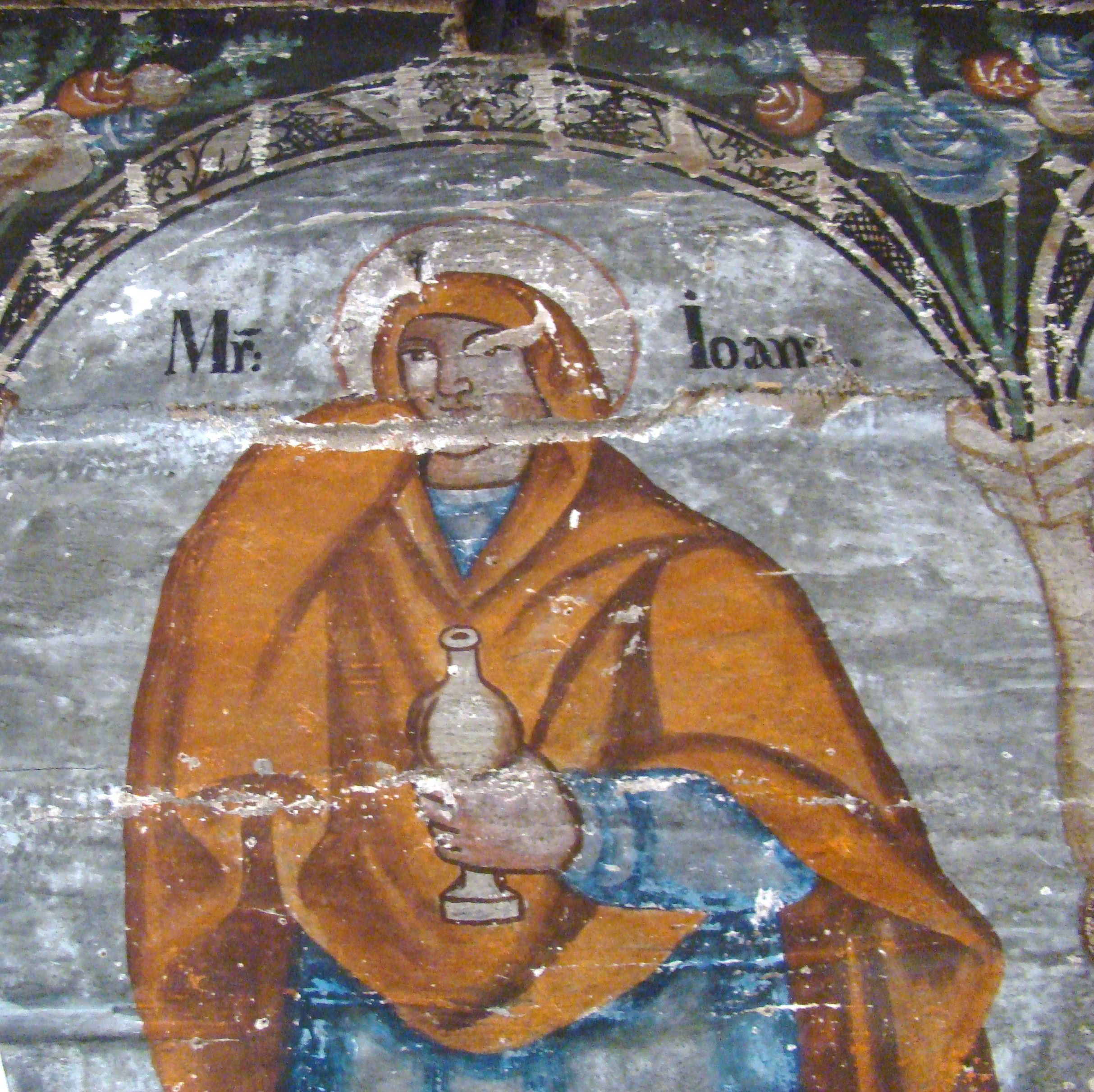
Sfânta Ioana Mironosiţa
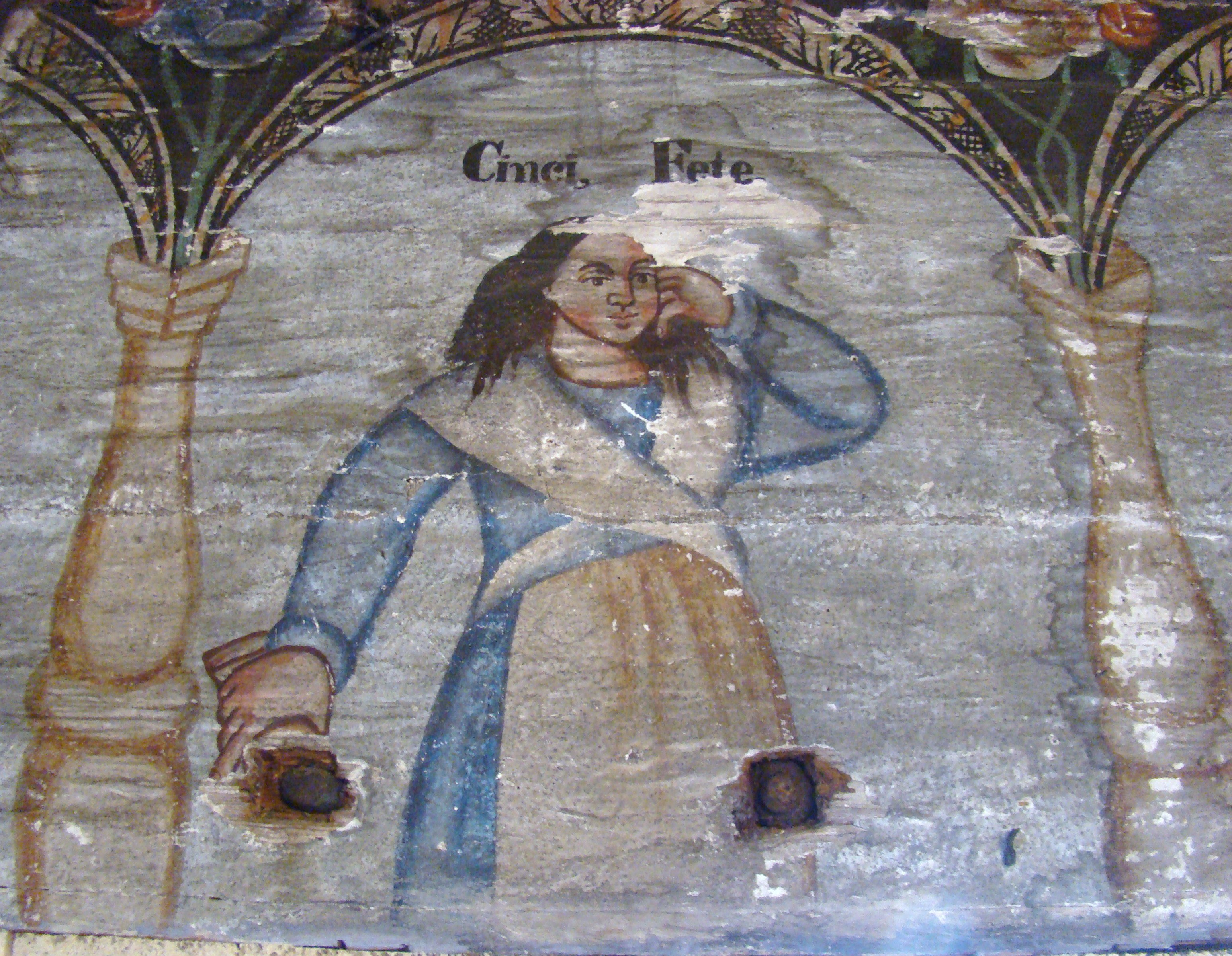
Fecioarele nebune
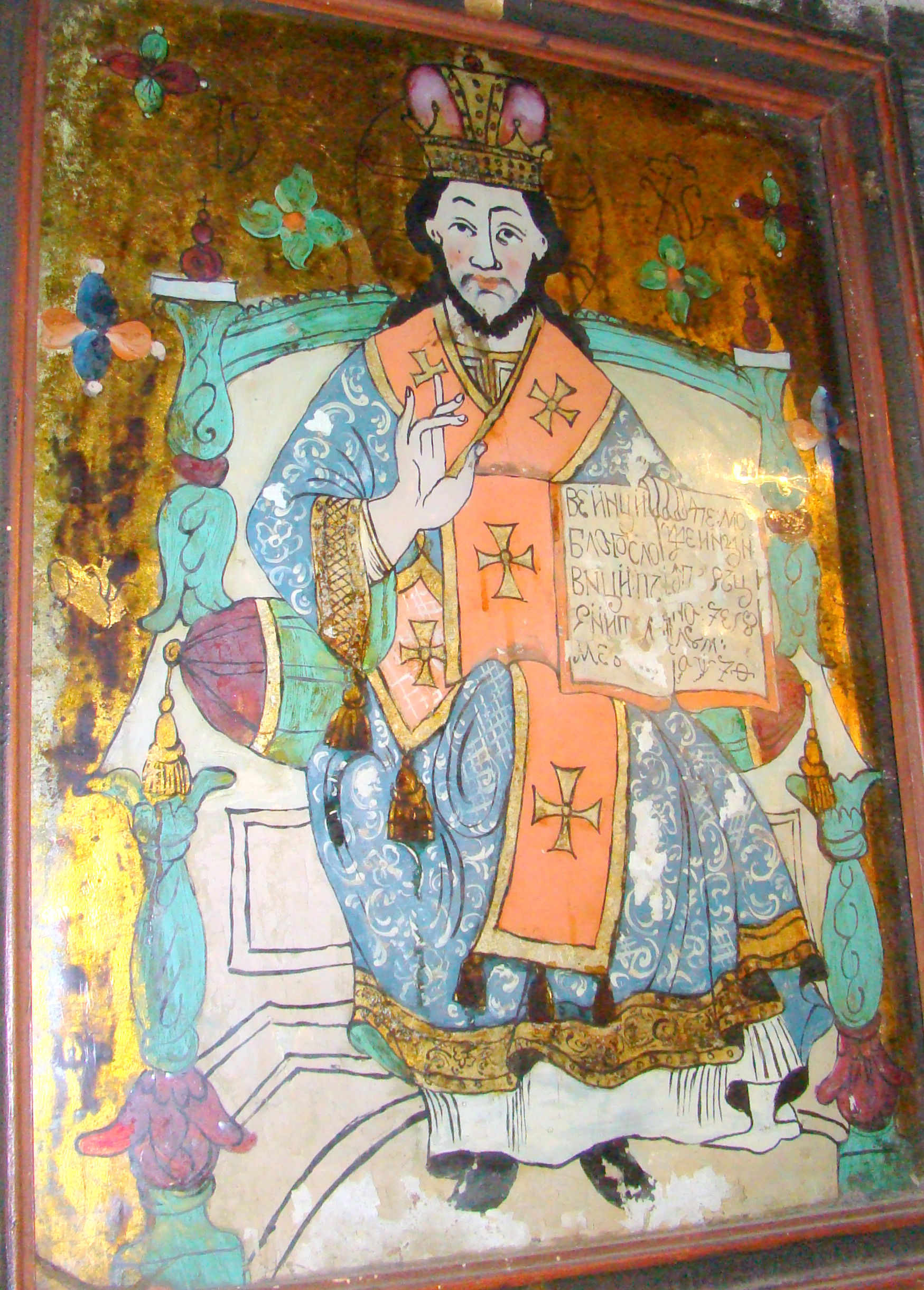
Icoană pe sticlă
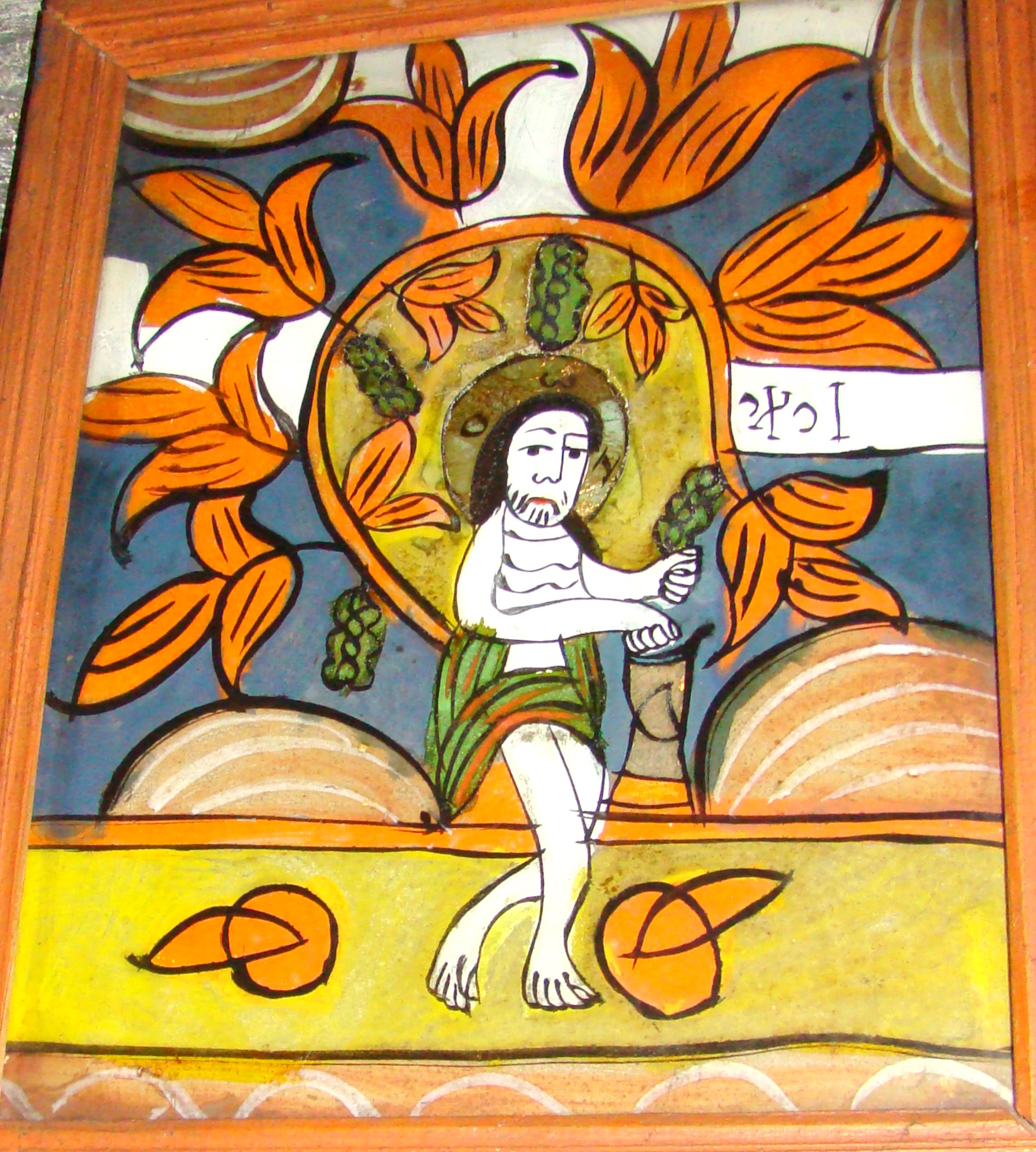
Icoană pe sticlă
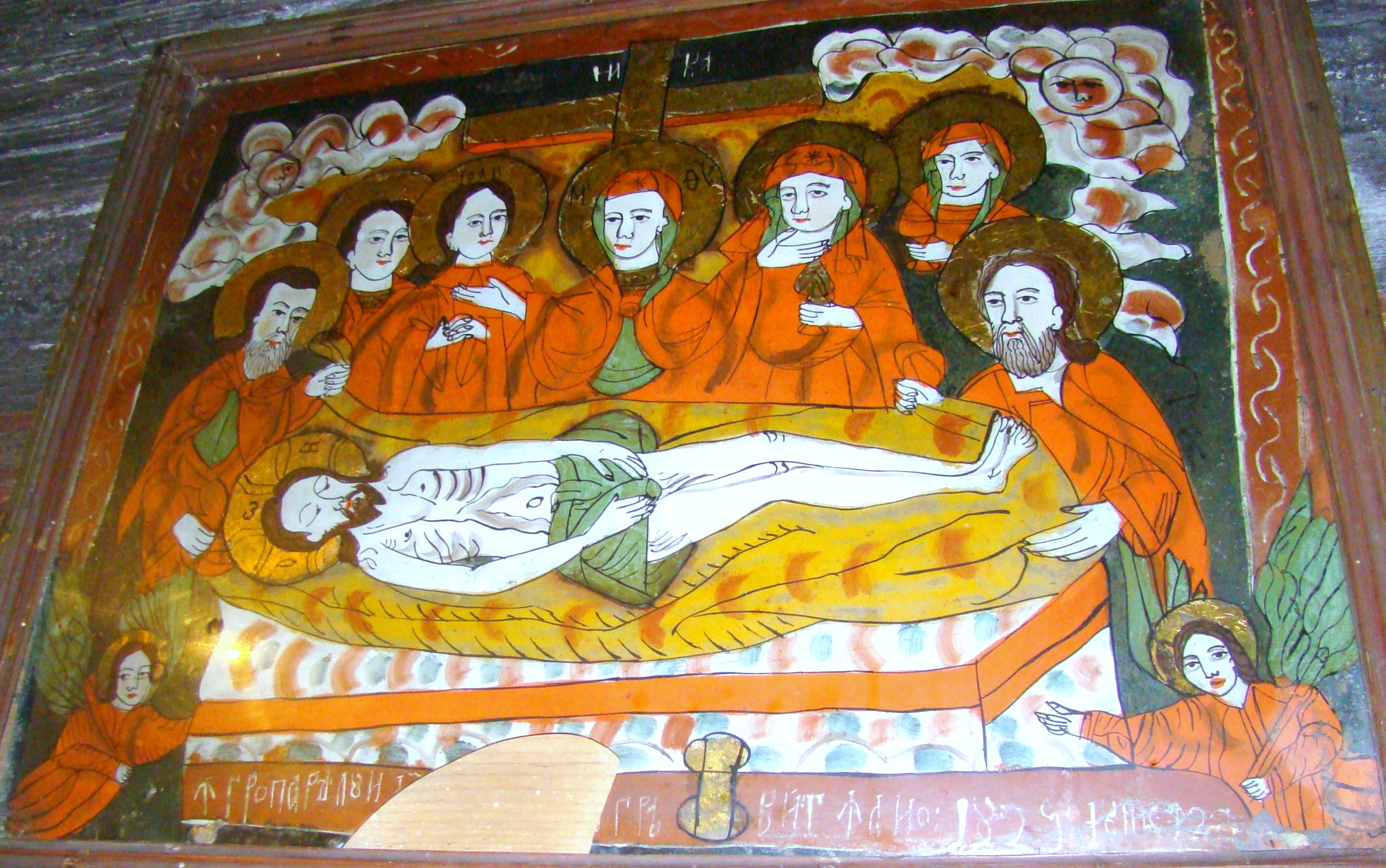
Icoană pe sticlă „Punerea în mormânt”